# Raigs X (escacs)
|   | a | b | c | d | e | f | g | h |   |
| 8 | a8 negres torre · c8 negres alfil · d8 negres dama · e8 negres torre · g8 negres rei · a7 negres peó · b7 negres peó · c7 negres peó · f7 negres peó · g7 negres alfil · h7 negres peó · d6 negres peó · f6 negres cavall · g6 negres peó · d5 blanques peó · e5 negres peó · c4 blanques peó · d4 negres cavall · e4 blanques peó · a3 blanques peó · c3 blanques cavall · e3 blanques alfil · f3 blanques cavall · b2 blanques peó · f2 blanques peó · g2 blanques peó · h2 blanques peó · a1 blanques torre · c1 blanques alfil · d1 blanques dama · f1 blanques torre · g1 blanques rei | a8 negres torre · c8 negres alfil · d8 negres dama · e8 negres torre · g8 negres rei · a7 negres peó · b7 negres peó · c7 negres peó · f7 negres peó · g7 negres alfil · h7 negres peó · d6 negres peó · f6 negres cavall · g6 negres peó · d5 blanques peó · e5 negres peó · c4 blanques peó · d4 negres cavall · e4 blanques peó · a3 blanques peó · c3 blanques cavall · e3 blanques alfil · f3 blanques cavall · b2 blanques peó · f2 blanques peó · g2 blanques peó · h2 blanques peó · a1 blanques torre · c1 blanques alfil · d1 blanques dama · f1 blanques torre · g1 blanques rei | a8 negres torre · c8 negres alfil · d8 negres dama · e8 negres torre · g8 negres rei · a7 negres peó · b7 negres peó · c7 negres peó · f7 negres peó · g7 negres alfil · h7 negres peó · d6 negres peó · f6 negres cavall · g6 negres peó · d5 blanques peó · e5 negres peó · c4 blanques peó · d4 negres cavall · e4 blanques peó · a3 blanques peó · c3 blanques cavall · e3 blanques alfil · f3 blanques cavall · b2 blanques peó · f2 blanques peó · g2 blanques peó · h2 blanques peó · a1 blanques torre · c1 blanques alfil · d1 blanques dama · f1 blanques torre · g1 blanques rei | a8 negres torre · c8 negres alfil · d8 negres dama · e8 negres torre · g8 negres rei · a7 negres peó · b7 negres peó · c7 negres peó · f7 negres peó · g7 negres alfil · h7 negres peó · d6 negres peó · f6 negres cavall · g6 negres peó · d5 blanques peó · e5 negres peó · c4 blanques peó · d4 negres cavall · e4 blanques peó · a3 blanques peó · c3 blanques cavall · e3 blanques alfil · f3 blanques cavall · b2 blanques peó · f2 blanques peó · g2 blanques peó · h2 blanques peó · a1 blanques torre · c1 blanques alfil · d1 blanques dama · f1 blanques torre · g1 blanques rei | a8 negres torre · c8 negres alfil · d8 negres dama · e8 negres torre · g8 negres rei · a7 negres peó · b7 negres peó · c7 negres peó · f7 negres peó · g7 negres alfil · h7 negres peó · d6 negres peó · f6 negres cavall · g6 negres peó · d5 blanques peó · e5 negres peó · c4 blanques peó · d4 negres cavall · e4 blanques peó · a3 blanques peó · c3 blanques cavall · e3 blanques alfil · f3 blanques cavall · b2 blanques peó · f2 blanques peó · g2 blanques peó · h2 blanques peó · a1 blanques torre · c1 blanques alfil · d1 blanques dama · f1 blanques torre · g1 blanques rei | a8 negres torre · c8 negres alfil · d8 negres dama · e8 negres torre · g8 negres rei · a7 negres peó · b7 negres peó · c7 negres peó · f7 negres peó · g7 negres alfil · h7 negres peó · d6 negres peó · f6 negres cavall · g6 negres peó · d5 blanques peó · e5 negres peó · c4 blanques peó · d4 negres cavall · e4 blanques peó · a3 blanques peó · c3 blanques cavall · e3 blanques alfil · f3 blanques cavall · b2 blanques peó · f2 blanques peó · g2 blanques peó · h2 blanques peó · a1 blanques torre · c1 blanques alfil · d1 blanques dama · f1 blanques torre · g1 blanques rei | a8 negres torre · c8 negres alfil · d8 negres dama · e8 negres torre · g8 negres rei · a7 negres peó · b7 negres peó · c7 negres peó · f7 negres peó · g7 negres alfil · h7 negres peó · d6 negres peó · f6 negres cavall · g6 negres peó · d5 blanques peó · e5 negres peó · c4 blanques peó · d4 negres cavall · e4 blanques peó · a3 blanques peó · c3 blanques cavall · e3 blanques alfil · f3 blanques cavall · b2 blanques peó · f2 blanques peó · g2 blanques peó · h2 blanques peó · a1 blanques torre · c1 blanques alfil · d1 blanques dama · f1 blanques torre · g1 blanques rei | a8 negres torre · c8 negres alfil · d8 negres dama · e8 negres torre · g8 negres rei · a7 negres peó · b7 negres peó · c7 negres peó · f7 negres peó · g7 negres alfil · h7 negres peó · d6 negres peó · f6 negres cavall · g6 negres peó · d5 blanques peó · e5 negres peó · c4 blanques peó · d4 negres cavall · e4 blanques peó · a3 blanques peó · c3 blanques cavall · e3 blanques alfil · f3 blanques cavall · b2 blanques peó · f2 blanques peó · g2 blanques peó · h2 blanques peó · a1 blanques torre · c1 blanques alfil · d1 blanques dama · f1 blanques torre · g1 blanques rei | 8 |
| 7 | a8 negres torre · c8 negres alfil · d8 negres dama · e8 negres torre · g8 negres rei · a7 negres peó · b7 negres peó · c7 negres peó · f7 negres peó · g7 negres alfil · h7 negres peó · d6 negres peó · f6 negres cavall · g6 negres peó · d5 blanques peó · e5 negres peó · c4 blanques peó · d4 negres cavall · e4 blanques peó · a3 blanques peó · c3 blanques cavall · e3 blanques alfil · f3 blanques cavall · b2 blanques peó · f2 blanques peó · g2 blanques peó · h2 blanques peó · a1 blanques torre · c1 blanques alfil · d1 blanques dama · f1 blanques torre · g1 blanques rei | a8 negres torre · c8 negres alfil · d8 negres dama · e8 negres torre · g8 negres rei · a7 negres peó · b7 negres peó · c7 negres peó · f7 negres peó · g7 negres alfil · h7 negres peó · d6 negres peó · f6 negres cavall · g6 negres peó · d5 blanques peó · e5 negres peó · c4 blanques peó · d4 negres cavall · e4 blanques peó · a3 blanques peó · c3 blanques cavall · e3 blanques alfil · f3 blanques cavall · b2 blanques peó · f2 blanques peó · g2 blanques peó · h2 blanques peó · a1 blanques torre · c1 blanques alfil · d1 blanques dama · f1 blanques torre · g1 blanques rei | a8 negres torre · c8 negres alfil · d8 negres dama · e8 negres torre · g8 negres rei · a7 negres peó · b7 negres peó · c7 negres peó · f7 negres peó · g7 negres alfil · h7 negres peó · d6 negres peó · f6 negres cavall · g6 negres peó · d5 blanques peó · e5 negres peó · c4 blanques peó · d4 negres cavall · e4 blanques peó · a3 blanques peó · c3 blanques cavall · e3 blanques alfil · f3 blanques cavall · b2 blanques peó · f2 blanques peó · g2 blanques peó · h2 blanques peó · a1 blanques torre · c1 blanques alfil · d1 blanques dama · f1 blanques torre · g1 blanques rei | a8 negres torre · c8 negres alfil · d8 negres dama · e8 negres torre · g8 negres rei · a7 negres peó · b7 negres peó · c7 negres peó · f7 negres peó · g7 negres alfil · h7 negres peó · d6 negres peó · f6 negres cavall · g6 negres peó · d5 blanques peó · e5 negres peó · c4 blanques peó · d4 negres cavall · e4 blanques peó · a3 blanques peó · c3 blanques cavall · e3 blanques alfil · f3 blanques cavall · b2 blanques peó · f2 blanques peó · g2 blanques peó · h2 blanques peó · a1 blanques torre · c1 blanques alfil · d1 blanques dama · f1 blanques torre · g1 blanques rei | a8 negres torre · c8 negres alfil · d8 negres dama · e8 negres torre · g8 negres rei · a7 negres peó · b7 negres peó · c7 negres peó · f7 negres peó · g7 negres alfil · h7 negres peó · d6 negres peó · f6 negres cavall · g6 negres peó · d5 blanques peó · e5 negres peó · c4 blanques peó · d4 negres cavall · e4 blanques peó · a3 blanques peó · c3 blanques cavall · e3 blanques alfil · f3 blanques cavall · b2 blanques peó · f2 blanques peó · g2 blanques peó · h2 blanques peó · a1 blanques torre · c1 blanques alfil · d1 blanques dama · f1 blanques torre · g1 blanques rei | a8 negres torre · c8 negres alfil · d8 negres dama · e8 negres torre · g8 negres rei · a7 negres peó · b7 negres peó · c7 negres peó · f7 negres peó · g7 negres alfil · h7 negres peó · d6 negres peó · f6 negres cavall · g6 negres peó · d5 blanques peó · e5 negres peó · c4 blanques peó · d4 negres cavall · e4 blanques peó · a3 blanques peó · c3 blanques cavall · e3 blanques alfil · f3 blanques cavall · b2 blanques peó · f2 blanques peó · g2 blanques peó · h2 blanques peó · a1 blanques torre · c1 blanques alfil · d1 blanques dama · f1 blanques torre · g1 blanques rei | a8 negres torre · c8 negres alfil · d8 negres dama · e8 negres torre · g8 negres rei · a7 negres peó · b7 negres peó · c7 negres peó · f7 negres peó · g7 negres alfil · h7 negres peó · d6 negres peó · f6 negres cavall · g6 negres peó · d5 blanques peó · e5 negres peó · c4 blanques peó · d4 negres cavall · e4 blanques peó · a3 blanques peó · c3 blanques cavall · e3 blanques alfil · f3 blanques cavall · b2 blanques peó · f2 blanques peó · g2 blanques peó · h2 blanques peó · a1 blanques torre · c1 blanques alfil · d1 blanques dama · f1 blanques torre · g1 blanques rei | a8 negres torre · c8 negres alfil · d8 negres dama · e8 negres torre · g8 negres rei · a7 negres peó · b7 negres peó · c7 negres peó · f7 negres peó · g7 negres alfil · h7 negres peó · d6 negres peó · f6 negres cavall · g6 negres peó · d5 blanques peó · e5 negres peó · c4 blanques peó · d4 negres cavall · e4 blanques peó · a3 blanques peó · c3 blanques cavall · e3 blanques alfil · f3 blanques cavall · b2 blanques peó · f2 blanques peó · g2 blanques peó · h2 blanques peó · a1 blanques torre · c1 blanques alfil · d1 blanques dama · f1 blanques torre · g1 blanques rei | 7 |
| 6 | a8 negres torre · c8 negres alfil · d8 negres dama · e8 negres torre · g8 negres rei · a7 negres peó · b7 negres peó · c7 negres peó · f7 negres peó · g7 negres alfil · h7 negres peó · d6 negres peó · f6 negres cavall · g6 negres peó · d5 blanques peó · e5 negres peó · c4 blanques peó · d4 negres cavall · e4 blanques peó · a3 blanques peó · c3 blanques cavall · e3 blanques alfil · f3 blanques cavall · b2 blanques peó · f2 blanques peó · g2 blanques peó · h2 blanques peó · a1 blanques torre · c1 blanques alfil · d1 blanques dama · f1 blanques torre · g1 blanques rei | a8 negres torre · c8 negres alfil · d8 negres dama · e8 negres torre · g8 negres rei · a7 negres peó · b7 negres peó · c7 negres peó · f7 negres peó · g7 negres alfil · h7 negres peó · d6 negres peó · f6 negres cavall · g6 negres peó · d5 blanques peó · e5 negres peó · c4 blanques peó · d4 negres cavall · e4 blanques peó · a3 blanques peó · c3 blanques cavall · e3 blanques alfil · f3 blanques cavall · b2 blanques peó · f2 blanques peó · g2 blanques peó · h2 blanques peó · a1 blanques torre · c1 blanques alfil · d1 blanques dama · f1 blanques torre · g1 blanques rei | a8 negres torre · c8 negres alfil · d8 negres dama · e8 negres torre · g8 negres rei · a7 negres peó · b7 negres peó · c7 negres peó · f7 negres peó · g7 negres alfil · h7 negres peó · d6 negres peó · f6 negres cavall · g6 negres peó · d5 blanques peó · e5 negres peó · c4 blanques peó · d4 negres cavall · e4 blanques peó · a3 blanques peó · c3 blanques cavall · e3 blanques alfil · f3 blanques cavall · b2 blanques peó · f2 blanques peó · g2 blanques peó · h2 blanques peó · a1 blanques torre · c1 blanques alfil · d1 blanques dama · f1 blanques torre · g1 blanques rei | a8 negres torre · c8 negres alfil · d8 negres dama · e8 negres torre · g8 negres rei · a7 negres peó · b7 negres peó · c7 negres peó · f7 negres peó · g7 negres alfil · h7 negres peó · d6 negres peó · f6 negres cavall · g6 negres peó · d5 blanques peó · e5 negres peó · c4 blanques peó · d4 negres cavall · e4 blanques peó · a3 blanques peó · c3 blanques cavall · e3 blanques alfil · f3 blanques cavall · b2 blanques peó · f2 blanques peó · g2 blanques peó · h2 blanques peó · a1 blanques torre · c1 blanques alfil · d1 blanques dama · f1 blanques torre · g1 blanques rei | a8 negres torre · c8 negres alfil · d8 negres dama · e8 negres torre · g8 negres rei · a7 negres peó · b7 negres peó · c7 negres peó · f7 negres peó · g7 negres alfil · h7 negres peó · d6 negres peó · f6 negres cavall · g6 negres peó · d5 blanques peó · e5 negres peó · c4 blanques peó · d4 negres cavall · e4 blanques peó · a3 blanques peó · c3 blanques cavall · e3 blanques alfil · f3 blanques cavall · b2 blanques peó · f2 blanques peó · g2 blanques peó · h2 blanques peó · a1 blanques torre · c1 blanques alfil · d1 blanques dama · f1 blanques torre · g1 blanques rei | a8 negres torre · c8 negres alfil · d8 negres dama · e8 negres torre · g8 negres rei · a7 negres peó · b7 negres peó · c7 negres peó · f7 negres peó · g7 negres alfil · h7 negres peó · d6 negres peó · f6 negres cavall · g6 negres peó · d5 blanques peó · e5 negres peó · c4 blanques peó · d4 negres cavall · e4 blanques peó · a3 blanques peó · c3 blanques cavall · e3 blanques alfil · f3 blanques cavall · b2 blanques peó · f2 blanques peó · g2 blanques peó · h2 blanques peó · a1 blanques torre · c1 blanques alfil · d1 blanques dama · f1 blanques torre · g1 blanques rei | a8 negres torre · c8 negres alfil · d8 negres dama · e8 negres torre · g8 negres rei · a7 negres peó · b7 negres peó · c7 negres peó · f7 negres peó · g7 negres alfil · h7 negres peó · d6 negres peó · f6 negres cavall · g6 negres peó · d5 blanques peó · e5 negres peó · c4 blanques peó · d4 negres cavall · e4 blanques peó · a3 blanques peó · c3 blanques cavall · e3 blanques alfil · f3 blanques cavall · b2 blanques peó · f2 blanques peó · g2 blanques peó · h2 blanques peó · a1 blanques torre · c1 blanques alfil · d1 blanques dama · f1 blanques torre · g1 blanques rei | a8 negres torre · c8 negres alfil · d8 negres dama · e8 negres torre · g8 negres rei · a7 negres peó · b7 negres peó · c7 negres peó · f7 negres peó · g7 negres alfil · h7 negres peó · d6 negres peó · f6 negres cavall · g6 negres peó · d5 blanques peó · e5 negres peó · c4 blanques peó · d4 negres cavall · e4 blanques peó · a3 blanques peó · c3 blanques cavall · e3 blanques alfil · f3 blanques cavall · b2 blanques peó · f2 blanques peó · g2 blanques peó · h2 blanques peó · a1 blanques torre · c1 blanques alfil · d1 blanques dama · f1 blanques torre · g1 blanques rei | 6 |
| 5 | a8 negres torre · c8 negres alfil · d8 negres dama · e8 negres torre · g8 negres rei · a7 negres peó · b7 negres peó · c7 negres peó · f7 negres peó · g7 negres alfil · h7 negres peó · d6 negres peó · f6 negres cavall · g6 negres peó · d5 blanques peó · e5 negres peó · c4 blanques peó · d4 negres cavall · e4 blanques peó · a3 blanques peó · c3 blanques cavall · e3 blanques alfil · f3 blanques cavall · b2 blanques peó · f2 blanques peó · g2 blanques peó · h2 blanques peó · a1 blanques torre · c1 blanques alfil · d1 blanques dama · f1 blanques torre · g1 blanques rei | a8 negres torre · c8 negres alfil · d8 negres dama · e8 negres torre · g8 negres rei · a7 negres peó · b7 negres peó · c7 negres peó · f7 negres peó · g7 negres alfil · h7 negres peó · d6 negres peó · f6 negres cavall · g6 negres peó · d5 blanques peó · e5 negres peó · c4 blanques peó · d4 negres cavall · e4 blanques peó · a3 blanques peó · c3 blanques cavall · e3 blanques alfil · f3 blanques cavall · b2 blanques peó · f2 blanques peó · g2 blanques peó · h2 blanques peó · a1 blanques torre · c1 blanques alfil · d1 blanques dama · f1 blanques torre · g1 blanques rei | a8 negres torre · c8 negres alfil · d8 negres dama · e8 negres torre · g8 negres rei · a7 negres peó · b7 negres peó · c7 negres peó · f7 negres peó · g7 negres alfil · h7 negres peó · d6 negres peó · f6 negres cavall · g6 negres peó · d5 blanques peó · e5 negres peó · c4 blanques peó · d4 negres cavall · e4 blanques peó · a3 blanques peó · c3 blanques cavall · e3 blanques alfil · f3 blanques cavall · b2 blanques peó · f2 blanques peó · g2 blanques peó · h2 blanques peó · a1 blanques torre · c1 blanques alfil · d1 blanques dama · f1 blanques torre · g1 blanques rei | a8 negres torre · c8 negres alfil · d8 negres dama · e8 negres torre · g8 negres rei · a7 negres peó · b7 negres peó · c7 negres peó · f7 negres peó · g7 negres alfil · h7 negres peó · d6 negres peó · f6 negres cavall · g6 negres peó · d5 blanques peó · e5 negres peó · c4 blanques peó · d4 negres cavall · e4 blanques peó · a3 blanques peó · c3 blanques cavall · e3 blanques alfil · f3 blanques cavall · b2 blanques peó · f2 blanques peó · g2 blanques peó · h2 blanques peó · a1 blanques torre · c1 blanques alfil · d1 blanques dama · f1 blanques torre · g1 blanques rei | a8 negres torre · c8 negres alfil · d8 negres dama · e8 negres torre · g8 negres rei · a7 negres peó · b7 negres peó · c7 negres peó · f7 negres peó · g7 negres alfil · h7 negres peó · d6 negres peó · f6 negres cavall · g6 negres peó · d5 blanques peó · e5 negres peó · c4 blanques peó · d4 negres cavall · e4 blanques peó · a3 blanques peó · c3 blanques cavall · e3 blanques alfil · f3 blanques cavall · b2 blanques peó · f2 blanques peó · g2 blanques peó · h2 blanques peó · a1 blanques torre · c1 blanques alfil · d1 blanques dama · f1 blanques torre · g1 blanques rei | a8 negres torre · c8 negres alfil · d8 negres dama · e8 negres torre · g8 negres rei · a7 negres peó · b7 negres peó · c7 negres peó · f7 negres peó · g7 negres alfil · h7 negres peó · d6 negres peó · f6 negres cavall · g6 negres peó · d5 blanques peó · e5 negres peó · c4 blanques peó · d4 negres cavall · e4 blanques peó · a3 blanques peó · c3 blanques cavall · e3 blanques alfil · f3 blanques cavall · b2 blanques peó · f2 blanques peó · g2 blanques peó · h2 blanques peó · a1 blanques torre · c1 blanques alfil · d1 blanques dama · f1 blanques torre · g1 blanques rei | a8 negres torre · c8 negres alfil · d8 negres dama · e8 negres torre · g8 negres rei · a7 negres peó · b7 negres peó · c7 negres peó · f7 negres peó · g7 negres alfil · h7 negres peó · d6 negres peó · f6 negres cavall · g6 negres peó · d5 blanques peó · e5 negres peó · c4 blanques peó · d4 negres cavall · e4 blanques peó · a3 blanques peó · c3 blanques cavall · e3 blanques alfil · f3 blanques cavall · b2 blanques peó · f2 blanques peó · g2 blanques peó · h2 blanques peó · a1 blanques torre · c1 blanques alfil · d1 blanques dama · f1 blanques torre · g1 blanques rei | a8 negres torre · c8 negres alfil · d8 negres dama · e8 negres torre · g8 negres rei · a7 negres peó · b7 negres peó · c7 negres peó · f7 negres peó · g7 negres alfil · h7 negres peó · d6 negres peó · f6 negres cavall · g6 negres peó · d5 blanques peó · e5 negres peó · c4 blanques peó · d4 negres cavall · e4 blanques peó · a3 blanques peó · c3 blanques cavall · e3 blanques alfil · f3 blanques cavall · b2 blanques peó · f2 blanques peó · g2 blanques peó · h2 blanques peó · a1 blanques torre · c1 blanques alfil · d1 blanques dama · f1 blanques torre · g1 blanques rei | 5 |
| 4 | a8 negres torre · c8 negres alfil · d8 negres dama · e8 negres torre · g8 negres rei · a7 negres peó · b7 negres peó · c7 negres peó · f7 negres peó · g7 negres alfil · h7 negres peó · d6 negres peó · f6 negres cavall · g6 negres peó · d5 blanques peó · e5 negres peó · c4 blanques peó · d4 negres cavall · e4 blanques peó · a3 blanques peó · c3 blanques cavall · e3 blanques alfil · f3 blanques cavall · b2 blanques peó · f2 blanques peó · g2 blanques peó · h2 blanques peó · a1 blanques torre · c1 blanques alfil · d1 blanques dama · f1 blanques torre · g1 blanques rei | a8 negres torre · c8 negres alfil · d8 negres dama · e8 negres torre · g8 negres rei · a7 negres peó · b7 negres peó · c7 negres peó · f7 negres peó · g7 negres alfil · h7 negres peó · d6 negres peó · f6 negres cavall · g6 negres peó · d5 blanques peó · e5 negres peó · c4 blanques peó · d4 negres cavall · e4 blanques peó · a3 blanques peó · c3 blanques cavall · e3 blanques alfil · f3 blanques cavall · b2 blanques peó · f2 blanques peó · g2 blanques peó · h2 blanques peó · a1 blanques torre · c1 blanques alfil · d1 blanques dama · f1 blanques torre · g1 blanques rei | a8 negres torre · c8 negres alfil · d8 negres dama · e8 negres torre · g8 negres rei · a7 negres peó · b7 negres peó · c7 negres peó · f7 negres peó · g7 negres alfil · h7 negres peó · d6 negres peó · f6 negres cavall · g6 negres peó · d5 blanques peó · e5 negres peó · c4 blanques peó · d4 negres cavall · e4 blanques peó · a3 blanques peó · c3 blanques cavall · e3 blanques alfil · f3 blanques cavall · b2 blanques peó · f2 blanques peó · g2 blanques peó · h2 blanques peó · a1 blanques torre · c1 blanques alfil · d1 blanques dama · f1 blanques torre · g1 blanques rei | a8 negres torre · c8 negres alfil · d8 negres dama · e8 negres torre · g8 negres rei · a7 negres peó · b7 negres peó · c7 negres peó · f7 negres peó · g7 negres alfil · h7 negres peó · d6 negres peó · f6 negres cavall · g6 negres peó · d5 blanques peó · e5 negres peó · c4 blanques peó · d4 negres cavall · e4 blanques peó · a3 blanques peó · c3 blanques cavall · e3 blanques alfil · f3 blanques cavall · b2 blanques peó · f2 blanques peó · g2 blanques peó · h2 blanques peó · a1 blanques torre · c1 blanques alfil · d1 blanques dama · f1 blanques torre · g1 blanques rei | a8 negres torre · c8 negres alfil · d8 negres dama · e8 negres torre · g8 negres rei · a7 negres peó · b7 negres peó · c7 negres peó · f7 negres peó · g7 negres alfil · h7 negres peó · d6 negres peó · f6 negres cavall · g6 negres peó · d5 blanques peó · e5 negres peó · c4 blanques peó · d4 negres cavall · e4 blanques peó · a3 blanques peó · c3 blanques cavall · e3 blanques alfil · f3 blanques cavall · b2 blanques peó · f2 blanques peó · g2 blanques peó · h2 blanques peó · a1 blanques torre · c1 blanques alfil · d1 blanques dama · f1 blanques torre · g1 blanques rei | a8 negres torre · c8 negres alfil · d8 negres dama · e8 negres torre · g8 negres rei · a7 negres peó · b7 negres peó · c7 negres peó · f7 negres peó · g7 negres alfil · h7 negres peó · d6 negres peó · f6 negres cavall · g6 negres peó · d5 blanques peó · e5 negres peó · c4 blanques peó · d4 negres cavall · e4 blanques peó · a3 blanques peó · c3 blanques cavall · e3 blanques alfil · f3 blanques cavall · b2 blanques peó · f2 blanques peó · g2 blanques peó · h2 blanques peó · a1 blanques torre · c1 blanques alfil · d1 blanques dama · f1 blanques torre · g1 blanques rei | a8 negres torre · c8 negres alfil · d8 negres dama · e8 negres torre · g8 negres rei · a7 negres peó · b7 negres peó · c7 negres peó · f7 negres peó · g7 negres alfil · h7 negres peó · d6 negres peó · f6 negres cavall · g6 negres peó · d5 blanques peó · e5 negres peó · c4 blanques peó · d4 negres cavall · e4 blanques peó · a3 blanques peó · c3 blanques cavall · e3 blanques alfil · f3 blanques cavall · b2 blanques peó · f2 blanques peó · g2 blanques peó · h2 blanques peó · a1 blanques torre · c1 blanques alfil · d1 blanques dama · f1 blanques torre · g1 blanques rei | a8 negres torre · c8 negres alfil · d8 negres dama · e8 negres torre · g8 negres rei · a7 negres peó · b7 negres peó · c7 negres peó · f7 negres peó · g7 negres alfil · h7 negres peó · d6 negres peó · f6 negres cavall · g6 negres peó · d5 blanques peó · e5 negres peó · c4 blanques peó · d4 negres cavall · e4 blanques peó · a3 blanques peó · c3 blanques cavall · e3 blanques alfil · f3 blanques cavall · b2 blanques peó · f2 blanques peó · g2 blanques peó · h2 blanques peó · a1 blanques torre · c1 blanques alfil · d1 blanques dama · f1 blanques torre · g1 blanques rei | 4 |
| 3 | a8 negres torre · c8 negres alfil · d8 negres dama · e8 negres torre · g8 negres rei · a7 negres peó · b7 negres peó · c7 negres peó · f7 negres peó · g7 negres alfil · h7 negres peó · d6 negres peó · f6 negres cavall · g6 negres peó · d5 blanques peó · e5 negres peó · c4 blanques peó · d4 negres cavall · e4 blanques peó · a3 blanques peó · c3 blanques cavall · e3 blanques alfil · f3 blanques cavall · b2 blanques peó · f2 blanques peó · g2 blanques peó · h2 blanques peó · a1 blanques torre · c1 blanques alfil · d1 blanques dama · f1 blanques torre · g1 blanques rei | a8 negres torre · c8 negres alfil · d8 negres dama · e8 negres torre · g8 negres rei · a7 negres peó · b7 negres peó · c7 negres peó · f7 negres peó · g7 negres alfil · h7 negres peó · d6 negres peó · f6 negres cavall · g6 negres peó · d5 blanques peó · e5 negres peó · c4 blanques peó · d4 negres cavall · e4 blanques peó · a3 blanques peó · c3 blanques cavall · e3 blanques alfil · f3 blanques cavall · b2 blanques peó · f2 blanques peó · g2 blanques peó · h2 blanques peó · a1 blanques torre · c1 blanques alfil · d1 blanques dama · f1 blanques torre · g1 blanques rei | a8 negres torre · c8 negres alfil · d8 negres dama · e8 negres torre · g8 negres rei · a7 negres peó · b7 negres peó · c7 negres peó · f7 negres peó · g7 negres alfil · h7 negres peó · d6 negres peó · f6 negres cavall · g6 negres peó · d5 blanques peó · e5 negres peó · c4 blanques peó · d4 negres cavall · e4 blanques peó · a3 blanques peó · c3 blanques cavall · e3 blanques alfil · f3 blanques cavall · b2 blanques peó · f2 blanques peó · g2 blanques peó · h2 blanques peó · a1 blanques torre · c1 blanques alfil · d1 blanques dama · f1 blanques torre · g1 blanques rei | a8 negres torre · c8 negres alfil · d8 negres dama · e8 negres torre · g8 negres rei · a7 negres peó · b7 negres peó · c7 negres peó · f7 negres peó · g7 negres alfil · h7 negres peó · d6 negres peó · f6 negres cavall · g6 negres peó · d5 blanques peó · e5 negres peó · c4 blanques peó · d4 negres cavall · e4 blanques peó · a3 blanques peó · c3 blanques cavall · e3 blanques alfil · f3 blanques cavall · b2 blanques peó · f2 blanques peó · g2 blanques peó · h2 blanques peó · a1 blanques torre · c1 blanques alfil · d1 blanques dama · f1 blanques torre · g1 blanques rei | a8 negres torre · c8 negres alfil · d8 negres dama · e8 negres torre · g8 negres rei · a7 negres peó · b7 negres peó · c7 negres peó · f7 negres peó · g7 negres alfil · h7 negres peó · d6 negres peó · f6 negres cavall · g6 negres peó · d5 blanques peó · e5 negres peó · c4 blanques peó · d4 negres cavall · e4 blanques peó · a3 blanques peó · c3 blanques cavall · e3 blanques alfil · f3 blanques cavall · b2 blanques peó · f2 blanques peó · g2 blanques peó · h2 blanques peó · a1 blanques torre · c1 blanques alfil · d1 blanques dama · f1 blanques torre · g1 blanques rei | a8 negres torre · c8 negres alfil · d8 negres dama · e8 negres torre · g8 negres rei · a7 negres peó · b7 negres peó · c7 negres peó · f7 negres peó · g7 negres alfil · h7 negres peó · d6 negres peó · f6 negres cavall · g6 negres peó · d5 blanques peó · e5 negres peó · c4 blanques peó · d4 negres cavall · e4 blanques peó · a3 blanques peó · c3 blanques cavall · e3 blanques alfil · f3 blanques cavall · b2 blanques peó · f2 blanques peó · g2 blanques peó · h2 blanques peó · a1 blanques torre · c1 blanques alfil · d1 blanques dama · f1 blanques torre · g1 blanques rei | a8 negres torre · c8 negres alfil · d8 negres dama · e8 negres torre · g8 negres rei · a7 negres peó · b7 negres peó · c7 negres peó · f7 negres peó · g7 negres alfil · h7 negres peó · d6 negres peó · f6 negres cavall · g6 negres peó · d5 blanques peó · e5 negres peó · c4 blanques peó · d4 negres cavall · e4 blanques peó · a3 blanques peó · c3 blanques cavall · e3 blanques alfil · f3 blanques cavall · b2 blanques peó · f2 blanques peó · g2 blanques peó · h2 blanques peó · a1 blanques torre · c1 blanques alfil · d1 blanques dama · f1 blanques torre · g1 blanques rei | a8 negres torre · c8 negres alfil · d8 negres dama · e8 negres torre · g8 negres rei · a7 negres peó · b7 negres peó · c7 negres peó · f7 negres peó · g7 negres alfil · h7 negres peó · d6 negres peó · f6 negres cavall · g6 negres peó · d5 blanques peó · e5 negres peó · c4 blanques peó · d4 negres cavall · e4 blanques peó · a3 blanques peó · c3 blanques cavall · e3 blanques alfil · f3 blanques cavall · b2 blanques peó · f2 blanques peó · g2 blanques peó · h2 blanques peó · a1 blanques torre · c1 blanques alfil · d1 blanques dama · f1 blanques torre · g1 blanques rei | 3 |
| 2 | a8 negres torre · c8 negres alfil · d8 negres dama · e8 negres torre · g8 negres rei · a7 negres peó · b7 negres peó · c7 negres peó · f7 negres peó · g7 negres alfil · h7 negres peó · d6 negres peó · f6 negres cavall · g6 negres peó · d5 blanques peó · e5 negres peó · c4 blanques peó · d4 negres cavall · e4 blanques peó · a3 blanques peó · c3 blanques cavall · e3 blanques alfil · f3 blanques cavall · b2 blanques peó · f2 blanques peó · g2 blanques peó · h2 blanques peó · a1 blanques torre · c1 blanques alfil · d1 blanques dama · f1 blanques torre · g1 blanques rei | a8 negres torre · c8 negres alfil · d8 negres dama · e8 negres torre · g8 negres rei · a7 negres peó · b7 negres peó · c7 negres peó · f7 negres peó · g7 negres alfil · h7 negres peó · d6 negres peó · f6 negres cavall · g6 negres peó · d5 blanques peó · e5 negres peó · c4 blanques peó · d4 negres cavall · e4 blanques peó · a3 blanques peó · c3 blanques cavall · e3 blanques alfil · f3 blanques cavall · b2 blanques peó · f2 blanques peó · g2 blanques peó · h2 blanques peó · a1 blanques torre · c1 blanques alfil · d1 blanques dama · f1 blanques torre · g1 blanques rei | a8 negres torre · c8 negres alfil · d8 negres dama · e8 negres torre · g8 negres rei · a7 negres peó · b7 negres peó · c7 negres peó · f7 negres peó · g7 negres alfil · h7 negres peó · d6 negres peó · f6 negres cavall · g6 negres peó · d5 blanques peó · e5 negres peó · c4 blanques peó · d4 negres cavall · e4 blanques peó · a3 blanques peó · c3 blanques cavall · e3 blanques alfil · f3 blanques cavall · b2 blanques peó · f2 blanques peó · g2 blanques peó · h2 blanques peó · a1 blanques torre · c1 blanques alfil · d1 blanques dama · f1 blanques torre · g1 blanques rei | a8 negres torre · c8 negres alfil · d8 negres dama · e8 negres torre · g8 negres rei · a7 negres peó · b7 negres peó · c7 negres peó · f7 negres peó · g7 negres alfil · h7 negres peó · d6 negres peó · f6 negres cavall · g6 negres peó · d5 blanques peó · e5 negres peó · c4 blanques peó · d4 negres cavall · e4 blanques peó · a3 blanques peó · c3 blanques cavall · e3 blanques alfil · f3 blanques cavall · b2 blanques peó · f2 blanques peó · g2 blanques peó · h2 blanques peó · a1 blanques torre · c1 blanques alfil · d1 blanques dama · f1 blanques torre · g1 blanques rei | a8 negres torre · c8 negres alfil · d8 negres dama · e8 negres torre · g8 negres rei · a7 negres peó · b7 negres peó · c7 negres peó · f7 negres peó · g7 negres alfil · h7 negres peó · d6 negres peó · f6 negres cavall · g6 negres peó · d5 blanques peó · e5 negres peó · c4 blanques peó · d4 negres cavall · e4 blanques peó · a3 blanques peó · c3 blanques cavall · e3 blanques alfil · f3 blanques cavall · b2 blanques peó · f2 blanques peó · g2 blanques peó · h2 blanques peó · a1 blanques torre · c1 blanques alfil · d1 blanques dama · f1 blanques torre · g1 blanques rei | a8 negres torre · c8 negres alfil · d8 negres dama · e8 negres torre · g8 negres rei · a7 negres peó · b7 negres peó · c7 negres peó · f7 negres peó · g7 negres alfil · h7 negres peó · d6 negres peó · f6 negres cavall · g6 negres peó · d5 blanques peó · e5 negres peó · c4 blanques peó · d4 negres cavall · e4 blanques peó · a3 blanques peó · c3 blanques cavall · e3 blanques alfil · f3 blanques cavall · b2 blanques peó · f2 blanques peó · g2 blanques peó · h2 blanques peó · a1 blanques torre · c1 blanques alfil · d1 blanques dama · f1 blanques torre · g1 blanques rei | a8 negres torre · c8 negres alfil · d8 negres dama · e8 negres torre · g8 negres rei · a7 negres peó · b7 negres peó · c7 negres peó · f7 negres peó · g7 negres alfil · h7 negres peó · d6 negres peó · f6 negres cavall · g6 negres peó · d5 blanques peó · e5 negres peó · c4 blanques peó · d4 negres cavall · e4 blanques peó · a3 blanques peó · c3 blanques cavall · e3 blanques alfil · f3 blanques cavall · b2 blanques peó · f2 blanques peó · g2 blanques peó · h2 blanques peó · a1 blanques torre · c1 blanques alfil · d1 blanques dama · f1 blanques torre · g1 blanques rei | a8 negres torre · c8 negres alfil · d8 negres dama · e8 negres torre · g8 negres rei · a7 negres peó · b7 negres peó · c7 negres peó · f7 negres peó · g7 negres alfil · h7 negres peó · d6 negres peó · f6 negres cavall · g6 negres peó · d5 blanques peó · e5 negres peó · c4 blanques peó · d4 negres cavall · e4 blanques peó · a3 blanques peó · c3 blanques cavall · e3 blanques alfil · f3 blanques cavall · b2 blanques peó · f2 blanques peó · g2 blanques peó · h2 blanques peó · a1 blanques torre · c1 blanques alfil · d1 blanques dama · f1 blanques torre · g1 blanques rei | 2 |
| 1 | a8 negres torre · c8 negres alfil · d8 negres dama · e8 negres torre · g8 negres rei · a7 negres peó · b7 negres peó · c7 negres peó · f7 negres peó · g7 negres alfil · h7 negres peó · d6 negres peó · f6 negres cavall · g6 negres peó · d5 blanques peó · e5 negres peó · c4 blanques peó · d4 negres cavall · e4 blanques peó · a3 blanques peó · c3 blanques cavall · e3 blanques alfil · f3 blanques cavall · b2 blanques peó · f2 blanques peó · g2 blanques peó · h2 blanques peó · a1 blanques torre · c1 blanques alfil · d1 blanques dama · f1 blanques torre · g1 blanques rei | a8 negres torre · c8 negres alfil · d8 negres dama · e8 negres torre · g8 negres rei · a7 negres peó · b7 negres peó · c7 negres peó · f7 negres peó · g7 negres alfil · h7 negres peó · d6 negres peó · f6 negres cavall · g6 negres peó · d5 blanques peó · e5 negres peó · c4 blanques peó · d4 negres cavall · e4 blanques peó · a3 blanques peó · c3 blanques cavall · e3 blanques alfil · f3 blanques cavall · b2 blanques peó · f2 blanques peó · g2 blanques peó · h2 blanques peó · a1 blanques torre · c1 blanques alfil · d1 blanques dama · f1 blanques torre · g1 blanques rei | a8 negres torre · c8 negres alfil · d8 negres dama · e8 negres torre · g8 negres rei · a7 negres peó · b7 negres peó · c7 negres peó · f7 negres peó · g7 negres alfil · h7 negres peó · d6 negres peó · f6 negres cavall · g6 negres peó · d5 blanques peó · e5 negres peó · c4 blanques peó · d4 negres cavall · e4 blanques peó · a3 blanques peó · c3 blanques cavall · e3 blanques alfil · f3 blanques cavall · b2 blanques peó · f2 blanques peó · g2 blanques peó · h2 blanques peó · a1 blanques torre · c1 blanques alfil · d1 blanques dama · f1 blanques torre · g1 blanques rei | a8 negres torre · c8 negres alfil · d8 negres dama · e8 negres torre · g8 negres rei · a7 negres peó · b7 negres peó · c7 negres peó · f7 negres peó · g7 negres alfil · h7 negres peó · d6 negres peó · f6 negres cavall · g6 negres peó · d5 blanques peó · e5 negres peó · c4 blanques peó · d4 negres cavall · e4 blanques peó · a3 blanques peó · c3 blanques cavall · e3 blanques alfil · f3 blanques cavall · b2 blanques peó · f2 blanques peó · g2 blanques peó · h2 blanques peó · a1 blanques torre · c1 blanques alfil · d1 blanques dama · f1 blanques torre · g1 blanques rei | a8 negres torre · c8 negres alfil · d8 negres dama · e8 negres torre · g8 negres rei · a7 negres peó · b7 negres peó · c7 negres peó · f7 negres peó · g7 negres alfil · h7 negres peó · d6 negres peó · f6 negres cavall · g6 negres peó · d5 blanques peó · e5 negres peó · c4 blanques peó · d4 negres cavall · e4 blanques peó · a3 blanques peó · c3 blanques cavall · e3 blanques alfil · f3 blanques cavall · b2 blanques peó · f2 blanques peó · g2 blanques peó · h2 blanques peó · a1 blanques torre · c1 blanques alfil · d1 blanques dama · f1 blanques torre · g1 blanques rei | a8 negres torre · c8 negres alfil · d8 negres dama · e8 negres torre · g8 negres rei · a7 negres peó · b7 negres peó · c7 negres peó · f7 negres peó · g7 negres alfil · h7 negres peó · d6 negres peó · f6 negres cavall · g6 negres peó · d5 blanques peó · e5 negres peó · c4 blanques peó · d4 negres cavall · e4 blanques peó · a3 blanques peó · c3 blanques cavall · e3 blanques alfil · f3 blanques cavall · b2 blanques peó · f2 blanques peó · g2 blanques peó · h2 blanques peó · a1 blanques torre · c1 blanques alfil · d1 blanques dama · f1 blanques torre · g1 blanques rei | a8 negres torre · c8 negres alfil · d8 negres dama · e8 negres torre · g8 negres rei · a7 negres peó · b7 negres peó · c7 negres peó · f7 negres peó · g7 negres alfil · h7 negres peó · d6 negres peó · f6 negres cavall · g6 negres peó · d5 blanques peó · e5 negres peó · c4 blanques peó · d4 negres cavall · e4 blanques peó · a3 blanques peó · c3 blanques cavall · e3 blanques alfil · f3 blanques cavall · b2 blanques peó · f2 blanques peó · g2 blanques peó · h2 blanques peó · a1 blanques torre · c1 blanques alfil · d1 blanques dama · f1 blanques torre · g1 blanques rei | a8 negres torre · c8 negres alfil · d8 negres dama · e8 negres torre · g8 negres rei · a7 negres peó · b7 negres peó · c7 negres peó · f7 negres peó · g7 negres alfil · h7 negres peó · d6 negres peó · f6 negres cavall · g6 negres peó · d5 blanques peó · e5 negres peó · c4 blanques peó · d4 negres cavall · e4 blanques peó · a3 blanques peó · c3 blanques cavall · e3 blanques alfil · f3 blanques cavall · b2 blanques peó · f2 blanques peó · g2 blanques peó · h2 blanques peó · a1 blanques torre · c1 blanques alfil · d1 blanques dama · f1 blanques torre · g1 blanques rei | 1 |
|   | a | b | c | d | e | f | g | h |   |

|   | a | b | c | d | e | f | g | h |   |
| 8 | b8 negres torre · c8 negres alfil · d8 negres dama · f8 negres torre · h8 negres rei · f7 negres peó · h7 negres peó · c6 negres cavall · d6 negres peó · g6 negres peó · a5 negres peó · d5 blanques cavall · a4 blanques torre · c4 blanques alfil · e4 blanques peó · f4 blanques peó · h4 negres alfil · b3 blanques peó · c3 blanques peó · e3 blanques cavall · d1 blanques dama · f1 blanques rei · h1 blanques torre | b8 negres torre · c8 negres alfil · d8 negres dama · f8 negres torre · h8 negres rei · f7 negres peó · h7 negres peó · c6 negres cavall · d6 negres peó · g6 negres peó · a5 negres peó · d5 blanques cavall · a4 blanques torre · c4 blanques alfil · e4 blanques peó · f4 blanques peó · h4 negres alfil · b3 blanques peó · c3 blanques peó · e3 blanques cavall · d1 blanques dama · f1 blanques rei · h1 blanques torre | b8 negres torre · c8 negres alfil · d8 negres dama · f8 negres torre · h8 negres rei · f7 negres peó · h7 negres peó · c6 negres cavall · d6 negres peó · g6 negres peó · a5 negres peó · d5 blanques cavall · a4 blanques torre · c4 blanques alfil · e4 blanques peó · f4 blanques peó · h4 negres alfil · b3 blanques peó · c3 blanques peó · e3 blanques cavall · d1 blanques dama · f1 blanques rei · h1 blanques torre | b8 negres torre · c8 negres alfil · d8 negres dama · f8 negres torre · h8 negres rei · f7 negres peó · h7 negres peó · c6 negres cavall · d6 negres peó · g6 negres peó · a5 negres peó · d5 blanques cavall · a4 blanques torre · c4 blanques alfil · e4 blanques peó · f4 blanques peó · h4 negres alfil · b3 blanques peó · c3 blanques peó · e3 blanques cavall · d1 blanques dama · f1 blanques rei · h1 blanques torre | b8 negres torre · c8 negres alfil · d8 negres dama · f8 negres torre · h8 negres rei · f7 negres peó · h7 negres peó · c6 negres cavall · d6 negres peó · g6 negres peó · a5 negres peó · d5 blanques cavall · a4 blanques torre · c4 blanques alfil · e4 blanques peó · f4 blanques peó · h4 negres alfil · b3 blanques peó · c3 blanques peó · e3 blanques cavall · d1 blanques dama · f1 blanques rei · h1 blanques torre | b8 negres torre · c8 negres alfil · d8 negres dama · f8 negres torre · h8 negres rei · f7 negres peó · h7 negres peó · c6 negres cavall · d6 negres peó · g6 negres peó · a5 negres peó · d5 blanques cavall · a4 blanques torre · c4 blanques alfil · e4 blanques peó · f4 blanques peó · h4 negres alfil · b3 blanques peó · c3 blanques peó · e3 blanques cavall · d1 blanques dama · f1 blanques rei · h1 blanques torre | b8 negres torre · c8 negres alfil · d8 negres dama · f8 negres torre · h8 negres rei · f7 negres peó · h7 negres peó · c6 negres cavall · d6 negres peó · g6 negres peó · a5 negres peó · d5 blanques cavall · a4 blanques torre · c4 blanques alfil · e4 blanques peó · f4 blanques peó · h4 negres alfil · b3 blanques peó · c3 blanques peó · e3 blanques cavall · d1 blanques dama · f1 blanques rei · h1 blanques torre | b8 negres torre · c8 negres alfil · d8 negres dama · f8 negres torre · h8 negres rei · f7 negres peó · h7 negres peó · c6 negres cavall · d6 negres peó · g6 negres peó · a5 negres peó · d5 blanques cavall · a4 blanques torre · c4 blanques alfil · e4 blanques peó · f4 blanques peó · h4 negres alfil · b3 blanques peó · c3 blanques peó · e3 blanques cavall · d1 blanques dama · f1 blanques rei · h1 blanques torre | 8 |
| 7 | b8 negres torre · c8 negres alfil · d8 negres dama · f8 negres torre · h8 negres rei · f7 negres peó · h7 negres peó · c6 negres cavall · d6 negres peó · g6 negres peó · a5 negres peó · d5 blanques cavall · a4 blanques torre · c4 blanques alfil · e4 blanques peó · f4 blanques peó · h4 negres alfil · b3 blanques peó · c3 blanques peó · e3 blanques cavall · d1 blanques dama · f1 blanques rei · h1 blanques torre | b8 negres torre · c8 negres alfil · d8 negres dama · f8 negres torre · h8 negres rei · f7 negres peó · h7 negres peó · c6 negres cavall · d6 negres peó · g6 negres peó · a5 negres peó · d5 blanques cavall · a4 blanques torre · c4 blanques alfil · e4 blanques peó · f4 blanques peó · h4 negres alfil · b3 blanques peó · c3 blanques peó · e3 blanques cavall · d1 blanques dama · f1 blanques rei · h1 blanques torre | b8 negres torre · c8 negres alfil · d8 negres dama · f8 negres torre · h8 negres rei · f7 negres peó · h7 negres peó · c6 negres cavall · d6 negres peó · g6 negres peó · a5 negres peó · d5 blanques cavall · a4 blanques torre · c4 blanques alfil · e4 blanques peó · f4 blanques peó · h4 negres alfil · b3 blanques peó · c3 blanques peó · e3 blanques cavall · d1 blanques dama · f1 blanques rei · h1 blanques torre | b8 negres torre · c8 negres alfil · d8 negres dama · f8 negres torre · h8 negres rei · f7 negres peó · h7 negres peó · c6 negres cavall · d6 negres peó · g6 negres peó · a5 negres peó · d5 blanques cavall · a4 blanques torre · c4 blanques alfil · e4 blanques peó · f4 blanques peó · h4 negres alfil · b3 blanques peó · c3 blanques peó · e3 blanques cavall · d1 blanques dama · f1 blanques rei · h1 blanques torre | b8 negres torre · c8 negres alfil · d8 negres dama · f8 negres torre · h8 negres rei · f7 negres peó · h7 negres peó · c6 negres cavall · d6 negres peó · g6 negres peó · a5 negres peó · d5 blanques cavall · a4 blanques torre · c4 blanques alfil · e4 blanques peó · f4 blanques peó · h4 negres alfil · b3 blanques peó · c3 blanques peó · e3 blanques cavall · d1 blanques dama · f1 blanques rei · h1 blanques torre | b8 negres torre · c8 negres alfil · d8 negres dama · f8 negres torre · h8 negres rei · f7 negres peó · h7 negres peó · c6 negres cavall · d6 negres peó · g6 negres peó · a5 negres peó · d5 blanques cavall · a4 blanques torre · c4 blanques alfil · e4 blanques peó · f4 blanques peó · h4 negres alfil · b3 blanques peó · c3 blanques peó · e3 blanques cavall · d1 blanques dama · f1 blanques rei · h1 blanques torre | b8 negres torre · c8 negres alfil · d8 negres dama · f8 negres torre · h8 negres rei · f7 negres peó · h7 negres peó · c6 negres cavall · d6 negres peó · g6 negres peó · a5 negres peó · d5 blanques cavall · a4 blanques torre · c4 blanques alfil · e4 blanques peó · f4 blanques peó · h4 negres alfil · b3 blanques peó · c3 blanques peó · e3 blanques cavall · d1 blanques dama · f1 blanques rei · h1 blanques torre | b8 negres torre · c8 negres alfil · d8 negres dama · f8 negres torre · h8 negres rei · f7 negres peó · h7 negres peó · c6 negres cavall · d6 negres peó · g6 negres peó · a5 negres peó · d5 blanques cavall · a4 blanques torre · c4 blanques alfil · e4 blanques peó · f4 blanques peó · h4 negres alfil · b3 blanques peó · c3 blanques peó · e3 blanques cavall · d1 blanques dama · f1 blanques rei · h1 blanques torre | 7 |
| 6 | b8 negres torre · c8 negres alfil · d8 negres dama · f8 negres torre · h8 negres rei · f7 negres peó · h7 negres peó · c6 negres cavall · d6 negres peó · g6 negres peó · a5 negres peó · d5 blanques cavall · a4 blanques torre · c4 blanques alfil · e4 blanques peó · f4 blanques peó · h4 negres alfil · b3 blanques peó · c3 blanques peó · e3 blanques cavall · d1 blanques dama · f1 blanques rei · h1 blanques torre | b8 negres torre · c8 negres alfil · d8 negres dama · f8 negres torre · h8 negres rei · f7 negres peó · h7 negres peó · c6 negres cavall · d6 negres peó · g6 negres peó · a5 negres peó · d5 blanques cavall · a4 blanques torre · c4 blanques alfil · e4 blanques peó · f4 blanques peó · h4 negres alfil · b3 blanques peó · c3 blanques peó · e3 blanques cavall · d1 blanques dama · f1 blanques rei · h1 blanques torre | b8 negres torre · c8 negres alfil · d8 negres dama · f8 negres torre · h8 negres rei · f7 negres peó · h7 negres peó · c6 negres cavall · d6 negres peó · g6 negres peó · a5 negres peó · d5 blanques cavall · a4 blanques torre · c4 blanques alfil · e4 blanques peó · f4 blanques peó · h4 negres alfil · b3 blanques peó · c3 blanques peó · e3 blanques cavall · d1 blanques dama · f1 blanques rei · h1 blanques torre | b8 negres torre · c8 negres alfil · d8 negres dama · f8 negres torre · h8 negres rei · f7 negres peó · h7 negres peó · c6 negres cavall · d6 negres peó · g6 negres peó · a5 negres peó · d5 blanques cavall · a4 blanques torre · c4 blanques alfil · e4 blanques peó · f4 blanques peó · h4 negres alfil · b3 blanques peó · c3 blanques peó · e3 blanques cavall · d1 blanques dama · f1 blanques rei · h1 blanques torre | b8 negres torre · c8 negres alfil · d8 negres dama · f8 negres torre · h8 negres rei · f7 negres peó · h7 negres peó · c6 negres cavall · d6 negres peó · g6 negres peó · a5 negres peó · d5 blanques cavall · a4 blanques torre · c4 blanques alfil · e4 blanques peó · f4 blanques peó · h4 negres alfil · b3 blanques peó · c3 blanques peó · e3 blanques cavall · d1 blanques dama · f1 blanques rei · h1 blanques torre | b8 negres torre · c8 negres alfil · d8 negres dama · f8 negres torre · h8 negres rei · f7 negres peó · h7 negres peó · c6 negres cavall · d6 negres peó · g6 negres peó · a5 negres peó · d5 blanques cavall · a4 blanques torre · c4 blanques alfil · e4 blanques peó · f4 blanques peó · h4 negres alfil · b3 blanques peó · c3 blanques peó · e3 blanques cavall · d1 blanques dama · f1 blanques rei · h1 blanques torre | b8 negres torre · c8 negres alfil · d8 negres dama · f8 negres torre · h8 negres rei · f7 negres peó · h7 negres peó · c6 negres cavall · d6 negres peó · g6 negres peó · a5 negres peó · d5 blanques cavall · a4 blanques torre · c4 blanques alfil · e4 blanques peó · f4 blanques peó · h4 negres alfil · b3 blanques peó · c3 blanques peó · e3 blanques cavall · d1 blanques dama · f1 blanques rei · h1 blanques torre | b8 negres torre · c8 negres alfil · d8 negres dama · f8 negres torre · h8 negres rei · f7 negres peó · h7 negres peó · c6 negres cavall · d6 negres peó · g6 negres peó · a5 negres peó · d5 blanques cavall · a4 blanques torre · c4 blanques alfil · e4 blanques peó · f4 blanques peó · h4 negres alfil · b3 blanques peó · c3 blanques peó · e3 blanques cavall · d1 blanques dama · f1 blanques rei · h1 blanques torre | 6 |
| 5 | b8 negres torre · c8 negres alfil · d8 negres dama · f8 negres torre · h8 negres rei · f7 negres peó · h7 negres peó · c6 negres cavall · d6 negres peó · g6 negres peó · a5 negres peó · d5 blanques cavall · a4 blanques torre · c4 blanques alfil · e4 blanques peó · f4 blanques peó · h4 negres alfil · b3 blanques peó · c3 blanques peó · e3 blanques cavall · d1 blanques dama · f1 blanques rei · h1 blanques torre | b8 negres torre · c8 negres alfil · d8 negres dama · f8 negres torre · h8 negres rei · f7 negres peó · h7 negres peó · c6 negres cavall · d6 negres peó · g6 negres peó · a5 negres peó · d5 blanques cavall · a4 blanques torre · c4 blanques alfil · e4 blanques peó · f4 blanques peó · h4 negres alfil · b3 blanques peó · c3 blanques peó · e3 blanques cavall · d1 blanques dama · f1 blanques rei · h1 blanques torre | b8 negres torre · c8 negres alfil · d8 negres dama · f8 negres torre · h8 negres rei · f7 negres peó · h7 negres peó · c6 negres cavall · d6 negres peó · g6 negres peó · a5 negres peó · d5 blanques cavall · a4 blanques torre · c4 blanques alfil · e4 blanques peó · f4 blanques peó · h4 negres alfil · b3 blanques peó · c3 blanques peó · e3 blanques cavall · d1 blanques dama · f1 blanques rei · h1 blanques torre | b8 negres torre · c8 negres alfil · d8 negres dama · f8 negres torre · h8 negres rei · f7 negres peó · h7 negres peó · c6 negres cavall · d6 negres peó · g6 negres peó · a5 negres peó · d5 blanques cavall · a4 blanques torre · c4 blanques alfil · e4 blanques peó · f4 blanques peó · h4 negres alfil · b3 blanques peó · c3 blanques peó · e3 blanques cavall · d1 blanques dama · f1 blanques rei · h1 blanques torre | b8 negres torre · c8 negres alfil · d8 negres dama · f8 negres torre · h8 negres rei · f7 negres peó · h7 negres peó · c6 negres cavall · d6 negres peó · g6 negres peó · a5 negres peó · d5 blanques cavall · a4 blanques torre · c4 blanques alfil · e4 blanques peó · f4 blanques peó · h4 negres alfil · b3 blanques peó · c3 blanques peó · e3 blanques cavall · d1 blanques dama · f1 blanques rei · h1 blanques torre | b8 negres torre · c8 negres alfil · d8 negres dama · f8 negres torre · h8 negres rei · f7 negres peó · h7 negres peó · c6 negres cavall · d6 negres peó · g6 negres peó · a5 negres peó · d5 blanques cavall · a4 blanques torre · c4 blanques alfil · e4 blanques peó · f4 blanques peó · h4 negres alfil · b3 blanques peó · c3 blanques peó · e3 blanques cavall · d1 blanques dama · f1 blanques rei · h1 blanques torre | b8 negres torre · c8 negres alfil · d8 negres dama · f8 negres torre · h8 negres rei · f7 negres peó · h7 negres peó · c6 negres cavall · d6 negres peó · g6 negres peó · a5 negres peó · d5 blanques cavall · a4 blanques torre · c4 blanques alfil · e4 blanques peó · f4 blanques peó · h4 negres alfil · b3 blanques peó · c3 blanques peó · e3 blanques cavall · d1 blanques dama · f1 blanques rei · h1 blanques torre | b8 negres torre · c8 negres alfil · d8 negres dama · f8 negres torre · h8 negres rei · f7 negres peó · h7 negres peó · c6 negres cavall · d6 negres peó · g6 negres peó · a5 negres peó · d5 blanques cavall · a4 blanques torre · c4 blanques alfil · e4 blanques peó · f4 blanques peó · h4 negres alfil · b3 blanques peó · c3 blanques peó · e3 blanques cavall · d1 blanques dama · f1 blanques rei · h1 blanques torre | 5 |
| 4 | b8 negres torre · c8 negres alfil · d8 negres dama · f8 negres torre · h8 negres rei · f7 negres peó · h7 negres peó · c6 negres cavall · d6 negres peó · g6 negres peó · a5 negres peó · d5 blanques cavall · a4 blanques torre · c4 blanques alfil · e4 blanques peó · f4 blanques peó · h4 negres alfil · b3 blanques peó · c3 blanques peó · e3 blanques cavall · d1 blanques dama · f1 blanques rei · h1 blanques torre | b8 negres torre · c8 negres alfil · d8 negres dama · f8 negres torre · h8 negres rei · f7 negres peó · h7 negres peó · c6 negres cavall · d6 negres peó · g6 negres peó · a5 negres peó · d5 blanques cavall · a4 blanques torre · c4 blanques alfil · e4 blanques peó · f4 blanques peó · h4 negres alfil · b3 blanques peó · c3 blanques peó · e3 blanques cavall · d1 blanques dama · f1 blanques rei · h1 blanques torre | b8 negres torre · c8 negres alfil · d8 negres dama · f8 negres torre · h8 negres rei · f7 negres peó · h7 negres peó · c6 negres cavall · d6 negres peó · g6 negres peó · a5 negres peó · d5 blanques cavall · a4 blanques torre · c4 blanques alfil · e4 blanques peó · f4 blanques peó · h4 negres alfil · b3 blanques peó · c3 blanques peó · e3 blanques cavall · d1 blanques dama · f1 blanques rei · h1 blanques torre | b8 negres torre · c8 negres alfil · d8 negres dama · f8 negres torre · h8 negres rei · f7 negres peó · h7 negres peó · c6 negres cavall · d6 negres peó · g6 negres peó · a5 negres peó · d5 blanques cavall · a4 blanques torre · c4 blanques alfil · e4 blanques peó · f4 blanques peó · h4 negres alfil · b3 blanques peó · c3 blanques peó · e3 blanques cavall · d1 blanques dama · f1 blanques rei · h1 blanques torre | b8 negres torre · c8 negres alfil · d8 negres dama · f8 negres torre · h8 negres rei · f7 negres peó · h7 negres peó · c6 negres cavall · d6 negres peó · g6 negres peó · a5 negres peó · d5 blanques cavall · a4 blanques torre · c4 blanques alfil · e4 blanques peó · f4 blanques peó · h4 negres alfil · b3 blanques peó · c3 blanques peó · e3 blanques cavall · d1 blanques dama · f1 blanques rei · h1 blanques torre | b8 negres torre · c8 negres alfil · d8 negres dama · f8 negres torre · h8 negres rei · f7 negres peó · h7 negres peó · c6 negres cavall · d6 negres peó · g6 negres peó · a5 negres peó · d5 blanques cavall · a4 blanques torre · c4 blanques alfil · e4 blanques peó · f4 blanques peó · h4 negres alfil · b3 blanques peó · c3 blanques peó · e3 blanques cavall · d1 blanques dama · f1 blanques rei · h1 blanques torre | b8 negres torre · c8 negres alfil · d8 negres dama · f8 negres torre · h8 negres rei · f7 negres peó · h7 negres peó · c6 negres cavall · d6 negres peó · g6 negres peó · a5 negres peó · d5 blanques cavall · a4 blanques torre · c4 blanques alfil · e4 blanques peó · f4 blanques peó · h4 negres alfil · b3 blanques peó · c3 blanques peó · e3 blanques cavall · d1 blanques dama · f1 blanques rei · h1 blanques torre | b8 negres torre · c8 negres alfil · d8 negres dama · f8 negres torre · h8 negres rei · f7 negres peó · h7 negres peó · c6 negres cavall · d6 negres peó · g6 negres peó · a5 negres peó · d5 blanques cavall · a4 blanques torre · c4 blanques alfil · e4 blanques peó · f4 blanques peó · h4 negres alfil · b3 blanques peó · c3 blanques peó · e3 blanques cavall · d1 blanques dama · f1 blanques rei · h1 blanques torre | 4 |
| 3 | b8 negres torre · c8 negres alfil · d8 negres dama · f8 negres torre · h8 negres rei · f7 negres peó · h7 negres peó · c6 negres cavall · d6 negres peó · g6 negres peó · a5 negres peó · d5 blanques cavall · a4 blanques torre · c4 blanques alfil · e4 blanques peó · f4 blanques peó · h4 negres alfil · b3 blanques peó · c3 blanques peó · e3 blanques cavall · d1 blanques dama · f1 blanques rei · h1 blanques torre | b8 negres torre · c8 negres alfil · d8 negres dama · f8 negres torre · h8 negres rei · f7 negres peó · h7 negres peó · c6 negres cavall · d6 negres peó · g6 negres peó · a5 negres peó · d5 blanques cavall · a4 blanques torre · c4 blanques alfil · e4 blanques peó · f4 blanques peó · h4 negres alfil · b3 blanques peó · c3 blanques peó · e3 blanques cavall · d1 blanques dama · f1 blanques rei · h1 blanques torre | b8 negres torre · c8 negres alfil · d8 negres dama · f8 negres torre · h8 negres rei · f7 negres peó · h7 negres peó · c6 negres cavall · d6 negres peó · g6 negres peó · a5 negres peó · d5 blanques cavall · a4 blanques torre · c4 blanques alfil · e4 blanques peó · f4 blanques peó · h4 negres alfil · b3 blanques peó · c3 blanques peó · e3 blanques cavall · d1 blanques dama · f1 blanques rei · h1 blanques torre | b8 negres torre · c8 negres alfil · d8 negres dama · f8 negres torre · h8 negres rei · f7 negres peó · h7 negres peó · c6 negres cavall · d6 negres peó · g6 negres peó · a5 negres peó · d5 blanques cavall · a4 blanques torre · c4 blanques alfil · e4 blanques peó · f4 blanques peó · h4 negres alfil · b3 blanques peó · c3 blanques peó · e3 blanques cavall · d1 blanques dama · f1 blanques rei · h1 blanques torre | b8 negres torre · c8 negres alfil · d8 negres dama · f8 negres torre · h8 negres rei · f7 negres peó · h7 negres peó · c6 negres cavall · d6 negres peó · g6 negres peó · a5 negres peó · d5 blanques cavall · a4 blanques torre · c4 blanques alfil · e4 blanques peó · f4 blanques peó · h4 negres alfil · b3 blanques peó · c3 blanques peó · e3 blanques cavall · d1 blanques dama · f1 blanques rei · h1 blanques torre | b8 negres torre · c8 negres alfil · d8 negres dama · f8 negres torre · h8 negres rei · f7 negres peó · h7 negres peó · c6 negres cavall · d6 negres peó · g6 negres peó · a5 negres peó · d5 blanques cavall · a4 blanques torre · c4 blanques alfil · e4 blanques peó · f4 blanques peó · h4 negres alfil · b3 blanques peó · c3 blanques peó · e3 blanques cavall · d1 blanques dama · f1 blanques rei · h1 blanques torre | b8 negres torre · c8 negres alfil · d8 negres dama · f8 negres torre · h8 negres rei · f7 negres peó · h7 negres peó · c6 negres cavall · d6 negres peó · g6 negres peó · a5 negres peó · d5 blanques cavall · a4 blanques torre · c4 blanques alfil · e4 blanques peó · f4 blanques peó · h4 negres alfil · b3 blanques peó · c3 blanques peó · e3 blanques cavall · d1 blanques dama · f1 blanques rei · h1 blanques torre | b8 negres torre · c8 negres alfil · d8 negres dama · f8 negres torre · h8 negres rei · f7 negres peó · h7 negres peó · c6 negres cavall · d6 negres peó · g6 negres peó · a5 negres peó · d5 blanques cavall · a4 blanques torre · c4 blanques alfil · e4 blanques peó · f4 blanques peó · h4 negres alfil · b3 blanques peó · c3 blanques peó · e3 blanques cavall · d1 blanques dama · f1 blanques rei · h1 blanques torre | 3 |
| 2 | b8 negres torre · c8 negres alfil · d8 negres dama · f8 negres torre · h8 negres rei · f7 negres peó · h7 negres peó · c6 negres cavall · d6 negres peó · g6 negres peó · a5 negres peó · d5 blanques cavall · a4 blanques torre · c4 blanques alfil · e4 blanques peó · f4 blanques peó · h4 negres alfil · b3 blanques peó · c3 blanques peó · e3 blanques cavall · d1 blanques dama · f1 blanques rei · h1 blanques torre | b8 negres torre · c8 negres alfil · d8 negres dama · f8 negres torre · h8 negres rei · f7 negres peó · h7 negres peó · c6 negres cavall · d6 negres peó · g6 negres peó · a5 negres peó · d5 blanques cavall · a4 blanques torre · c4 blanques alfil · e4 blanques peó · f4 blanques peó · h4 negres alfil · b3 blanques peó · c3 blanques peó · e3 blanques cavall · d1 blanques dama · f1 blanques rei · h1 blanques torre | b8 negres torre · c8 negres alfil · d8 negres dama · f8 negres torre · h8 negres rei · f7 negres peó · h7 negres peó · c6 negres cavall · d6 negres peó · g6 negres peó · a5 negres peó · d5 blanques cavall · a4 blanques torre · c4 blanques alfil · e4 blanques peó · f4 blanques peó · h4 negres alfil · b3 blanques peó · c3 blanques peó · e3 blanques cavall · d1 blanques dama · f1 blanques rei · h1 blanques torre | b8 negres torre · c8 negres alfil · d8 negres dama · f8 negres torre · h8 negres rei · f7 negres peó · h7 negres peó · c6 negres cavall · d6 negres peó · g6 negres peó · a5 negres peó · d5 blanques cavall · a4 blanques torre · c4 blanques alfil · e4 blanques peó · f4 blanques peó · h4 negres alfil · b3 blanques peó · c3 blanques peó · e3 blanques cavall · d1 blanques dama · f1 blanques rei · h1 blanques torre | b8 negres torre · c8 negres alfil · d8 negres dama · f8 negres torre · h8 negres rei · f7 negres peó · h7 negres peó · c6 negres cavall · d6 negres peó · g6 negres peó · a5 negres peó · d5 blanques cavall · a4 blanques torre · c4 blanques alfil · e4 blanques peó · f4 blanques peó · h4 negres alfil · b3 blanques peó · c3 blanques peó · e3 blanques cavall · d1 blanques dama · f1 blanques rei · h1 blanques torre | b8 negres torre · c8 negres alfil · d8 negres dama · f8 negres torre · h8 negres rei · f7 negres peó · h7 negres peó · c6 negres cavall · d6 negres peó · g6 negres peó · a5 negres peó · d5 blanques cavall · a4 blanques torre · c4 blanques alfil · e4 blanques peó · f4 blanques peó · h4 negres alfil · b3 blanques peó · c3 blanques peó · e3 blanques cavall · d1 blanques dama · f1 blanques rei · h1 blanques torre | b8 negres torre · c8 negres alfil · d8 negres dama · f8 negres torre · h8 negres rei · f7 negres peó · h7 negres peó · c6 negres cavall · d6 negres peó · g6 negres peó · a5 negres peó · d5 blanques cavall · a4 blanques torre · c4 blanques alfil · e4 blanques peó · f4 blanques peó · h4 negres alfil · b3 blanques peó · c3 blanques peó · e3 blanques cavall · d1 blanques dama · f1 blanques rei · h1 blanques torre | b8 negres torre · c8 negres alfil · d8 negres dama · f8 negres torre · h8 negres rei · f7 negres peó · h7 negres peó · c6 negres cavall · d6 negres peó · g6 negres peó · a5 negres peó · d5 blanques cavall · a4 blanques torre · c4 blanques alfil · e4 blanques peó · f4 blanques peó · h4 negres alfil · b3 blanques peó · c3 blanques peó · e3 blanques cavall · d1 blanques dama · f1 blanques rei · h1 blanques torre | 2 |
| 1 | b8 negres torre · c8 negres alfil · d8 negres dama · f8 negres torre · h8 negres rei · f7 negres peó · h7 negres peó · c6 negres cavall · d6 negres peó · g6 negres peó · a5 negres peó · d5 blanques cavall · a4 blanques torre · c4 blanques alfil · e4 blanques peó · f4 blanques peó · h4 negres alfil · b3 blanques peó · c3 blanques peó · e3 blanques cavall · d1 blanques dama · f1 blanques rei · h1 blanques torre | b8 negres torre · c8 negres alfil · d8 negres dama · f8 negres torre · h8 negres rei · f7 negres peó · h7 negres peó · c6 negres cavall · d6 negres peó · g6 negres peó · a5 negres peó · d5 blanques cavall · a4 blanques torre · c4 blanques alfil · e4 blanques peó · f4 blanques peó · h4 negres alfil · b3 blanques peó · c3 blanques peó · e3 blanques cavall · d1 blanques dama · f1 blanques rei · h1 blanques torre | b8 negres torre · c8 negres alfil · d8 negres dama · f8 negres torre · h8 negres rei · f7 negres peó · h7 negres peó · c6 negres cavall · d6 negres peó · g6 negres peó · a5 negres peó · d5 blanques cavall · a4 blanques torre · c4 blanques alfil · e4 blanques peó · f4 blanques peó · h4 negres alfil · b3 blanques peó · c3 blanques peó · e3 blanques cavall · d1 blanques dama · f1 blanques rei · h1 blanques torre | b8 negres torre · c8 negres alfil · d8 negres dama · f8 negres torre · h8 negres rei · f7 negres peó · h7 negres peó · c6 negres cavall · d6 negres peó · g6 negres peó · a5 negres peó · d5 blanques cavall · a4 blanques torre · c4 blanques alfil · e4 blanques peó · f4 blanques peó · h4 negres alfil · b3 blanques peó · c3 blanques peó · e3 blanques cavall · d1 blanques dama · f1 blanques rei · h1 blanques torre | b8 negres torre · c8 negres alfil · d8 negres dama · f8 negres torre · h8 negres rei · f7 negres peó · h7 negres peó · c6 negres cavall · d6 negres peó · g6 negres peó · a5 negres peó · d5 blanques cavall · a4 blanques torre · c4 blanques alfil · e4 blanques peó · f4 blanques peó · h4 negres alfil · b3 blanques peó · c3 blanques peó · e3 blanques cavall · d1 blanques dama · f1 blanques rei · h1 blanques torre | b8 negres torre · c8 negres alfil · d8 negres dama · f8 negres torre · h8 negres rei · f7 negres peó · h7 negres peó · c6 negres cavall · d6 negres peó · g6 negres peó · a5 negres peó · d5 blanques cavall · a4 blanques torre · c4 blanques alfil · e4 blanques peó · f4 blanques peó · h4 negres alfil · b3 blanques peó · c3 blanques peó · e3 blanques cavall · d1 blanques dama · f1 blanques rei · h1 blanques torre | b8 negres torre · c8 negres alfil · d8 negres dama · f8 negres torre · h8 negres rei · f7 negres peó · h7 negres peó · c6 negres cavall · d6 negres peó · g6 negres peó · a5 negres peó · d5 blanques cavall · a4 blanques torre · c4 blanques alfil · e4 blanques peó · f4 blanques peó · h4 negres alfil · b3 blanques peó · c3 blanques peó · e3 blanques cavall · d1 blanques dama · f1 blanques rei · h1 blanques torre | b8 negres torre · c8 negres alfil · d8 negres dama · f8 negres torre · h8 negres rei · f7 negres peó · h7 negres peó · c6 negres cavall · d6 negres peó · g6 negres peó · a5 negres peó · d5 blanques cavall · a4 blanques torre · c4 blanques alfil · e4 blanques peó · f4 blanques peó · h4 negres alfil · b3 blanques peó · c3 blanques peó · e3 blanques cavall · d1 blanques dama · f1 blanques rei · h1 blanques torre | 1 |
|   | a | b | c | d | e | f | g | h |   |

En escacs, el terme Raigs X o Atac amb raigs X s'utilitza sovint com a sinònim d'enfilada. El concepte s'usa de vegades també per referir-se a un tema tàctic en què una peça n'ataca indirectament una altra de l'oponent, a través d'una o diverses peces interposades, o bé en què una peça en defensa una altra a través d'una peça rival interposada.
La segona accepció del terme es pot veure a la posició de l'esquerra, que sorgeix a partir de l'obertura del tango dels cavalls després de 1.d4 Cf6 2.c4 Cc6 3.Cf3 e6 4.a3 d6 5.Cc3 g6!? 6.e4 Ag7 7.Ae2 0-0 8.0-0 Te8 9.Ae3 e5 10.d5 Cd4!. Els autors Richard Palliser i Georgi Orlov, en els seus llibres respectius sobre aquesta obertura, indiquen ambdós que la torre negra d'e8 veu amb "raigs X" el peó blanc de la columna e, a través del peó propi d'e5. Si 11.Cxd4 exd4 12.Axd4 Cxe4 13.Cxe4 Txe4. Una posició idèntica s'assoleix (excepte pel fet que les blanques no han jugat a2-a3, a la defensa índia de rei després de 1.d4 Cf6 2.c4 g6 3.Cc3 Ag7 4.e4 d6 5.Cf3 0-0 6. Ae2 e5 7.0-0 Cc6 8.Ae3 Te8 9.d5 Cd4!
A la posició de la dreta, que sorgeix d'una Variant Sveshnikov de la defensa siciliana, Atanas Kolev i Trajko Nedev indiquen, "A f1 el rei és sotmès a raigs-X per la torre de f8". Els autors analitzen la possible continuació 22...f5 23.exf5 Axf5 24.Cxf5 Txf5 25.Dg4 Ag5 (explotant la clavada al llarg de la columna f) 26.Rg2? Axf4 27.Cxf4 Tg5 28.Cxg6+ Rg7 i les blanques varen abandonar a Dèltxev-Kotanjian, Kusadasi 2006.
|   | a | b | c | d | e | f | g | h |   |
| 8 | a8 negres torre · c8 negres cavall · e8 negres torre · g8 negres rei · b7 negres peó · d7 negres cavall · f7 negres peó · g7 negres peó · a6 negres peó · c6 negres peó · d6 negres alfil · h6 negres peó · a5 blanques peó · d5 negres peó · f5 blanques peó · b4 blanques peó · d4 blanques peó · e4 blanques peó · h4 negres dama · c3 blanques cavall · d3 blanques alfil · h3 blanques peó · c2 blanques dama · d2 blanques alfil · g2 blanques peó · b1 blanques torre · e1 blanques torre · g1 blanques rei | a8 negres torre · c8 negres cavall · e8 negres torre · g8 negres rei · b7 negres peó · d7 negres cavall · f7 negres peó · g7 negres peó · a6 negres peó · c6 negres peó · d6 negres alfil · h6 negres peó · a5 blanques peó · d5 negres peó · f5 blanques peó · b4 blanques peó · d4 blanques peó · e4 blanques peó · h4 negres dama · c3 blanques cavall · d3 blanques alfil · h3 blanques peó · c2 blanques dama · d2 blanques alfil · g2 blanques peó · b1 blanques torre · e1 blanques torre · g1 blanques rei | a8 negres torre · c8 negres cavall · e8 negres torre · g8 negres rei · b7 negres peó · d7 negres cavall · f7 negres peó · g7 negres peó · a6 negres peó · c6 negres peó · d6 negres alfil · h6 negres peó · a5 blanques peó · d5 negres peó · f5 blanques peó · b4 blanques peó · d4 blanques peó · e4 blanques peó · h4 negres dama · c3 blanques cavall · d3 blanques alfil · h3 blanques peó · c2 blanques dama · d2 blanques alfil · g2 blanques peó · b1 blanques torre · e1 blanques torre · g1 blanques rei | a8 negres torre · c8 negres cavall · e8 negres torre · g8 negres rei · b7 negres peó · d7 negres cavall · f7 negres peó · g7 negres peó · a6 negres peó · c6 negres peó · d6 negres alfil · h6 negres peó · a5 blanques peó · d5 negres peó · f5 blanques peó · b4 blanques peó · d4 blanques peó · e4 blanques peó · h4 negres dama · c3 blanques cavall · d3 blanques alfil · h3 blanques peó · c2 blanques dama · d2 blanques alfil · g2 blanques peó · b1 blanques torre · e1 blanques torre · g1 blanques rei | a8 negres torre · c8 negres cavall · e8 negres torre · g8 negres rei · b7 negres peó · d7 negres cavall · f7 negres peó · g7 negres peó · a6 negres peó · c6 negres peó · d6 negres alfil · h6 negres peó · a5 blanques peó · d5 negres peó · f5 blanques peó · b4 blanques peó · d4 blanques peó · e4 blanques peó · h4 negres dama · c3 blanques cavall · d3 blanques alfil · h3 blanques peó · c2 blanques dama · d2 blanques alfil · g2 blanques peó · b1 blanques torre · e1 blanques torre · g1 blanques rei | a8 negres torre · c8 negres cavall · e8 negres torre · g8 negres rei · b7 negres peó · d7 negres cavall · f7 negres peó · g7 negres peó · a6 negres peó · c6 negres peó · d6 negres alfil · h6 negres peó · a5 blanques peó · d5 negres peó · f5 blanques peó · b4 blanques peó · d4 blanques peó · e4 blanques peó · h4 negres dama · c3 blanques cavall · d3 blanques alfil · h3 blanques peó · c2 blanques dama · d2 blanques alfil · g2 blanques peó · b1 blanques torre · e1 blanques torre · g1 blanques rei | a8 negres torre · c8 negres cavall · e8 negres torre · g8 negres rei · b7 negres peó · d7 negres cavall · f7 negres peó · g7 negres peó · a6 negres peó · c6 negres peó · d6 negres alfil · h6 negres peó · a5 blanques peó · d5 negres peó · f5 blanques peó · b4 blanques peó · d4 blanques peó · e4 blanques peó · h4 negres dama · c3 blanques cavall · d3 blanques alfil · h3 blanques peó · c2 blanques dama · d2 blanques alfil · g2 blanques peó · b1 blanques torre · e1 blanques torre · g1 blanques rei | a8 negres torre · c8 negres cavall · e8 negres torre · g8 negres rei · b7 negres peó · d7 negres cavall · f7 negres peó · g7 negres peó · a6 negres peó · c6 negres peó · d6 negres alfil · h6 negres peó · a5 blanques peó · d5 negres peó · f5 blanques peó · b4 blanques peó · d4 blanques peó · e4 blanques peó · h4 negres dama · c3 blanques cavall · d3 blanques alfil · h3 blanques peó · c2 blanques dama · d2 blanques alfil · g2 blanques peó · b1 blanques torre · e1 blanques torre · g1 blanques rei | 8 |
| 7 | a8 negres torre · c8 negres cavall · e8 negres torre · g8 negres rei · b7 negres peó · d7 negres cavall · f7 negres peó · g7 negres peó · a6 negres peó · c6 negres peó · d6 negres alfil · h6 negres peó · a5 blanques peó · d5 negres peó · f5 blanques peó · b4 blanques peó · d4 blanques peó · e4 blanques peó · h4 negres dama · c3 blanques cavall · d3 blanques alfil · h3 blanques peó · c2 blanques dama · d2 blanques alfil · g2 blanques peó · b1 blanques torre · e1 blanques torre · g1 blanques rei | a8 negres torre · c8 negres cavall · e8 negres torre · g8 negres rei · b7 negres peó · d7 negres cavall · f7 negres peó · g7 negres peó · a6 negres peó · c6 negres peó · d6 negres alfil · h6 negres peó · a5 blanques peó · d5 negres peó · f5 blanques peó · b4 blanques peó · d4 blanques peó · e4 blanques peó · h4 negres dama · c3 blanques cavall · d3 blanques alfil · h3 blanques peó · c2 blanques dama · d2 blanques alfil · g2 blanques peó · b1 blanques torre · e1 blanques torre · g1 blanques rei | a8 negres torre · c8 negres cavall · e8 negres torre · g8 negres rei · b7 negres peó · d7 negres cavall · f7 negres peó · g7 negres peó · a6 negres peó · c6 negres peó · d6 negres alfil · h6 negres peó · a5 blanques peó · d5 negres peó · f5 blanques peó · b4 blanques peó · d4 blanques peó · e4 blanques peó · h4 negres dama · c3 blanques cavall · d3 blanques alfil · h3 blanques peó · c2 blanques dama · d2 blanques alfil · g2 blanques peó · b1 blanques torre · e1 blanques torre · g1 blanques rei | a8 negres torre · c8 negres cavall · e8 negres torre · g8 negres rei · b7 negres peó · d7 negres cavall · f7 negres peó · g7 negres peó · a6 negres peó · c6 negres peó · d6 negres alfil · h6 negres peó · a5 blanques peó · d5 negres peó · f5 blanques peó · b4 blanques peó · d4 blanques peó · e4 blanques peó · h4 negres dama · c3 blanques cavall · d3 blanques alfil · h3 blanques peó · c2 blanques dama · d2 blanques alfil · g2 blanques peó · b1 blanques torre · e1 blanques torre · g1 blanques rei | a8 negres torre · c8 negres cavall · e8 negres torre · g8 negres rei · b7 negres peó · d7 negres cavall · f7 negres peó · g7 negres peó · a6 negres peó · c6 negres peó · d6 negres alfil · h6 negres peó · a5 blanques peó · d5 negres peó · f5 blanques peó · b4 blanques peó · d4 blanques peó · e4 blanques peó · h4 negres dama · c3 blanques cavall · d3 blanques alfil · h3 blanques peó · c2 blanques dama · d2 blanques alfil · g2 blanques peó · b1 blanques torre · e1 blanques torre · g1 blanques rei | a8 negres torre · c8 negres cavall · e8 negres torre · g8 negres rei · b7 negres peó · d7 negres cavall · f7 negres peó · g7 negres peó · a6 negres peó · c6 negres peó · d6 negres alfil · h6 negres peó · a5 blanques peó · d5 negres peó · f5 blanques peó · b4 blanques peó · d4 blanques peó · e4 blanques peó · h4 negres dama · c3 blanques cavall · d3 blanques alfil · h3 blanques peó · c2 blanques dama · d2 blanques alfil · g2 blanques peó · b1 blanques torre · e1 blanques torre · g1 blanques rei | a8 negres torre · c8 negres cavall · e8 negres torre · g8 negres rei · b7 negres peó · d7 negres cavall · f7 negres peó · g7 negres peó · a6 negres peó · c6 negres peó · d6 negres alfil · h6 negres peó · a5 blanques peó · d5 negres peó · f5 blanques peó · b4 blanques peó · d4 blanques peó · e4 blanques peó · h4 negres dama · c3 blanques cavall · d3 blanques alfil · h3 blanques peó · c2 blanques dama · d2 blanques alfil · g2 blanques peó · b1 blanques torre · e1 blanques torre · g1 blanques rei | a8 negres torre · c8 negres cavall · e8 negres torre · g8 negres rei · b7 negres peó · d7 negres cavall · f7 negres peó · g7 negres peó · a6 negres peó · c6 negres peó · d6 negres alfil · h6 negres peó · a5 blanques peó · d5 negres peó · f5 blanques peó · b4 blanques peó · d4 blanques peó · e4 blanques peó · h4 negres dama · c3 blanques cavall · d3 blanques alfil · h3 blanques peó · c2 blanques dama · d2 blanques alfil · g2 blanques peó · b1 blanques torre · e1 blanques torre · g1 blanques rei | 7 |
| 6 | a8 negres torre · c8 negres cavall · e8 negres torre · g8 negres rei · b7 negres peó · d7 negres cavall · f7 negres peó · g7 negres peó · a6 negres peó · c6 negres peó · d6 negres alfil · h6 negres peó · a5 blanques peó · d5 negres peó · f5 blanques peó · b4 blanques peó · d4 blanques peó · e4 blanques peó · h4 negres dama · c3 blanques cavall · d3 blanques alfil · h3 blanques peó · c2 blanques dama · d2 blanques alfil · g2 blanques peó · b1 blanques torre · e1 blanques torre · g1 blanques rei | a8 negres torre · c8 negres cavall · e8 negres torre · g8 negres rei · b7 negres peó · d7 negres cavall · f7 negres peó · g7 negres peó · a6 negres peó · c6 negres peó · d6 negres alfil · h6 negres peó · a5 blanques peó · d5 negres peó · f5 blanques peó · b4 blanques peó · d4 blanques peó · e4 blanques peó · h4 negres dama · c3 blanques cavall · d3 blanques alfil · h3 blanques peó · c2 blanques dama · d2 blanques alfil · g2 blanques peó · b1 blanques torre · e1 blanques torre · g1 blanques rei | a8 negres torre · c8 negres cavall · e8 negres torre · g8 negres rei · b7 negres peó · d7 negres cavall · f7 negres peó · g7 negres peó · a6 negres peó · c6 negres peó · d6 negres alfil · h6 negres peó · a5 blanques peó · d5 negres peó · f5 blanques peó · b4 blanques peó · d4 blanques peó · e4 blanques peó · h4 negres dama · c3 blanques cavall · d3 blanques alfil · h3 blanques peó · c2 blanques dama · d2 blanques alfil · g2 blanques peó · b1 blanques torre · e1 blanques torre · g1 blanques rei | a8 negres torre · c8 negres cavall · e8 negres torre · g8 negres rei · b7 negres peó · d7 negres cavall · f7 negres peó · g7 negres peó · a6 negres peó · c6 negres peó · d6 negres alfil · h6 negres peó · a5 blanques peó · d5 negres peó · f5 blanques peó · b4 blanques peó · d4 blanques peó · e4 blanques peó · h4 negres dama · c3 blanques cavall · d3 blanques alfil · h3 blanques peó · c2 blanques dama · d2 blanques alfil · g2 blanques peó · b1 blanques torre · e1 blanques torre · g1 blanques rei | a8 negres torre · c8 negres cavall · e8 negres torre · g8 negres rei · b7 negres peó · d7 negres cavall · f7 negres peó · g7 negres peó · a6 negres peó · c6 negres peó · d6 negres alfil · h6 negres peó · a5 blanques peó · d5 negres peó · f5 blanques peó · b4 blanques peó · d4 blanques peó · e4 blanques peó · h4 negres dama · c3 blanques cavall · d3 blanques alfil · h3 blanques peó · c2 blanques dama · d2 blanques alfil · g2 blanques peó · b1 blanques torre · e1 blanques torre · g1 blanques rei | a8 negres torre · c8 negres cavall · e8 negres torre · g8 negres rei · b7 negres peó · d7 negres cavall · f7 negres peó · g7 negres peó · a6 negres peó · c6 negres peó · d6 negres alfil · h6 negres peó · a5 blanques peó · d5 negres peó · f5 blanques peó · b4 blanques peó · d4 blanques peó · e4 blanques peó · h4 negres dama · c3 blanques cavall · d3 blanques alfil · h3 blanques peó · c2 blanques dama · d2 blanques alfil · g2 blanques peó · b1 blanques torre · e1 blanques torre · g1 blanques rei | a8 negres torre · c8 negres cavall · e8 negres torre · g8 negres rei · b7 negres peó · d7 negres cavall · f7 negres peó · g7 negres peó · a6 negres peó · c6 negres peó · d6 negres alfil · h6 negres peó · a5 blanques peó · d5 negres peó · f5 blanques peó · b4 blanques peó · d4 blanques peó · e4 blanques peó · h4 negres dama · c3 blanques cavall · d3 blanques alfil · h3 blanques peó · c2 blanques dama · d2 blanques alfil · g2 blanques peó · b1 blanques torre · e1 blanques torre · g1 blanques rei | a8 negres torre · c8 negres cavall · e8 negres torre · g8 negres rei · b7 negres peó · d7 negres cavall · f7 negres peó · g7 negres peó · a6 negres peó · c6 negres peó · d6 negres alfil · h6 negres peó · a5 blanques peó · d5 negres peó · f5 blanques peó · b4 blanques peó · d4 blanques peó · e4 blanques peó · h4 negres dama · c3 blanques cavall · d3 blanques alfil · h3 blanques peó · c2 blanques dama · d2 blanques alfil · g2 blanques peó · b1 blanques torre · e1 blanques torre · g1 blanques rei | 6 |
| 5 | a8 negres torre · c8 negres cavall · e8 negres torre · g8 negres rei · b7 negres peó · d7 negres cavall · f7 negres peó · g7 negres peó · a6 negres peó · c6 negres peó · d6 negres alfil · h6 negres peó · a5 blanques peó · d5 negres peó · f5 blanques peó · b4 blanques peó · d4 blanques peó · e4 blanques peó · h4 negres dama · c3 blanques cavall · d3 blanques alfil · h3 blanques peó · c2 blanques dama · d2 blanques alfil · g2 blanques peó · b1 blanques torre · e1 blanques torre · g1 blanques rei | a8 negres torre · c8 negres cavall · e8 negres torre · g8 negres rei · b7 negres peó · d7 negres cavall · f7 negres peó · g7 negres peó · a6 negres peó · c6 negres peó · d6 negres alfil · h6 negres peó · a5 blanques peó · d5 negres peó · f5 blanques peó · b4 blanques peó · d4 blanques peó · e4 blanques peó · h4 negres dama · c3 blanques cavall · d3 blanques alfil · h3 blanques peó · c2 blanques dama · d2 blanques alfil · g2 blanques peó · b1 blanques torre · e1 blanques torre · g1 blanques rei | a8 negres torre · c8 negres cavall · e8 negres torre · g8 negres rei · b7 negres peó · d7 negres cavall · f7 negres peó · g7 negres peó · a6 negres peó · c6 negres peó · d6 negres alfil · h6 negres peó · a5 blanques peó · d5 negres peó · f5 blanques peó · b4 blanques peó · d4 blanques peó · e4 blanques peó · h4 negres dama · c3 blanques cavall · d3 blanques alfil · h3 blanques peó · c2 blanques dama · d2 blanques alfil · g2 blanques peó · b1 blanques torre · e1 blanques torre · g1 blanques rei | a8 negres torre · c8 negres cavall · e8 negres torre · g8 negres rei · b7 negres peó · d7 negres cavall · f7 negres peó · g7 negres peó · a6 negres peó · c6 negres peó · d6 negres alfil · h6 negres peó · a5 blanques peó · d5 negres peó · f5 blanques peó · b4 blanques peó · d4 blanques peó · e4 blanques peó · h4 negres dama · c3 blanques cavall · d3 blanques alfil · h3 blanques peó · c2 blanques dama · d2 blanques alfil · g2 blanques peó · b1 blanques torre · e1 blanques torre · g1 blanques rei | a8 negres torre · c8 negres cavall · e8 negres torre · g8 negres rei · b7 negres peó · d7 negres cavall · f7 negres peó · g7 negres peó · a6 negres peó · c6 negres peó · d6 negres alfil · h6 negres peó · a5 blanques peó · d5 negres peó · f5 blanques peó · b4 blanques peó · d4 blanques peó · e4 blanques peó · h4 negres dama · c3 blanques cavall · d3 blanques alfil · h3 blanques peó · c2 blanques dama · d2 blanques alfil · g2 blanques peó · b1 blanques torre · e1 blanques torre · g1 blanques rei | a8 negres torre · c8 negres cavall · e8 negres torre · g8 negres rei · b7 negres peó · d7 negres cavall · f7 negres peó · g7 negres peó · a6 negres peó · c6 negres peó · d6 negres alfil · h6 negres peó · a5 blanques peó · d5 negres peó · f5 blanques peó · b4 blanques peó · d4 blanques peó · e4 blanques peó · h4 negres dama · c3 blanques cavall · d3 blanques alfil · h3 blanques peó · c2 blanques dama · d2 blanques alfil · g2 blanques peó · b1 blanques torre · e1 blanques torre · g1 blanques rei | a8 negres torre · c8 negres cavall · e8 negres torre · g8 negres rei · b7 negres peó · d7 negres cavall · f7 negres peó · g7 negres peó · a6 negres peó · c6 negres peó · d6 negres alfil · h6 negres peó · a5 blanques peó · d5 negres peó · f5 blanques peó · b4 blanques peó · d4 blanques peó · e4 blanques peó · h4 negres dama · c3 blanques cavall · d3 blanques alfil · h3 blanques peó · c2 blanques dama · d2 blanques alfil · g2 blanques peó · b1 blanques torre · e1 blanques torre · g1 blanques rei | a8 negres torre · c8 negres cavall · e8 negres torre · g8 negres rei · b7 negres peó · d7 negres cavall · f7 negres peó · g7 negres peó · a6 negres peó · c6 negres peó · d6 negres alfil · h6 negres peó · a5 blanques peó · d5 negres peó · f5 blanques peó · b4 blanques peó · d4 blanques peó · e4 blanques peó · h4 negres dama · c3 blanques cavall · d3 blanques alfil · h3 blanques peó · c2 blanques dama · d2 blanques alfil · g2 blanques peó · b1 blanques torre · e1 blanques torre · g1 blanques rei | 5 |
| 4 | a8 negres torre · c8 negres cavall · e8 negres torre · g8 negres rei · b7 negres peó · d7 negres cavall · f7 negres peó · g7 negres peó · a6 negres peó · c6 negres peó · d6 negres alfil · h6 negres peó · a5 blanques peó · d5 negres peó · f5 blanques peó · b4 blanques peó · d4 blanques peó · e4 blanques peó · h4 negres dama · c3 blanques cavall · d3 blanques alfil · h3 blanques peó · c2 blanques dama · d2 blanques alfil · g2 blanques peó · b1 blanques torre · e1 blanques torre · g1 blanques rei | a8 negres torre · c8 negres cavall · e8 negres torre · g8 negres rei · b7 negres peó · d7 negres cavall · f7 negres peó · g7 negres peó · a6 negres peó · c6 negres peó · d6 negres alfil · h6 negres peó · a5 blanques peó · d5 negres peó · f5 blanques peó · b4 blanques peó · d4 blanques peó · e4 blanques peó · h4 negres dama · c3 blanques cavall · d3 blanques alfil · h3 blanques peó · c2 blanques dama · d2 blanques alfil · g2 blanques peó · b1 blanques torre · e1 blanques torre · g1 blanques rei | a8 negres torre · c8 negres cavall · e8 negres torre · g8 negres rei · b7 negres peó · d7 negres cavall · f7 negres peó · g7 negres peó · a6 negres peó · c6 negres peó · d6 negres alfil · h6 negres peó · a5 blanques peó · d5 negres peó · f5 blanques peó · b4 blanques peó · d4 blanques peó · e4 blanques peó · h4 negres dama · c3 blanques cavall · d3 blanques alfil · h3 blanques peó · c2 blanques dama · d2 blanques alfil · g2 blanques peó · b1 blanques torre · e1 blanques torre · g1 blanques rei | a8 negres torre · c8 negres cavall · e8 negres torre · g8 negres rei · b7 negres peó · d7 negres cavall · f7 negres peó · g7 negres peó · a6 negres peó · c6 negres peó · d6 negres alfil · h6 negres peó · a5 blanques peó · d5 negres peó · f5 blanques peó · b4 blanques peó · d4 blanques peó · e4 blanques peó · h4 negres dama · c3 blanques cavall · d3 blanques alfil · h3 blanques peó · c2 blanques dama · d2 blanques alfil · g2 blanques peó · b1 blanques torre · e1 blanques torre · g1 blanques rei | a8 negres torre · c8 negres cavall · e8 negres torre · g8 negres rei · b7 negres peó · d7 negres cavall · f7 negres peó · g7 negres peó · a6 negres peó · c6 negres peó · d6 negres alfil · h6 negres peó · a5 blanques peó · d5 negres peó · f5 blanques peó · b4 blanques peó · d4 blanques peó · e4 blanques peó · h4 negres dama · c3 blanques cavall · d3 blanques alfil · h3 blanques peó · c2 blanques dama · d2 blanques alfil · g2 blanques peó · b1 blanques torre · e1 blanques torre · g1 blanques rei | a8 negres torre · c8 negres cavall · e8 negres torre · g8 negres rei · b7 negres peó · d7 negres cavall · f7 negres peó · g7 negres peó · a6 negres peó · c6 negres peó · d6 negres alfil · h6 negres peó · a5 blanques peó · d5 negres peó · f5 blanques peó · b4 blanques peó · d4 blanques peó · e4 blanques peó · h4 negres dama · c3 blanques cavall · d3 blanques alfil · h3 blanques peó · c2 blanques dama · d2 blanques alfil · g2 blanques peó · b1 blanques torre · e1 blanques torre · g1 blanques rei | a8 negres torre · c8 negres cavall · e8 negres torre · g8 negres rei · b7 negres peó · d7 negres cavall · f7 negres peó · g7 negres peó · a6 negres peó · c6 negres peó · d6 negres alfil · h6 negres peó · a5 blanques peó · d5 negres peó · f5 blanques peó · b4 blanques peó · d4 blanques peó · e4 blanques peó · h4 negres dama · c3 blanques cavall · d3 blanques alfil · h3 blanques peó · c2 blanques dama · d2 blanques alfil · g2 blanques peó · b1 blanques torre · e1 blanques torre · g1 blanques rei | a8 negres torre · c8 negres cavall · e8 negres torre · g8 negres rei · b7 negres peó · d7 negres cavall · f7 negres peó · g7 negres peó · a6 negres peó · c6 negres peó · d6 negres alfil · h6 negres peó · a5 blanques peó · d5 negres peó · f5 blanques peó · b4 blanques peó · d4 blanques peó · e4 blanques peó · h4 negres dama · c3 blanques cavall · d3 blanques alfil · h3 blanques peó · c2 blanques dama · d2 blanques alfil · g2 blanques peó · b1 blanques torre · e1 blanques torre · g1 blanques rei | 4 |
| 3 | a8 negres torre · c8 negres cavall · e8 negres torre · g8 negres rei · b7 negres peó · d7 negres cavall · f7 negres peó · g7 negres peó · a6 negres peó · c6 negres peó · d6 negres alfil · h6 negres peó · a5 blanques peó · d5 negres peó · f5 blanques peó · b4 blanques peó · d4 blanques peó · e4 blanques peó · h4 negres dama · c3 blanques cavall · d3 blanques alfil · h3 blanques peó · c2 blanques dama · d2 blanques alfil · g2 blanques peó · b1 blanques torre · e1 blanques torre · g1 blanques rei | a8 negres torre · c8 negres cavall · e8 negres torre · g8 negres rei · b7 negres peó · d7 negres cavall · f7 negres peó · g7 negres peó · a6 negres peó · c6 negres peó · d6 negres alfil · h6 negres peó · a5 blanques peó · d5 negres peó · f5 blanques peó · b4 blanques peó · d4 blanques peó · e4 blanques peó · h4 negres dama · c3 blanques cavall · d3 blanques alfil · h3 blanques peó · c2 blanques dama · d2 blanques alfil · g2 blanques peó · b1 blanques torre · e1 blanques torre · g1 blanques rei | a8 negres torre · c8 negres cavall · e8 negres torre · g8 negres rei · b7 negres peó · d7 negres cavall · f7 negres peó · g7 negres peó · a6 negres peó · c6 negres peó · d6 negres alfil · h6 negres peó · a5 blanques peó · d5 negres peó · f5 blanques peó · b4 blanques peó · d4 blanques peó · e4 blanques peó · h4 negres dama · c3 blanques cavall · d3 blanques alfil · h3 blanques peó · c2 blanques dama · d2 blanques alfil · g2 blanques peó · b1 blanques torre · e1 blanques torre · g1 blanques rei | a8 negres torre · c8 negres cavall · e8 negres torre · g8 negres rei · b7 negres peó · d7 negres cavall · f7 negres peó · g7 negres peó · a6 negres peó · c6 negres peó · d6 negres alfil · h6 negres peó · a5 blanques peó · d5 negres peó · f5 blanques peó · b4 blanques peó · d4 blanques peó · e4 blanques peó · h4 negres dama · c3 blanques cavall · d3 blanques alfil · h3 blanques peó · c2 blanques dama · d2 blanques alfil · g2 blanques peó · b1 blanques torre · e1 blanques torre · g1 blanques rei | a8 negres torre · c8 negres cavall · e8 negres torre · g8 negres rei · b7 negres peó · d7 negres cavall · f7 negres peó · g7 negres peó · a6 negres peó · c6 negres peó · d6 negres alfil · h6 negres peó · a5 blanques peó · d5 negres peó · f5 blanques peó · b4 blanques peó · d4 blanques peó · e4 blanques peó · h4 negres dama · c3 blanques cavall · d3 blanques alfil · h3 blanques peó · c2 blanques dama · d2 blanques alfil · g2 blanques peó · b1 blanques torre · e1 blanques torre · g1 blanques rei | a8 negres torre · c8 negres cavall · e8 negres torre · g8 negres rei · b7 negres peó · d7 negres cavall · f7 negres peó · g7 negres peó · a6 negres peó · c6 negres peó · d6 negres alfil · h6 negres peó · a5 blanques peó · d5 negres peó · f5 blanques peó · b4 blanques peó · d4 blanques peó · e4 blanques peó · h4 negres dama · c3 blanques cavall · d3 blanques alfil · h3 blanques peó · c2 blanques dama · d2 blanques alfil · g2 blanques peó · b1 blanques torre · e1 blanques torre · g1 blanques rei | a8 negres torre · c8 negres cavall · e8 negres torre · g8 negres rei · b7 negres peó · d7 negres cavall · f7 negres peó · g7 negres peó · a6 negres peó · c6 negres peó · d6 negres alfil · h6 negres peó · a5 blanques peó · d5 negres peó · f5 blanques peó · b4 blanques peó · d4 blanques peó · e4 blanques peó · h4 negres dama · c3 blanques cavall · d3 blanques alfil · h3 blanques peó · c2 blanques dama · d2 blanques alfil · g2 blanques peó · b1 blanques torre · e1 blanques torre · g1 blanques rei | a8 negres torre · c8 negres cavall · e8 negres torre · g8 negres rei · b7 negres peó · d7 negres cavall · f7 negres peó · g7 negres peó · a6 negres peó · c6 negres peó · d6 negres alfil · h6 negres peó · a5 blanques peó · d5 negres peó · f5 blanques peó · b4 blanques peó · d4 blanques peó · e4 blanques peó · h4 negres dama · c3 blanques cavall · d3 blanques alfil · h3 blanques peó · c2 blanques dama · d2 blanques alfil · g2 blanques peó · b1 blanques torre · e1 blanques torre · g1 blanques rei | 3 |
| 2 | a8 negres torre · c8 negres cavall · e8 negres torre · g8 negres rei · b7 negres peó · d7 negres cavall · f7 negres peó · g7 negres peó · a6 negres peó · c6 negres peó · d6 negres alfil · h6 negres peó · a5 blanques peó · d5 negres peó · f5 blanques peó · b4 blanques peó · d4 blanques peó · e4 blanques peó · h4 negres dama · c3 blanques cavall · d3 blanques alfil · h3 blanques peó · c2 blanques dama · d2 blanques alfil · g2 blanques peó · b1 blanques torre · e1 blanques torre · g1 blanques rei | a8 negres torre · c8 negres cavall · e8 negres torre · g8 negres rei · b7 negres peó · d7 negres cavall · f7 negres peó · g7 negres peó · a6 negres peó · c6 negres peó · d6 negres alfil · h6 negres peó · a5 blanques peó · d5 negres peó · f5 blanques peó · b4 blanques peó · d4 blanques peó · e4 blanques peó · h4 negres dama · c3 blanques cavall · d3 blanques alfil · h3 blanques peó · c2 blanques dama · d2 blanques alfil · g2 blanques peó · b1 blanques torre · e1 blanques torre · g1 blanques rei | a8 negres torre · c8 negres cavall · e8 negres torre · g8 negres rei · b7 negres peó · d7 negres cavall · f7 negres peó · g7 negres peó · a6 negres peó · c6 negres peó · d6 negres alfil · h6 negres peó · a5 blanques peó · d5 negres peó · f5 blanques peó · b4 blanques peó · d4 blanques peó · e4 blanques peó · h4 negres dama · c3 blanques cavall · d3 blanques alfil · h3 blanques peó · c2 blanques dama · d2 blanques alfil · g2 blanques peó · b1 blanques torre · e1 blanques torre · g1 blanques rei | a8 negres torre · c8 negres cavall · e8 negres torre · g8 negres rei · b7 negres peó · d7 negres cavall · f7 negres peó · g7 negres peó · a6 negres peó · c6 negres peó · d6 negres alfil · h6 negres peó · a5 blanques peó · d5 negres peó · f5 blanques peó · b4 blanques peó · d4 blanques peó · e4 blanques peó · h4 negres dama · c3 blanques cavall · d3 blanques alfil · h3 blanques peó · c2 blanques dama · d2 blanques alfil · g2 blanques peó · b1 blanques torre · e1 blanques torre · g1 blanques rei | a8 negres torre · c8 negres cavall · e8 negres torre · g8 negres rei · b7 negres peó · d7 negres cavall · f7 negres peó · g7 negres peó · a6 negres peó · c6 negres peó · d6 negres alfil · h6 negres peó · a5 blanques peó · d5 negres peó · f5 blanques peó · b4 blanques peó · d4 blanques peó · e4 blanques peó · h4 negres dama · c3 blanques cavall · d3 blanques alfil · h3 blanques peó · c2 blanques dama · d2 blanques alfil · g2 blanques peó · b1 blanques torre · e1 blanques torre · g1 blanques rei | a8 negres torre · c8 negres cavall · e8 negres torre · g8 negres rei · b7 negres peó · d7 negres cavall · f7 negres peó · g7 negres peó · a6 negres peó · c6 negres peó · d6 negres alfil · h6 negres peó · a5 blanques peó · d5 negres peó · f5 blanques peó · b4 blanques peó · d4 blanques peó · e4 blanques peó · h4 negres dama · c3 blanques cavall · d3 blanques alfil · h3 blanques peó · c2 blanques dama · d2 blanques alfil · g2 blanques peó · b1 blanques torre · e1 blanques torre · g1 blanques rei | a8 negres torre · c8 negres cavall · e8 negres torre · g8 negres rei · b7 negres peó · d7 negres cavall · f7 negres peó · g7 negres peó · a6 negres peó · c6 negres peó · d6 negres alfil · h6 negres peó · a5 blanques peó · d5 negres peó · f5 blanques peó · b4 blanques peó · d4 blanques peó · e4 blanques peó · h4 negres dama · c3 blanques cavall · d3 blanques alfil · h3 blanques peó · c2 blanques dama · d2 blanques alfil · g2 blanques peó · b1 blanques torre · e1 blanques torre · g1 blanques rei | a8 negres torre · c8 negres cavall · e8 negres torre · g8 negres rei · b7 negres peó · d7 negres cavall · f7 negres peó · g7 negres peó · a6 negres peó · c6 negres peó · d6 negres alfil · h6 negres peó · a5 blanques peó · d5 negres peó · f5 blanques peó · b4 blanques peó · d4 blanques peó · e4 blanques peó · h4 negres dama · c3 blanques cavall · d3 blanques alfil · h3 blanques peó · c2 blanques dama · d2 blanques alfil · g2 blanques peó · b1 blanques torre · e1 blanques torre · g1 blanques rei | 2 |
| 1 | a8 negres torre · c8 negres cavall · e8 negres torre · g8 negres rei · b7 negres peó · d7 negres cavall · f7 negres peó · g7 negres peó · a6 negres peó · c6 negres peó · d6 negres alfil · h6 negres peó · a5 blanques peó · d5 negres peó · f5 blanques peó · b4 blanques peó · d4 blanques peó · e4 blanques peó · h4 negres dama · c3 blanques cavall · d3 blanques alfil · h3 blanques peó · c2 blanques dama · d2 blanques alfil · g2 blanques peó · b1 blanques torre · e1 blanques torre · g1 blanques rei | a8 negres torre · c8 negres cavall · e8 negres torre · g8 negres rei · b7 negres peó · d7 negres cavall · f7 negres peó · g7 negres peó · a6 negres peó · c6 negres peó · d6 negres alfil · h6 negres peó · a5 blanques peó · d5 negres peó · f5 blanques peó · b4 blanques peó · d4 blanques peó · e4 blanques peó · h4 negres dama · c3 blanques cavall · d3 blanques alfil · h3 blanques peó · c2 blanques dama · d2 blanques alfil · g2 blanques peó · b1 blanques torre · e1 blanques torre · g1 blanques rei | a8 negres torre · c8 negres cavall · e8 negres torre · g8 negres rei · b7 negres peó · d7 negres cavall · f7 negres peó · g7 negres peó · a6 negres peó · c6 negres peó · d6 negres alfil · h6 negres peó · a5 blanques peó · d5 negres peó · f5 blanques peó · b4 blanques peó · d4 blanques peó · e4 blanques peó · h4 negres dama · c3 blanques cavall · d3 blanques alfil · h3 blanques peó · c2 blanques dama · d2 blanques alfil · g2 blanques peó · b1 blanques torre · e1 blanques torre · g1 blanques rei | a8 negres torre · c8 negres cavall · e8 negres torre · g8 negres rei · b7 negres peó · d7 negres cavall · f7 negres peó · g7 negres peó · a6 negres peó · c6 negres peó · d6 negres alfil · h6 negres peó · a5 blanques peó · d5 negres peó · f5 blanques peó · b4 blanques peó · d4 blanques peó · e4 blanques peó · h4 negres dama · c3 blanques cavall · d3 blanques alfil · h3 blanques peó · c2 blanques dama · d2 blanques alfil · g2 blanques peó · b1 blanques torre · e1 blanques torre · g1 blanques rei | a8 negres torre · c8 negres cavall · e8 negres torre · g8 negres rei · b7 negres peó · d7 negres cavall · f7 negres peó · g7 negres peó · a6 negres peó · c6 negres peó · d6 negres alfil · h6 negres peó · a5 blanques peó · d5 negres peó · f5 blanques peó · b4 blanques peó · d4 blanques peó · e4 blanques peó · h4 negres dama · c3 blanques cavall · d3 blanques alfil · h3 blanques peó · c2 blanques dama · d2 blanques alfil · g2 blanques peó · b1 blanques torre · e1 blanques torre · g1 blanques rei | a8 negres torre · c8 negres cavall · e8 negres torre · g8 negres rei · b7 negres peó · d7 negres cavall · f7 negres peó · g7 negres peó · a6 negres peó · c6 negres peó · d6 negres alfil · h6 negres peó · a5 blanques peó · d5 negres peó · f5 blanques peó · b4 blanques peó · d4 blanques peó · e4 blanques peó · h4 negres dama · c3 blanques cavall · d3 blanques alfil · h3 blanques peó · c2 blanques dama · d2 blanques alfil · g2 blanques peó · b1 blanques torre · e1 blanques torre · g1 blanques rei | a8 negres torre · c8 negres cavall · e8 negres torre · g8 negres rei · b7 negres peó · d7 negres cavall · f7 negres peó · g7 negres peó · a6 negres peó · c6 negres peó · d6 negres alfil · h6 negres peó · a5 blanques peó · d5 negres peó · f5 blanques peó · b4 blanques peó · d4 blanques peó · e4 blanques peó · h4 negres dama · c3 blanques cavall · d3 blanques alfil · h3 blanques peó · c2 blanques dama · d2 blanques alfil · g2 blanques peó · b1 blanques torre · e1 blanques torre · g1 blanques rei | a8 negres torre · c8 negres cavall · e8 negres torre · g8 negres rei · b7 negres peó · d7 negres cavall · f7 negres peó · g7 negres peó · a6 negres peó · c6 negres peó · d6 negres alfil · h6 negres peó · a5 blanques peó · d5 negres peó · f5 blanques peó · b4 blanques peó · d4 blanques peó · e4 blanques peó · h4 negres dama · c3 blanques cavall · d3 blanques alfil · h3 blanques peó · c2 blanques dama · d2 blanques alfil · g2 blanques peó · b1 blanques torre · e1 blanques torre · g1 blanques rei | 1 |
|   | a | b | c | d | e | f | g | h |   |

|   | a | b | c | d | e | f | g | h |   |
| 8 | a8 negres torre · d8 negres torre · g8 negres rei · a7 negres peó · b7 negres peó · c7 negres dama · e7 negres peó · f7 negres peó · g7 negres alfil · h7 negres peó · d6 negres peó · f6 negres cavall · g6 negres peó · c4 negres alfil · e4 blanques peó · f4 blanques peó · c3 blanques cavall · e3 blanques alfil · f3 blanques alfil · a2 blanques peó · b2 blanques peó · c2 blanques peó · d2 blanques dama · g2 blanques peó · h2 blanques peó · a1 blanques torre · e1 blanques torre · g1 blanques rei | a8 negres torre · d8 negres torre · g8 negres rei · a7 negres peó · b7 negres peó · c7 negres dama · e7 negres peó · f7 negres peó · g7 negres alfil · h7 negres peó · d6 negres peó · f6 negres cavall · g6 negres peó · c4 negres alfil · e4 blanques peó · f4 blanques peó · c3 blanques cavall · e3 blanques alfil · f3 blanques alfil · a2 blanques peó · b2 blanques peó · c2 blanques peó · d2 blanques dama · g2 blanques peó · h2 blanques peó · a1 blanques torre · e1 blanques torre · g1 blanques rei | a8 negres torre · d8 negres torre · g8 negres rei · a7 negres peó · b7 negres peó · c7 negres dama · e7 negres peó · f7 negres peó · g7 negres alfil · h7 negres peó · d6 negres peó · f6 negres cavall · g6 negres peó · c4 negres alfil · e4 blanques peó · f4 blanques peó · c3 blanques cavall · e3 blanques alfil · f3 blanques alfil · a2 blanques peó · b2 blanques peó · c2 blanques peó · d2 blanques dama · g2 blanques peó · h2 blanques peó · a1 blanques torre · e1 blanques torre · g1 blanques rei | a8 negres torre · d8 negres torre · g8 negres rei · a7 negres peó · b7 negres peó · c7 negres dama · e7 negres peó · f7 negres peó · g7 negres alfil · h7 negres peó · d6 negres peó · f6 negres cavall · g6 negres peó · c4 negres alfil · e4 blanques peó · f4 blanques peó · c3 blanques cavall · e3 blanques alfil · f3 blanques alfil · a2 blanques peó · b2 blanques peó · c2 blanques peó · d2 blanques dama · g2 blanques peó · h2 blanques peó · a1 blanques torre · e1 blanques torre · g1 blanques rei | a8 negres torre · d8 negres torre · g8 negres rei · a7 negres peó · b7 negres peó · c7 negres dama · e7 negres peó · f7 negres peó · g7 negres alfil · h7 negres peó · d6 negres peó · f6 negres cavall · g6 negres peó · c4 negres alfil · e4 blanques peó · f4 blanques peó · c3 blanques cavall · e3 blanques alfil · f3 blanques alfil · a2 blanques peó · b2 blanques peó · c2 blanques peó · d2 blanques dama · g2 blanques peó · h2 blanques peó · a1 blanques torre · e1 blanques torre · g1 blanques rei | a8 negres torre · d8 negres torre · g8 negres rei · a7 negres peó · b7 negres peó · c7 negres dama · e7 negres peó · f7 negres peó · g7 negres alfil · h7 negres peó · d6 negres peó · f6 negres cavall · g6 negres peó · c4 negres alfil · e4 blanques peó · f4 blanques peó · c3 blanques cavall · e3 blanques alfil · f3 blanques alfil · a2 blanques peó · b2 blanques peó · c2 blanques peó · d2 blanques dama · g2 blanques peó · h2 blanques peó · a1 blanques torre · e1 blanques torre · g1 blanques rei | a8 negres torre · d8 negres torre · g8 negres rei · a7 negres peó · b7 negres peó · c7 negres dama · e7 negres peó · f7 negres peó · g7 negres alfil · h7 negres peó · d6 negres peó · f6 negres cavall · g6 negres peó · c4 negres alfil · e4 blanques peó · f4 blanques peó · c3 blanques cavall · e3 blanques alfil · f3 blanques alfil · a2 blanques peó · b2 blanques peó · c2 blanques peó · d2 blanques dama · g2 blanques peó · h2 blanques peó · a1 blanques torre · e1 blanques torre · g1 blanques rei | a8 negres torre · d8 negres torre · g8 negres rei · a7 negres peó · b7 negres peó · c7 negres dama · e7 negres peó · f7 negres peó · g7 negres alfil · h7 negres peó · d6 negres peó · f6 negres cavall · g6 negres peó · c4 negres alfil · e4 blanques peó · f4 blanques peó · c3 blanques cavall · e3 blanques alfil · f3 blanques alfil · a2 blanques peó · b2 blanques peó · c2 blanques peó · d2 blanques dama · g2 blanques peó · h2 blanques peó · a1 blanques torre · e1 blanques torre · g1 blanques rei | 8 |
| 7 | a8 negres torre · d8 negres torre · g8 negres rei · a7 negres peó · b7 negres peó · c7 negres dama · e7 negres peó · f7 negres peó · g7 negres alfil · h7 negres peó · d6 negres peó · f6 negres cavall · g6 negres peó · c4 negres alfil · e4 blanques peó · f4 blanques peó · c3 blanques cavall · e3 blanques alfil · f3 blanques alfil · a2 blanques peó · b2 blanques peó · c2 blanques peó · d2 blanques dama · g2 blanques peó · h2 blanques peó · a1 blanques torre · e1 blanques torre · g1 blanques rei | a8 negres torre · d8 negres torre · g8 negres rei · a7 negres peó · b7 negres peó · c7 negres dama · e7 negres peó · f7 negres peó · g7 negres alfil · h7 negres peó · d6 negres peó · f6 negres cavall · g6 negres peó · c4 negres alfil · e4 blanques peó · f4 blanques peó · c3 blanques cavall · e3 blanques alfil · f3 blanques alfil · a2 blanques peó · b2 blanques peó · c2 blanques peó · d2 blanques dama · g2 blanques peó · h2 blanques peó · a1 blanques torre · e1 blanques torre · g1 blanques rei | a8 negres torre · d8 negres torre · g8 negres rei · a7 negres peó · b7 negres peó · c7 negres dama · e7 negres peó · f7 negres peó · g7 negres alfil · h7 negres peó · d6 negres peó · f6 negres cavall · g6 negres peó · c4 negres alfil · e4 blanques peó · f4 blanques peó · c3 blanques cavall · e3 blanques alfil · f3 blanques alfil · a2 blanques peó · b2 blanques peó · c2 blanques peó · d2 blanques dama · g2 blanques peó · h2 blanques peó · a1 blanques torre · e1 blanques torre · g1 blanques rei | a8 negres torre · d8 negres torre · g8 negres rei · a7 negres peó · b7 negres peó · c7 negres dama · e7 negres peó · f7 negres peó · g7 negres alfil · h7 negres peó · d6 negres peó · f6 negres cavall · g6 negres peó · c4 negres alfil · e4 blanques peó · f4 blanques peó · c3 blanques cavall · e3 blanques alfil · f3 blanques alfil · a2 blanques peó · b2 blanques peó · c2 blanques peó · d2 blanques dama · g2 blanques peó · h2 blanques peó · a1 blanques torre · e1 blanques torre · g1 blanques rei | a8 negres torre · d8 negres torre · g8 negres rei · a7 negres peó · b7 negres peó · c7 negres dama · e7 negres peó · f7 negres peó · g7 negres alfil · h7 negres peó · d6 negres peó · f6 negres cavall · g6 negres peó · c4 negres alfil · e4 blanques peó · f4 blanques peó · c3 blanques cavall · e3 blanques alfil · f3 blanques alfil · a2 blanques peó · b2 blanques peó · c2 blanques peó · d2 blanques dama · g2 blanques peó · h2 blanques peó · a1 blanques torre · e1 blanques torre · g1 blanques rei | a8 negres torre · d8 negres torre · g8 negres rei · a7 negres peó · b7 negres peó · c7 negres dama · e7 negres peó · f7 negres peó · g7 negres alfil · h7 negres peó · d6 negres peó · f6 negres cavall · g6 negres peó · c4 negres alfil · e4 blanques peó · f4 blanques peó · c3 blanques cavall · e3 blanques alfil · f3 blanques alfil · a2 blanques peó · b2 blanques peó · c2 blanques peó · d2 blanques dama · g2 blanques peó · h2 blanques peó · a1 blanques torre · e1 blanques torre · g1 blanques rei | a8 negres torre · d8 negres torre · g8 negres rei · a7 negres peó · b7 negres peó · c7 negres dama · e7 negres peó · f7 negres peó · g7 negres alfil · h7 negres peó · d6 negres peó · f6 negres cavall · g6 negres peó · c4 negres alfil · e4 blanques peó · f4 blanques peó · c3 blanques cavall · e3 blanques alfil · f3 blanques alfil · a2 blanques peó · b2 blanques peó · c2 blanques peó · d2 blanques dama · g2 blanques peó · h2 blanques peó · a1 blanques torre · e1 blanques torre · g1 blanques rei | a8 negres torre · d8 negres torre · g8 negres rei · a7 negres peó · b7 negres peó · c7 negres dama · e7 negres peó · f7 negres peó · g7 negres alfil · h7 negres peó · d6 negres peó · f6 negres cavall · g6 negres peó · c4 negres alfil · e4 blanques peó · f4 blanques peó · c3 blanques cavall · e3 blanques alfil · f3 blanques alfil · a2 blanques peó · b2 blanques peó · c2 blanques peó · d2 blanques dama · g2 blanques peó · h2 blanques peó · a1 blanques torre · e1 blanques torre · g1 blanques rei | 7 |
| 6 | a8 negres torre · d8 negres torre · g8 negres rei · a7 negres peó · b7 negres peó · c7 negres dama · e7 negres peó · f7 negres peó · g7 negres alfil · h7 negres peó · d6 negres peó · f6 negres cavall · g6 negres peó · c4 negres alfil · e4 blanques peó · f4 blanques peó · c3 blanques cavall · e3 blanques alfil · f3 blanques alfil · a2 blanques peó · b2 blanques peó · c2 blanques peó · d2 blanques dama · g2 blanques peó · h2 blanques peó · a1 blanques torre · e1 blanques torre · g1 blanques rei | a8 negres torre · d8 negres torre · g8 negres rei · a7 negres peó · b7 negres peó · c7 negres dama · e7 negres peó · f7 negres peó · g7 negres alfil · h7 negres peó · d6 negres peó · f6 negres cavall · g6 negres peó · c4 negres alfil · e4 blanques peó · f4 blanques peó · c3 blanques cavall · e3 blanques alfil · f3 blanques alfil · a2 blanques peó · b2 blanques peó · c2 blanques peó · d2 blanques dama · g2 blanques peó · h2 blanques peó · a1 blanques torre · e1 blanques torre · g1 blanques rei | a8 negres torre · d8 negres torre · g8 negres rei · a7 negres peó · b7 negres peó · c7 negres dama · e7 negres peó · f7 negres peó · g7 negres alfil · h7 negres peó · d6 negres peó · f6 negres cavall · g6 negres peó · c4 negres alfil · e4 blanques peó · f4 blanques peó · c3 blanques cavall · e3 blanques alfil · f3 blanques alfil · a2 blanques peó · b2 blanques peó · c2 blanques peó · d2 blanques dama · g2 blanques peó · h2 blanques peó · a1 blanques torre · e1 blanques torre · g1 blanques rei | a8 negres torre · d8 negres torre · g8 negres rei · a7 negres peó · b7 negres peó · c7 negres dama · e7 negres peó · f7 negres peó · g7 negres alfil · h7 negres peó · d6 negres peó · f6 negres cavall · g6 negres peó · c4 negres alfil · e4 blanques peó · f4 blanques peó · c3 blanques cavall · e3 blanques alfil · f3 blanques alfil · a2 blanques peó · b2 blanques peó · c2 blanques peó · d2 blanques dama · g2 blanques peó · h2 blanques peó · a1 blanques torre · e1 blanques torre · g1 blanques rei | a8 negres torre · d8 negres torre · g8 negres rei · a7 negres peó · b7 negres peó · c7 negres dama · e7 negres peó · f7 negres peó · g7 negres alfil · h7 negres peó · d6 negres peó · f6 negres cavall · g6 negres peó · c4 negres alfil · e4 blanques peó · f4 blanques peó · c3 blanques cavall · e3 blanques alfil · f3 blanques alfil · a2 blanques peó · b2 blanques peó · c2 blanques peó · d2 blanques dama · g2 blanques peó · h2 blanques peó · a1 blanques torre · e1 blanques torre · g1 blanques rei | a8 negres torre · d8 negres torre · g8 negres rei · a7 negres peó · b7 negres peó · c7 negres dama · e7 negres peó · f7 negres peó · g7 negres alfil · h7 negres peó · d6 negres peó · f6 negres cavall · g6 negres peó · c4 negres alfil · e4 blanques peó · f4 blanques peó · c3 blanques cavall · e3 blanques alfil · f3 blanques alfil · a2 blanques peó · b2 blanques peó · c2 blanques peó · d2 blanques dama · g2 blanques peó · h2 blanques peó · a1 blanques torre · e1 blanques torre · g1 blanques rei | a8 negres torre · d8 negres torre · g8 negres rei · a7 negres peó · b7 negres peó · c7 negres dama · e7 negres peó · f7 negres peó · g7 negres alfil · h7 negres peó · d6 negres peó · f6 negres cavall · g6 negres peó · c4 negres alfil · e4 blanques peó · f4 blanques peó · c3 blanques cavall · e3 blanques alfil · f3 blanques alfil · a2 blanques peó · b2 blanques peó · c2 blanques peó · d2 blanques dama · g2 blanques peó · h2 blanques peó · a1 blanques torre · e1 blanques torre · g1 blanques rei | a8 negres torre · d8 negres torre · g8 negres rei · a7 negres peó · b7 negres peó · c7 negres dama · e7 negres peó · f7 negres peó · g7 negres alfil · h7 negres peó · d6 negres peó · f6 negres cavall · g6 negres peó · c4 negres alfil · e4 blanques peó · f4 blanques peó · c3 blanques cavall · e3 blanques alfil · f3 blanques alfil · a2 blanques peó · b2 blanques peó · c2 blanques peó · d2 blanques dama · g2 blanques peó · h2 blanques peó · a1 blanques torre · e1 blanques torre · g1 blanques rei | 6 |
| 5 | a8 negres torre · d8 negres torre · g8 negres rei · a7 negres peó · b7 negres peó · c7 negres dama · e7 negres peó · f7 negres peó · g7 negres alfil · h7 negres peó · d6 negres peó · f6 negres cavall · g6 negres peó · c4 negres alfil · e4 blanques peó · f4 blanques peó · c3 blanques cavall · e3 blanques alfil · f3 blanques alfil · a2 blanques peó · b2 blanques peó · c2 blanques peó · d2 blanques dama · g2 blanques peó · h2 blanques peó · a1 blanques torre · e1 blanques torre · g1 blanques rei | a8 negres torre · d8 negres torre · g8 negres rei · a7 negres peó · b7 negres peó · c7 negres dama · e7 negres peó · f7 negres peó · g7 negres alfil · h7 negres peó · d6 negres peó · f6 negres cavall · g6 negres peó · c4 negres alfil · e4 blanques peó · f4 blanques peó · c3 blanques cavall · e3 blanques alfil · f3 blanques alfil · a2 blanques peó · b2 blanques peó · c2 blanques peó · d2 blanques dama · g2 blanques peó · h2 blanques peó · a1 blanques torre · e1 blanques torre · g1 blanques rei | a8 negres torre · d8 negres torre · g8 negres rei · a7 negres peó · b7 negres peó · c7 negres dama · e7 negres peó · f7 negres peó · g7 negres alfil · h7 negres peó · d6 negres peó · f6 negres cavall · g6 negres peó · c4 negres alfil · e4 blanques peó · f4 blanques peó · c3 blanques cavall · e3 blanques alfil · f3 blanques alfil · a2 blanques peó · b2 blanques peó · c2 blanques peó · d2 blanques dama · g2 blanques peó · h2 blanques peó · a1 blanques torre · e1 blanques torre · g1 blanques rei | a8 negres torre · d8 negres torre · g8 negres rei · a7 negres peó · b7 negres peó · c7 negres dama · e7 negres peó · f7 negres peó · g7 negres alfil · h7 negres peó · d6 negres peó · f6 negres cavall · g6 negres peó · c4 negres alfil · e4 blanques peó · f4 blanques peó · c3 blanques cavall · e3 blanques alfil · f3 blanques alfil · a2 blanques peó · b2 blanques peó · c2 blanques peó · d2 blanques dama · g2 blanques peó · h2 blanques peó · a1 blanques torre · e1 blanques torre · g1 blanques rei | a8 negres torre · d8 negres torre · g8 negres rei · a7 negres peó · b7 negres peó · c7 negres dama · e7 negres peó · f7 negres peó · g7 negres alfil · h7 negres peó · d6 negres peó · f6 negres cavall · g6 negres peó · c4 negres alfil · e4 blanques peó · f4 blanques peó · c3 blanques cavall · e3 blanques alfil · f3 blanques alfil · a2 blanques peó · b2 blanques peó · c2 blanques peó · d2 blanques dama · g2 blanques peó · h2 blanques peó · a1 blanques torre · e1 blanques torre · g1 blanques rei | a8 negres torre · d8 negres torre · g8 negres rei · a7 negres peó · b7 negres peó · c7 negres dama · e7 negres peó · f7 negres peó · g7 negres alfil · h7 negres peó · d6 negres peó · f6 negres cavall · g6 negres peó · c4 negres alfil · e4 blanques peó · f4 blanques peó · c3 blanques cavall · e3 blanques alfil · f3 blanques alfil · a2 blanques peó · b2 blanques peó · c2 blanques peó · d2 blanques dama · g2 blanques peó · h2 blanques peó · a1 blanques torre · e1 blanques torre · g1 blanques rei | a8 negres torre · d8 negres torre · g8 negres rei · a7 negres peó · b7 negres peó · c7 negres dama · e7 negres peó · f7 negres peó · g7 negres alfil · h7 negres peó · d6 negres peó · f6 negres cavall · g6 negres peó · c4 negres alfil · e4 blanques peó · f4 blanques peó · c3 blanques cavall · e3 blanques alfil · f3 blanques alfil · a2 blanques peó · b2 blanques peó · c2 blanques peó · d2 blanques dama · g2 blanques peó · h2 blanques peó · a1 blanques torre · e1 blanques torre · g1 blanques rei | a8 negres torre · d8 negres torre · g8 negres rei · a7 negres peó · b7 negres peó · c7 negres dama · e7 negres peó · f7 negres peó · g7 negres alfil · h7 negres peó · d6 negres peó · f6 negres cavall · g6 negres peó · c4 negres alfil · e4 blanques peó · f4 blanques peó · c3 blanques cavall · e3 blanques alfil · f3 blanques alfil · a2 blanques peó · b2 blanques peó · c2 blanques peó · d2 blanques dama · g2 blanques peó · h2 blanques peó · a1 blanques torre · e1 blanques torre · g1 blanques rei | 5 |
| 4 | a8 negres torre · d8 negres torre · g8 negres rei · a7 negres peó · b7 negres peó · c7 negres dama · e7 negres peó · f7 negres peó · g7 negres alfil · h7 negres peó · d6 negres peó · f6 negres cavall · g6 negres peó · c4 negres alfil · e4 blanques peó · f4 blanques peó · c3 blanques cavall · e3 blanques alfil · f3 blanques alfil · a2 blanques peó · b2 blanques peó · c2 blanques peó · d2 blanques dama · g2 blanques peó · h2 blanques peó · a1 blanques torre · e1 blanques torre · g1 blanques rei | a8 negres torre · d8 negres torre · g8 negres rei · a7 negres peó · b7 negres peó · c7 negres dama · e7 negres peó · f7 negres peó · g7 negres alfil · h7 negres peó · d6 negres peó · f6 negres cavall · g6 negres peó · c4 negres alfil · e4 blanques peó · f4 blanques peó · c3 blanques cavall · e3 blanques alfil · f3 blanques alfil · a2 blanques peó · b2 blanques peó · c2 blanques peó · d2 blanques dama · g2 blanques peó · h2 blanques peó · a1 blanques torre · e1 blanques torre · g1 blanques rei | a8 negres torre · d8 negres torre · g8 negres rei · a7 negres peó · b7 negres peó · c7 negres dama · e7 negres peó · f7 negres peó · g7 negres alfil · h7 negres peó · d6 negres peó · f6 negres cavall · g6 negres peó · c4 negres alfil · e4 blanques peó · f4 blanques peó · c3 blanques cavall · e3 blanques alfil · f3 blanques alfil · a2 blanques peó · b2 blanques peó · c2 blanques peó · d2 blanques dama · g2 blanques peó · h2 blanques peó · a1 blanques torre · e1 blanques torre · g1 blanques rei | a8 negres torre · d8 negres torre · g8 negres rei · a7 negres peó · b7 negres peó · c7 negres dama · e7 negres peó · f7 negres peó · g7 negres alfil · h7 negres peó · d6 negres peó · f6 negres cavall · g6 negres peó · c4 negres alfil · e4 blanques peó · f4 blanques peó · c3 blanques cavall · e3 blanques alfil · f3 blanques alfil · a2 blanques peó · b2 blanques peó · c2 blanques peó · d2 blanques dama · g2 blanques peó · h2 blanques peó · a1 blanques torre · e1 blanques torre · g1 blanques rei | a8 negres torre · d8 negres torre · g8 negres rei · a7 negres peó · b7 negres peó · c7 negres dama · e7 negres peó · f7 negres peó · g7 negres alfil · h7 negres peó · d6 negres peó · f6 negres cavall · g6 negres peó · c4 negres alfil · e4 blanques peó · f4 blanques peó · c3 blanques cavall · e3 blanques alfil · f3 blanques alfil · a2 blanques peó · b2 blanques peó · c2 blanques peó · d2 blanques dama · g2 blanques peó · h2 blanques peó · a1 blanques torre · e1 blanques torre · g1 blanques rei | a8 negres torre · d8 negres torre · g8 negres rei · a7 negres peó · b7 negres peó · c7 negres dama · e7 negres peó · f7 negres peó · g7 negres alfil · h7 negres peó · d6 negres peó · f6 negres cavall · g6 negres peó · c4 negres alfil · e4 blanques peó · f4 blanques peó · c3 blanques cavall · e3 blanques alfil · f3 blanques alfil · a2 blanques peó · b2 blanques peó · c2 blanques peó · d2 blanques dama · g2 blanques peó · h2 blanques peó · a1 blanques torre · e1 blanques torre · g1 blanques rei | a8 negres torre · d8 negres torre · g8 negres rei · a7 negres peó · b7 negres peó · c7 negres dama · e7 negres peó · f7 negres peó · g7 negres alfil · h7 negres peó · d6 negres peó · f6 negres cavall · g6 negres peó · c4 negres alfil · e4 blanques peó · f4 blanques peó · c3 blanques cavall · e3 blanques alfil · f3 blanques alfil · a2 blanques peó · b2 blanques peó · c2 blanques peó · d2 blanques dama · g2 blanques peó · h2 blanques peó · a1 blanques torre · e1 blanques torre · g1 blanques rei | a8 negres torre · d8 negres torre · g8 negres rei · a7 negres peó · b7 negres peó · c7 negres dama · e7 negres peó · f7 negres peó · g7 negres alfil · h7 negres peó · d6 negres peó · f6 negres cavall · g6 negres peó · c4 negres alfil · e4 blanques peó · f4 blanques peó · c3 blanques cavall · e3 blanques alfil · f3 blanques alfil · a2 blanques peó · b2 blanques peó · c2 blanques peó · d2 blanques dama · g2 blanques peó · h2 blanques peó · a1 blanques torre · e1 blanques torre · g1 blanques rei | 4 |
| 3 | a8 negres torre · d8 negres torre · g8 negres rei · a7 negres peó · b7 negres peó · c7 negres dama · e7 negres peó · f7 negres peó · g7 negres alfil · h7 negres peó · d6 negres peó · f6 negres cavall · g6 negres peó · c4 negres alfil · e4 blanques peó · f4 blanques peó · c3 blanques cavall · e3 blanques alfil · f3 blanques alfil · a2 blanques peó · b2 blanques peó · c2 blanques peó · d2 blanques dama · g2 blanques peó · h2 blanques peó · a1 blanques torre · e1 blanques torre · g1 blanques rei | a8 negres torre · d8 negres torre · g8 negres rei · a7 negres peó · b7 negres peó · c7 negres dama · e7 negres peó · f7 negres peó · g7 negres alfil · h7 negres peó · d6 negres peó · f6 negres cavall · g6 negres peó · c4 negres alfil · e4 blanques peó · f4 blanques peó · c3 blanques cavall · e3 blanques alfil · f3 blanques alfil · a2 blanques peó · b2 blanques peó · c2 blanques peó · d2 blanques dama · g2 blanques peó · h2 blanques peó · a1 blanques torre · e1 blanques torre · g1 blanques rei | a8 negres torre · d8 negres torre · g8 negres rei · a7 negres peó · b7 negres peó · c7 negres dama · e7 negres peó · f7 negres peó · g7 negres alfil · h7 negres peó · d6 negres peó · f6 negres cavall · g6 negres peó · c4 negres alfil · e4 blanques peó · f4 blanques peó · c3 blanques cavall · e3 blanques alfil · f3 blanques alfil · a2 blanques peó · b2 blanques peó · c2 blanques peó · d2 blanques dama · g2 blanques peó · h2 blanques peó · a1 blanques torre · e1 blanques torre · g1 blanques rei | a8 negres torre · d8 negres torre · g8 negres rei · a7 negres peó · b7 negres peó · c7 negres dama · e7 negres peó · f7 negres peó · g7 negres alfil · h7 negres peó · d6 negres peó · f6 negres cavall · g6 negres peó · c4 negres alfil · e4 blanques peó · f4 blanques peó · c3 blanques cavall · e3 blanques alfil · f3 blanques alfil · a2 blanques peó · b2 blanques peó · c2 blanques peó · d2 blanques dama · g2 blanques peó · h2 blanques peó · a1 blanques torre · e1 blanques torre · g1 blanques rei | a8 negres torre · d8 negres torre · g8 negres rei · a7 negres peó · b7 negres peó · c7 negres dama · e7 negres peó · f7 negres peó · g7 negres alfil · h7 negres peó · d6 negres peó · f6 negres cavall · g6 negres peó · c4 negres alfil · e4 blanques peó · f4 blanques peó · c3 blanques cavall · e3 blanques alfil · f3 blanques alfil · a2 blanques peó · b2 blanques peó · c2 blanques peó · d2 blanques dama · g2 blanques peó · h2 blanques peó · a1 blanques torre · e1 blanques torre · g1 blanques rei | a8 negres torre · d8 negres torre · g8 negres rei · a7 negres peó · b7 negres peó · c7 negres dama · e7 negres peó · f7 negres peó · g7 negres alfil · h7 negres peó · d6 negres peó · f6 negres cavall · g6 negres peó · c4 negres alfil · e4 blanques peó · f4 blanques peó · c3 blanques cavall · e3 blanques alfil · f3 blanques alfil · a2 blanques peó · b2 blanques peó · c2 blanques peó · d2 blanques dama · g2 blanques peó · h2 blanques peó · a1 blanques torre · e1 blanques torre · g1 blanques rei | a8 negres torre · d8 negres torre · g8 negres rei · a7 negres peó · b7 negres peó · c7 negres dama · e7 negres peó · f7 negres peó · g7 negres alfil · h7 negres peó · d6 negres peó · f6 negres cavall · g6 negres peó · c4 negres alfil · e4 blanques peó · f4 blanques peó · c3 blanques cavall · e3 blanques alfil · f3 blanques alfil · a2 blanques peó · b2 blanques peó · c2 blanques peó · d2 blanques dama · g2 blanques peó · h2 blanques peó · a1 blanques torre · e1 blanques torre · g1 blanques rei | a8 negres torre · d8 negres torre · g8 negres rei · a7 negres peó · b7 negres peó · c7 negres dama · e7 negres peó · f7 negres peó · g7 negres alfil · h7 negres peó · d6 negres peó · f6 negres cavall · g6 negres peó · c4 negres alfil · e4 blanques peó · f4 blanques peó · c3 blanques cavall · e3 blanques alfil · f3 blanques alfil · a2 blanques peó · b2 blanques peó · c2 blanques peó · d2 blanques dama · g2 blanques peó · h2 blanques peó · a1 blanques torre · e1 blanques torre · g1 blanques rei | 3 |
| 2 | a8 negres torre · d8 negres torre · g8 negres rei · a7 negres peó · b7 negres peó · c7 negres dama · e7 negres peó · f7 negres peó · g7 negres alfil · h7 negres peó · d6 negres peó · f6 negres cavall · g6 negres peó · c4 negres alfil · e4 blanques peó · f4 blanques peó · c3 blanques cavall · e3 blanques alfil · f3 blanques alfil · a2 blanques peó · b2 blanques peó · c2 blanques peó · d2 blanques dama · g2 blanques peó · h2 blanques peó · a1 blanques torre · e1 blanques torre · g1 blanques rei | a8 negres torre · d8 negres torre · g8 negres rei · a7 negres peó · b7 negres peó · c7 negres dama · e7 negres peó · f7 negres peó · g7 negres alfil · h7 negres peó · d6 negres peó · f6 negres cavall · g6 negres peó · c4 negres alfil · e4 blanques peó · f4 blanques peó · c3 blanques cavall · e3 blanques alfil · f3 blanques alfil · a2 blanques peó · b2 blanques peó · c2 blanques peó · d2 blanques dama · g2 blanques peó · h2 blanques peó · a1 blanques torre · e1 blanques torre · g1 blanques rei | a8 negres torre · d8 negres torre · g8 negres rei · a7 negres peó · b7 negres peó · c7 negres dama · e7 negres peó · f7 negres peó · g7 negres alfil · h7 negres peó · d6 negres peó · f6 negres cavall · g6 negres peó · c4 negres alfil · e4 blanques peó · f4 blanques peó · c3 blanques cavall · e3 blanques alfil · f3 blanques alfil · a2 blanques peó · b2 blanques peó · c2 blanques peó · d2 blanques dama · g2 blanques peó · h2 blanques peó · a1 blanques torre · e1 blanques torre · g1 blanques rei | a8 negres torre · d8 negres torre · g8 negres rei · a7 negres peó · b7 negres peó · c7 negres dama · e7 negres peó · f7 negres peó · g7 negres alfil · h7 negres peó · d6 negres peó · f6 negres cavall · g6 negres peó · c4 negres alfil · e4 blanques peó · f4 blanques peó · c3 blanques cavall · e3 blanques alfil · f3 blanques alfil · a2 blanques peó · b2 blanques peó · c2 blanques peó · d2 blanques dama · g2 blanques peó · h2 blanques peó · a1 blanques torre · e1 blanques torre · g1 blanques rei | a8 negres torre · d8 negres torre · g8 negres rei · a7 negres peó · b7 negres peó · c7 negres dama · e7 negres peó · f7 negres peó · g7 negres alfil · h7 negres peó · d6 negres peó · f6 negres cavall · g6 negres peó · c4 negres alfil · e4 blanques peó · f4 blanques peó · c3 blanques cavall · e3 blanques alfil · f3 blanques alfil · a2 blanques peó · b2 blanques peó · c2 blanques peó · d2 blanques dama · g2 blanques peó · h2 blanques peó · a1 blanques torre · e1 blanques torre · g1 blanques rei | a8 negres torre · d8 negres torre · g8 negres rei · a7 negres peó · b7 negres peó · c7 negres dama · e7 negres peó · f7 negres peó · g7 negres alfil · h7 negres peó · d6 negres peó · f6 negres cavall · g6 negres peó · c4 negres alfil · e4 blanques peó · f4 blanques peó · c3 blanques cavall · e3 blanques alfil · f3 blanques alfil · a2 blanques peó · b2 blanques peó · c2 blanques peó · d2 blanques dama · g2 blanques peó · h2 blanques peó · a1 blanques torre · e1 blanques torre · g1 blanques rei | a8 negres torre · d8 negres torre · g8 negres rei · a7 negres peó · b7 negres peó · c7 negres dama · e7 negres peó · f7 negres peó · g7 negres alfil · h7 negres peó · d6 negres peó · f6 negres cavall · g6 negres peó · c4 negres alfil · e4 blanques peó · f4 blanques peó · c3 blanques cavall · e3 blanques alfil · f3 blanques alfil · a2 blanques peó · b2 blanques peó · c2 blanques peó · d2 blanques dama · g2 blanques peó · h2 blanques peó · a1 blanques torre · e1 blanques torre · g1 blanques rei | a8 negres torre · d8 negres torre · g8 negres rei · a7 negres peó · b7 negres peó · c7 negres dama · e7 negres peó · f7 negres peó · g7 negres alfil · h7 negres peó · d6 negres peó · f6 negres cavall · g6 negres peó · c4 negres alfil · e4 blanques peó · f4 blanques peó · c3 blanques cavall · e3 blanques alfil · f3 blanques alfil · a2 blanques peó · b2 blanques peó · c2 blanques peó · d2 blanques dama · g2 blanques peó · h2 blanques peó · a1 blanques torre · e1 blanques torre · g1 blanques rei | 2 |
| 1 | a8 negres torre · d8 negres torre · g8 negres rei · a7 negres peó · b7 negres peó · c7 negres dama · e7 negres peó · f7 negres peó · g7 negres alfil · h7 negres peó · d6 negres peó · f6 negres cavall · g6 negres peó · c4 negres alfil · e4 blanques peó · f4 blanques peó · c3 blanques cavall · e3 blanques alfil · f3 blanques alfil · a2 blanques peó · b2 blanques peó · c2 blanques peó · d2 blanques dama · g2 blanques peó · h2 blanques peó · a1 blanques torre · e1 blanques torre · g1 blanques rei | a8 negres torre · d8 negres torre · g8 negres rei · a7 negres peó · b7 negres peó · c7 negres dama · e7 negres peó · f7 negres peó · g7 negres alfil · h7 negres peó · d6 negres peó · f6 negres cavall · g6 negres peó · c4 negres alfil · e4 blanques peó · f4 blanques peó · c3 blanques cavall · e3 blanques alfil · f3 blanques alfil · a2 blanques peó · b2 blanques peó · c2 blanques peó · d2 blanques dama · g2 blanques peó · h2 blanques peó · a1 blanques torre · e1 blanques torre · g1 blanques rei | a8 negres torre · d8 negres torre · g8 negres rei · a7 negres peó · b7 negres peó · c7 negres dama · e7 negres peó · f7 negres peó · g7 negres alfil · h7 negres peó · d6 negres peó · f6 negres cavall · g6 negres peó · c4 negres alfil · e4 blanques peó · f4 blanques peó · c3 blanques cavall · e3 blanques alfil · f3 blanques alfil · a2 blanques peó · b2 blanques peó · c2 blanques peó · d2 blanques dama · g2 blanques peó · h2 blanques peó · a1 blanques torre · e1 blanques torre · g1 blanques rei | a8 negres torre · d8 negres torre · g8 negres rei · a7 negres peó · b7 negres peó · c7 negres dama · e7 negres peó · f7 negres peó · g7 negres alfil · h7 negres peó · d6 negres peó · f6 negres cavall · g6 negres peó · c4 negres alfil · e4 blanques peó · f4 blanques peó · c3 blanques cavall · e3 blanques alfil · f3 blanques alfil · a2 blanques peó · b2 blanques peó · c2 blanques peó · d2 blanques dama · g2 blanques peó · h2 blanques peó · a1 blanques torre · e1 blanques torre · g1 blanques rei | a8 negres torre · d8 negres torre · g8 negres rei · a7 negres peó · b7 negres peó · c7 negres dama · e7 negres peó · f7 negres peó · g7 negres alfil · h7 negres peó · d6 negres peó · f6 negres cavall · g6 negres peó · c4 negres alfil · e4 blanques peó · f4 blanques peó · c3 blanques cavall · e3 blanques alfil · f3 blanques alfil · a2 blanques peó · b2 blanques peó · c2 blanques peó · d2 blanques dama · g2 blanques peó · h2 blanques peó · a1 blanques torre · e1 blanques torre · g1 blanques rei | a8 negres torre · d8 negres torre · g8 negres rei · a7 negres peó · b7 negres peó · c7 negres dama · e7 negres peó · f7 negres peó · g7 negres alfil · h7 negres peó · d6 negres peó · f6 negres cavall · g6 negres peó · c4 negres alfil · e4 blanques peó · f4 blanques peó · c3 blanques cavall · e3 blanques alfil · f3 blanques alfil · a2 blanques peó · b2 blanques peó · c2 blanques peó · d2 blanques dama · g2 blanques peó · h2 blanques peó · a1 blanques torre · e1 blanques torre · g1 blanques rei | a8 negres torre · d8 negres torre · g8 negres rei · a7 negres peó · b7 negres peó · c7 negres dama · e7 negres peó · f7 negres peó · g7 negres alfil · h7 negres peó · d6 negres peó · f6 negres cavall · g6 negres peó · c4 negres alfil · e4 blanques peó · f4 blanques peó · c3 blanques cavall · e3 blanques alfil · f3 blanques alfil · a2 blanques peó · b2 blanques peó · c2 blanques peó · d2 blanques dama · g2 blanques peó · h2 blanques peó · a1 blanques torre · e1 blanques torre · g1 blanques rei | a8 negres torre · d8 negres torre · g8 negres rei · a7 negres peó · b7 negres peó · c7 negres dama · e7 negres peó · f7 negres peó · g7 negres alfil · h7 negres peó · d6 negres peó · f6 negres cavall · g6 negres peó · c4 negres alfil · e4 blanques peó · f4 blanques peó · c3 blanques cavall · e3 blanques alfil · f3 blanques alfil · a2 blanques peó · b2 blanques peó · c2 blanques peó · d2 blanques dama · g2 blanques peó · h2 blanques peó · a1 blanques torre · e1 blanques torre · g1 blanques rei | 1 |
|   | a | b | c | d | e | f | g | h |   |

La posició de l'esquerra sorgeix després de 23...Dd8-h4! a Krasenkow-Seirawan, 34a Olimpíada d'escacs, Istanbul 2000. Michael Rohde escriu sobre la jugada 23a de Seirawan, "Sostenint la posició mercès a uns raigs-X sobre el peó de d4." Les negres voldrien respondre o bé amb 24.e5 o bé amb 24.exd5 però en qualsevol dels dos casos seguiria 24...Qxd4+.
Gerald Abrahams al·ludeix al concepte de raigs-X, tot i que sense usar el terme exacte, quan cita l'aforisme, "Posa una de les teves torres a la mateixa columna que la dama de l'oponent, sense fixar-te en quantes altres peces s'hi interposin." I escriu, "Aquest verset estil jingle conté molta experiència apresa". Un futur Campió del món va jugar d'aquesta manera a Rauzer-Botvínnik, Campionat de l'URSS de 1933. Dues jugades abans que es produís la posició de la dreta, en Botvínnik havia jugat 13...Tfd8, mirant amb raigs-X la dama blanca a través del peó de d6. Ara, Bernard Cafferty i Mark Taimànov suggereixen "15.Df2 per escapar de l'atac amb raigs-X per part de la torre de d8". En comptes d'això, la partida va continuar 15.Tac1 e5! 16.b3 d5!!, explotant la posició de la dama a la mateixa columna que la torre, cosa que va portar a una victòria de Botvínnik 13 jugades després.
|   | a | b | c | d | e | f | g | h |   |
| 8 | a8 negres torre · c8 negres alfil · d8 negres dama · e8 negres rei · h8 negres torre · a7 negres peó · b7 negres peó · c7 negres peó · d7 negres peó · f7 negres peó · g7 negres peó · h7 negres peó · c6 blanques peó · b4 negres alfil · b3 blanques dama · f3 negres peó · g3 blanques peó · a2 blanques peó · b2 blanques peó · d2 blanques peó · e2 blanques peó · f2 blanques peó · h2 blanques peó · a1 blanques torre · c1 blanques alfil · e1 blanques rei · f1 blanques alfil · h1 blanques torre | a8 negres torre · c8 negres alfil · d8 negres dama · e8 negres rei · h8 negres torre · a7 negres peó · b7 negres peó · c7 negres peó · d7 negres peó · f7 negres peó · g7 negres peó · h7 negres peó · c6 blanques peó · b4 negres alfil · b3 blanques dama · f3 negres peó · g3 blanques peó · a2 blanques peó · b2 blanques peó · d2 blanques peó · e2 blanques peó · f2 blanques peó · h2 blanques peó · a1 blanques torre · c1 blanques alfil · e1 blanques rei · f1 blanques alfil · h1 blanques torre | a8 negres torre · c8 negres alfil · d8 negres dama · e8 negres rei · h8 negres torre · a7 negres peó · b7 negres peó · c7 negres peó · d7 negres peó · f7 negres peó · g7 negres peó · h7 negres peó · c6 blanques peó · b4 negres alfil · b3 blanques dama · f3 negres peó · g3 blanques peó · a2 blanques peó · b2 blanques peó · d2 blanques peó · e2 blanques peó · f2 blanques peó · h2 blanques peó · a1 blanques torre · c1 blanques alfil · e1 blanques rei · f1 blanques alfil · h1 blanques torre | a8 negres torre · c8 negres alfil · d8 negres dama · e8 negres rei · h8 negres torre · a7 negres peó · b7 negres peó · c7 negres peó · d7 negres peó · f7 negres peó · g7 negres peó · h7 negres peó · c6 blanques peó · b4 negres alfil · b3 blanques dama · f3 negres peó · g3 blanques peó · a2 blanques peó · b2 blanques peó · d2 blanques peó · e2 blanques peó · f2 blanques peó · h2 blanques peó · a1 blanques torre · c1 blanques alfil · e1 blanques rei · f1 blanques alfil · h1 blanques torre | a8 negres torre · c8 negres alfil · d8 negres dama · e8 negres rei · h8 negres torre · a7 negres peó · b7 negres peó · c7 negres peó · d7 negres peó · f7 negres peó · g7 negres peó · h7 negres peó · c6 blanques peó · b4 negres alfil · b3 blanques dama · f3 negres peó · g3 blanques peó · a2 blanques peó · b2 blanques peó · d2 blanques peó · e2 blanques peó · f2 blanques peó · h2 blanques peó · a1 blanques torre · c1 blanques alfil · e1 blanques rei · f1 blanques alfil · h1 blanques torre | a8 negres torre · c8 negres alfil · d8 negres dama · e8 negres rei · h8 negres torre · a7 negres peó · b7 negres peó · c7 negres peó · d7 negres peó · f7 negres peó · g7 negres peó · h7 negres peó · c6 blanques peó · b4 negres alfil · b3 blanques dama · f3 negres peó · g3 blanques peó · a2 blanques peó · b2 blanques peó · d2 blanques peó · e2 blanques peó · f2 blanques peó · h2 blanques peó · a1 blanques torre · c1 blanques alfil · e1 blanques rei · f1 blanques alfil · h1 blanques torre | a8 negres torre · c8 negres alfil · d8 negres dama · e8 negres rei · h8 negres torre · a7 negres peó · b7 negres peó · c7 negres peó · d7 negres peó · f7 negres peó · g7 negres peó · h7 negres peó · c6 blanques peó · b4 negres alfil · b3 blanques dama · f3 negres peó · g3 blanques peó · a2 blanques peó · b2 blanques peó · d2 blanques peó · e2 blanques peó · f2 blanques peó · h2 blanques peó · a1 blanques torre · c1 blanques alfil · e1 blanques rei · f1 blanques alfil · h1 blanques torre | a8 negres torre · c8 negres alfil · d8 negres dama · e8 negres rei · h8 negres torre · a7 negres peó · b7 negres peó · c7 negres peó · d7 negres peó · f7 negres peó · g7 negres peó · h7 negres peó · c6 blanques peó · b4 negres alfil · b3 blanques dama · f3 negres peó · g3 blanques peó · a2 blanques peó · b2 blanques peó · d2 blanques peó · e2 blanques peó · f2 blanques peó · h2 blanques peó · a1 blanques torre · c1 blanques alfil · e1 blanques rei · f1 blanques alfil · h1 blanques torre | 8 |
| 7 | a8 negres torre · c8 negres alfil · d8 negres dama · e8 negres rei · h8 negres torre · a7 negres peó · b7 negres peó · c7 negres peó · d7 negres peó · f7 negres peó · g7 negres peó · h7 negres peó · c6 blanques peó · b4 negres alfil · b3 blanques dama · f3 negres peó · g3 blanques peó · a2 blanques peó · b2 blanques peó · d2 blanques peó · e2 blanques peó · f2 blanques peó · h2 blanques peó · a1 blanques torre · c1 blanques alfil · e1 blanques rei · f1 blanques alfil · h1 blanques torre | a8 negres torre · c8 negres alfil · d8 negres dama · e8 negres rei · h8 negres torre · a7 negres peó · b7 negres peó · c7 negres peó · d7 negres peó · f7 negres peó · g7 negres peó · h7 negres peó · c6 blanques peó · b4 negres alfil · b3 blanques dama · f3 negres peó · g3 blanques peó · a2 blanques peó · b2 blanques peó · d2 blanques peó · e2 blanques peó · f2 blanques peó · h2 blanques peó · a1 blanques torre · c1 blanques alfil · e1 blanques rei · f1 blanques alfil · h1 blanques torre | a8 negres torre · c8 negres alfil · d8 negres dama · e8 negres rei · h8 negres torre · a7 negres peó · b7 negres peó · c7 negres peó · d7 negres peó · f7 negres peó · g7 negres peó · h7 negres peó · c6 blanques peó · b4 negres alfil · b3 blanques dama · f3 negres peó · g3 blanques peó · a2 blanques peó · b2 blanques peó · d2 blanques peó · e2 blanques peó · f2 blanques peó · h2 blanques peó · a1 blanques torre · c1 blanques alfil · e1 blanques rei · f1 blanques alfil · h1 blanques torre | a8 negres torre · c8 negres alfil · d8 negres dama · e8 negres rei · h8 negres torre · a7 negres peó · b7 negres peó · c7 negres peó · d7 negres peó · f7 negres peó · g7 negres peó · h7 negres peó · c6 blanques peó · b4 negres alfil · b3 blanques dama · f3 negres peó · g3 blanques peó · a2 blanques peó · b2 blanques peó · d2 blanques peó · e2 blanques peó · f2 blanques peó · h2 blanques peó · a1 blanques torre · c1 blanques alfil · e1 blanques rei · f1 blanques alfil · h1 blanques torre | a8 negres torre · c8 negres alfil · d8 negres dama · e8 negres rei · h8 negres torre · a7 negres peó · b7 negres peó · c7 negres peó · d7 negres peó · f7 negres peó · g7 negres peó · h7 negres peó · c6 blanques peó · b4 negres alfil · b3 blanques dama · f3 negres peó · g3 blanques peó · a2 blanques peó · b2 blanques peó · d2 blanques peó · e2 blanques peó · f2 blanques peó · h2 blanques peó · a1 blanques torre · c1 blanques alfil · e1 blanques rei · f1 blanques alfil · h1 blanques torre | a8 negres torre · c8 negres alfil · d8 negres dama · e8 negres rei · h8 negres torre · a7 negres peó · b7 negres peó · c7 negres peó · d7 negres peó · f7 negres peó · g7 negres peó · h7 negres peó · c6 blanques peó · b4 negres alfil · b3 blanques dama · f3 negres peó · g3 blanques peó · a2 blanques peó · b2 blanques peó · d2 blanques peó · e2 blanques peó · f2 blanques peó · h2 blanques peó · a1 blanques torre · c1 blanques alfil · e1 blanques rei · f1 blanques alfil · h1 blanques torre | a8 negres torre · c8 negres alfil · d8 negres dama · e8 negres rei · h8 negres torre · a7 negres peó · b7 negres peó · c7 negres peó · d7 negres peó · f7 negres peó · g7 negres peó · h7 negres peó · c6 blanques peó · b4 negres alfil · b3 blanques dama · f3 negres peó · g3 blanques peó · a2 blanques peó · b2 blanques peó · d2 blanques peó · e2 blanques peó · f2 blanques peó · h2 blanques peó · a1 blanques torre · c1 blanques alfil · e1 blanques rei · f1 blanques alfil · h1 blanques torre | a8 negres torre · c8 negres alfil · d8 negres dama · e8 negres rei · h8 negres torre · a7 negres peó · b7 negres peó · c7 negres peó · d7 negres peó · f7 negres peó · g7 negres peó · h7 negres peó · c6 blanques peó · b4 negres alfil · b3 blanques dama · f3 negres peó · g3 blanques peó · a2 blanques peó · b2 blanques peó · d2 blanques peó · e2 blanques peó · f2 blanques peó · h2 blanques peó · a1 blanques torre · c1 blanques alfil · e1 blanques rei · f1 blanques alfil · h1 blanques torre | 7 |
| 6 | a8 negres torre · c8 negres alfil · d8 negres dama · e8 negres rei · h8 negres torre · a7 negres peó · b7 negres peó · c7 negres peó · d7 negres peó · f7 negres peó · g7 negres peó · h7 negres peó · c6 blanques peó · b4 negres alfil · b3 blanques dama · f3 negres peó · g3 blanques peó · a2 blanques peó · b2 blanques peó · d2 blanques peó · e2 blanques peó · f2 blanques peó · h2 blanques peó · a1 blanques torre · c1 blanques alfil · e1 blanques rei · f1 blanques alfil · h1 blanques torre | a8 negres torre · c8 negres alfil · d8 negres dama · e8 negres rei · h8 negres torre · a7 negres peó · b7 negres peó · c7 negres peó · d7 negres peó · f7 negres peó · g7 negres peó · h7 negres peó · c6 blanques peó · b4 negres alfil · b3 blanques dama · f3 negres peó · g3 blanques peó · a2 blanques peó · b2 blanques peó · d2 blanques peó · e2 blanques peó · f2 blanques peó · h2 blanques peó · a1 blanques torre · c1 blanques alfil · e1 blanques rei · f1 blanques alfil · h1 blanques torre | a8 negres torre · c8 negres alfil · d8 negres dama · e8 negres rei · h8 negres torre · a7 negres peó · b7 negres peó · c7 negres peó · d7 negres peó · f7 negres peó · g7 negres peó · h7 negres peó · c6 blanques peó · b4 negres alfil · b3 blanques dama · f3 negres peó · g3 blanques peó · a2 blanques peó · b2 blanques peó · d2 blanques peó · e2 blanques peó · f2 blanques peó · h2 blanques peó · a1 blanques torre · c1 blanques alfil · e1 blanques rei · f1 blanques alfil · h1 blanques torre | a8 negres torre · c8 negres alfil · d8 negres dama · e8 negres rei · h8 negres torre · a7 negres peó · b7 negres peó · c7 negres peó · d7 negres peó · f7 negres peó · g7 negres peó · h7 negres peó · c6 blanques peó · b4 negres alfil · b3 blanques dama · f3 negres peó · g3 blanques peó · a2 blanques peó · b2 blanques peó · d2 blanques peó · e2 blanques peó · f2 blanques peó · h2 blanques peó · a1 blanques torre · c1 blanques alfil · e1 blanques rei · f1 blanques alfil · h1 blanques torre | a8 negres torre · c8 negres alfil · d8 negres dama · e8 negres rei · h8 negres torre · a7 negres peó · b7 negres peó · c7 negres peó · d7 negres peó · f7 negres peó · g7 negres peó · h7 negres peó · c6 blanques peó · b4 negres alfil · b3 blanques dama · f3 negres peó · g3 blanques peó · a2 blanques peó · b2 blanques peó · d2 blanques peó · e2 blanques peó · f2 blanques peó · h2 blanques peó · a1 blanques torre · c1 blanques alfil · e1 blanques rei · f1 blanques alfil · h1 blanques torre | a8 negres torre · c8 negres alfil · d8 negres dama · e8 negres rei · h8 negres torre · a7 negres peó · b7 negres peó · c7 negres peó · d7 negres peó · f7 negres peó · g7 negres peó · h7 negres peó · c6 blanques peó · b4 negres alfil · b3 blanques dama · f3 negres peó · g3 blanques peó · a2 blanques peó · b2 blanques peó · d2 blanques peó · e2 blanques peó · f2 blanques peó · h2 blanques peó · a1 blanques torre · c1 blanques alfil · e1 blanques rei · f1 blanques alfil · h1 blanques torre | a8 negres torre · c8 negres alfil · d8 negres dama · e8 negres rei · h8 negres torre · a7 negres peó · b7 negres peó · c7 negres peó · d7 negres peó · f7 negres peó · g7 negres peó · h7 negres peó · c6 blanques peó · b4 negres alfil · b3 blanques dama · f3 negres peó · g3 blanques peó · a2 blanques peó · b2 blanques peó · d2 blanques peó · e2 blanques peó · f2 blanques peó · h2 blanques peó · a1 blanques torre · c1 blanques alfil · e1 blanques rei · f1 blanques alfil · h1 blanques torre | a8 negres torre · c8 negres alfil · d8 negres dama · e8 negres rei · h8 negres torre · a7 negres peó · b7 negres peó · c7 negres peó · d7 negres peó · f7 negres peó · g7 negres peó · h7 negres peó · c6 blanques peó · b4 negres alfil · b3 blanques dama · f3 negres peó · g3 blanques peó · a2 blanques peó · b2 blanques peó · d2 blanques peó · e2 blanques peó · f2 blanques peó · h2 blanques peó · a1 blanques torre · c1 blanques alfil · e1 blanques rei · f1 blanques alfil · h1 blanques torre | 6 |
| 5 | a8 negres torre · c8 negres alfil · d8 negres dama · e8 negres rei · h8 negres torre · a7 negres peó · b7 negres peó · c7 negres peó · d7 negres peó · f7 negres peó · g7 negres peó · h7 negres peó · c6 blanques peó · b4 negres alfil · b3 blanques dama · f3 negres peó · g3 blanques peó · a2 blanques peó · b2 blanques peó · d2 blanques peó · e2 blanques peó · f2 blanques peó · h2 blanques peó · a1 blanques torre · c1 blanques alfil · e1 blanques rei · f1 blanques alfil · h1 blanques torre | a8 negres torre · c8 negres alfil · d8 negres dama · e8 negres rei · h8 negres torre · a7 negres peó · b7 negres peó · c7 negres peó · d7 negres peó · f7 negres peó · g7 negres peó · h7 negres peó · c6 blanques peó · b4 negres alfil · b3 blanques dama · f3 negres peó · g3 blanques peó · a2 blanques peó · b2 blanques peó · d2 blanques peó · e2 blanques peó · f2 blanques peó · h2 blanques peó · a1 blanques torre · c1 blanques alfil · e1 blanques rei · f1 blanques alfil · h1 blanques torre | a8 negres torre · c8 negres alfil · d8 negres dama · e8 negres rei · h8 negres torre · a7 negres peó · b7 negres peó · c7 negres peó · d7 negres peó · f7 negres peó · g7 negres peó · h7 negres peó · c6 blanques peó · b4 negres alfil · b3 blanques dama · f3 negres peó · g3 blanques peó · a2 blanques peó · b2 blanques peó · d2 blanques peó · e2 blanques peó · f2 blanques peó · h2 blanques peó · a1 blanques torre · c1 blanques alfil · e1 blanques rei · f1 blanques alfil · h1 blanques torre | a8 negres torre · c8 negres alfil · d8 negres dama · e8 negres rei · h8 negres torre · a7 negres peó · b7 negres peó · c7 negres peó · d7 negres peó · f7 negres peó · g7 negres peó · h7 negres peó · c6 blanques peó · b4 negres alfil · b3 blanques dama · f3 negres peó · g3 blanques peó · a2 blanques peó · b2 blanques peó · d2 blanques peó · e2 blanques peó · f2 blanques peó · h2 blanques peó · a1 blanques torre · c1 blanques alfil · e1 blanques rei · f1 blanques alfil · h1 blanques torre | a8 negres torre · c8 negres alfil · d8 negres dama · e8 negres rei · h8 negres torre · a7 negres peó · b7 negres peó · c7 negres peó · d7 negres peó · f7 negres peó · g7 negres peó · h7 negres peó · c6 blanques peó · b4 negres alfil · b3 blanques dama · f3 negres peó · g3 blanques peó · a2 blanques peó · b2 blanques peó · d2 blanques peó · e2 blanques peó · f2 blanques peó · h2 blanques peó · a1 blanques torre · c1 blanques alfil · e1 blanques rei · f1 blanques alfil · h1 blanques torre | a8 negres torre · c8 negres alfil · d8 negres dama · e8 negres rei · h8 negres torre · a7 negres peó · b7 negres peó · c7 negres peó · d7 negres peó · f7 negres peó · g7 negres peó · h7 negres peó · c6 blanques peó · b4 negres alfil · b3 blanques dama · f3 negres peó · g3 blanques peó · a2 blanques peó · b2 blanques peó · d2 blanques peó · e2 blanques peó · f2 blanques peó · h2 blanques peó · a1 blanques torre · c1 blanques alfil · e1 blanques rei · f1 blanques alfil · h1 blanques torre | a8 negres torre · c8 negres alfil · d8 negres dama · e8 negres rei · h8 negres torre · a7 negres peó · b7 negres peó · c7 negres peó · d7 negres peó · f7 negres peó · g7 negres peó · h7 negres peó · c6 blanques peó · b4 negres alfil · b3 blanques dama · f3 negres peó · g3 blanques peó · a2 blanques peó · b2 blanques peó · d2 blanques peó · e2 blanques peó · f2 blanques peó · h2 blanques peó · a1 blanques torre · c1 blanques alfil · e1 blanques rei · f1 blanques alfil · h1 blanques torre | a8 negres torre · c8 negres alfil · d8 negres dama · e8 negres rei · h8 negres torre · a7 negres peó · b7 negres peó · c7 negres peó · d7 negres peó · f7 negres peó · g7 negres peó · h7 negres peó · c6 blanques peó · b4 negres alfil · b3 blanques dama · f3 negres peó · g3 blanques peó · a2 blanques peó · b2 blanques peó · d2 blanques peó · e2 blanques peó · f2 blanques peó · h2 blanques peó · a1 blanques torre · c1 blanques alfil · e1 blanques rei · f1 blanques alfil · h1 blanques torre | 5 |
| 4 | a8 negres torre · c8 negres alfil · d8 negres dama · e8 negres rei · h8 negres torre · a7 negres peó · b7 negres peó · c7 negres peó · d7 negres peó · f7 negres peó · g7 negres peó · h7 negres peó · c6 blanques peó · b4 negres alfil · b3 blanques dama · f3 negres peó · g3 blanques peó · a2 blanques peó · b2 blanques peó · d2 blanques peó · e2 blanques peó · f2 blanques peó · h2 blanques peó · a1 blanques torre · c1 blanques alfil · e1 blanques rei · f1 blanques alfil · h1 blanques torre | a8 negres torre · c8 negres alfil · d8 negres dama · e8 negres rei · h8 negres torre · a7 negres peó · b7 negres peó · c7 negres peó · d7 negres peó · f7 negres peó · g7 negres peó · h7 negres peó · c6 blanques peó · b4 negres alfil · b3 blanques dama · f3 negres peó · g3 blanques peó · a2 blanques peó · b2 blanques peó · d2 blanques peó · e2 blanques peó · f2 blanques peó · h2 blanques peó · a1 blanques torre · c1 blanques alfil · e1 blanques rei · f1 blanques alfil · h1 blanques torre | a8 negres torre · c8 negres alfil · d8 negres dama · e8 negres rei · h8 negres torre · a7 negres peó · b7 negres peó · c7 negres peó · d7 negres peó · f7 negres peó · g7 negres peó · h7 negres peó · c6 blanques peó · b4 negres alfil · b3 blanques dama · f3 negres peó · g3 blanques peó · a2 blanques peó · b2 blanques peó · d2 blanques peó · e2 blanques peó · f2 blanques peó · h2 blanques peó · a1 blanques torre · c1 blanques alfil · e1 blanques rei · f1 blanques alfil · h1 blanques torre | a8 negres torre · c8 negres alfil · d8 negres dama · e8 negres rei · h8 negres torre · a7 negres peó · b7 negres peó · c7 negres peó · d7 negres peó · f7 negres peó · g7 negres peó · h7 negres peó · c6 blanques peó · b4 negres alfil · b3 blanques dama · f3 negres peó · g3 blanques peó · a2 blanques peó · b2 blanques peó · d2 blanques peó · e2 blanques peó · f2 blanques peó · h2 blanques peó · a1 blanques torre · c1 blanques alfil · e1 blanques rei · f1 blanques alfil · h1 blanques torre | a8 negres torre · c8 negres alfil · d8 negres dama · e8 negres rei · h8 negres torre · a7 negres peó · b7 negres peó · c7 negres peó · d7 negres peó · f7 negres peó · g7 negres peó · h7 negres peó · c6 blanques peó · b4 negres alfil · b3 blanques dama · f3 negres peó · g3 blanques peó · a2 blanques peó · b2 blanques peó · d2 blanques peó · e2 blanques peó · f2 blanques peó · h2 blanques peó · a1 blanques torre · c1 blanques alfil · e1 blanques rei · f1 blanques alfil · h1 blanques torre | a8 negres torre · c8 negres alfil · d8 negres dama · e8 negres rei · h8 negres torre · a7 negres peó · b7 negres peó · c7 negres peó · d7 negres peó · f7 negres peó · g7 negres peó · h7 negres peó · c6 blanques peó · b4 negres alfil · b3 blanques dama · f3 negres peó · g3 blanques peó · a2 blanques peó · b2 blanques peó · d2 blanques peó · e2 blanques peó · f2 blanques peó · h2 blanques peó · a1 blanques torre · c1 blanques alfil · e1 blanques rei · f1 blanques alfil · h1 blanques torre | a8 negres torre · c8 negres alfil · d8 negres dama · e8 negres rei · h8 negres torre · a7 negres peó · b7 negres peó · c7 negres peó · d7 negres peó · f7 negres peó · g7 negres peó · h7 negres peó · c6 blanques peó · b4 negres alfil · b3 blanques dama · f3 negres peó · g3 blanques peó · a2 blanques peó · b2 blanques peó · d2 blanques peó · e2 blanques peó · f2 blanques peó · h2 blanques peó · a1 blanques torre · c1 blanques alfil · e1 blanques rei · f1 blanques alfil · h1 blanques torre | a8 negres torre · c8 negres alfil · d8 negres dama · e8 negres rei · h8 negres torre · a7 negres peó · b7 negres peó · c7 negres peó · d7 negres peó · f7 negres peó · g7 negres peó · h7 negres peó · c6 blanques peó · b4 negres alfil · b3 blanques dama · f3 negres peó · g3 blanques peó · a2 blanques peó · b2 blanques peó · d2 blanques peó · e2 blanques peó · f2 blanques peó · h2 blanques peó · a1 blanques torre · c1 blanques alfil · e1 blanques rei · f1 blanques alfil · h1 blanques torre | 4 |
| 3 | a8 negres torre · c8 negres alfil · d8 negres dama · e8 negres rei · h8 negres torre · a7 negres peó · b7 negres peó · c7 negres peó · d7 negres peó · f7 negres peó · g7 negres peó · h7 negres peó · c6 blanques peó · b4 negres alfil · b3 blanques dama · f3 negres peó · g3 blanques peó · a2 blanques peó · b2 blanques peó · d2 blanques peó · e2 blanques peó · f2 blanques peó · h2 blanques peó · a1 blanques torre · c1 blanques alfil · e1 blanques rei · f1 blanques alfil · h1 blanques torre | a8 negres torre · c8 negres alfil · d8 negres dama · e8 negres rei · h8 negres torre · a7 negres peó · b7 negres peó · c7 negres peó · d7 negres peó · f7 negres peó · g7 negres peó · h7 negres peó · c6 blanques peó · b4 negres alfil · b3 blanques dama · f3 negres peó · g3 blanques peó · a2 blanques peó · b2 blanques peó · d2 blanques peó · e2 blanques peó · f2 blanques peó · h2 blanques peó · a1 blanques torre · c1 blanques alfil · e1 blanques rei · f1 blanques alfil · h1 blanques torre | a8 negres torre · c8 negres alfil · d8 negres dama · e8 negres rei · h8 negres torre · a7 negres peó · b7 negres peó · c7 negres peó · d7 negres peó · f7 negres peó · g7 negres peó · h7 negres peó · c6 blanques peó · b4 negres alfil · b3 blanques dama · f3 negres peó · g3 blanques peó · a2 blanques peó · b2 blanques peó · d2 blanques peó · e2 blanques peó · f2 blanques peó · h2 blanques peó · a1 blanques torre · c1 blanques alfil · e1 blanques rei · f1 blanques alfil · h1 blanques torre | a8 negres torre · c8 negres alfil · d8 negres dama · e8 negres rei · h8 negres torre · a7 negres peó · b7 negres peó · c7 negres peó · d7 negres peó · f7 negres peó · g7 negres peó · h7 negres peó · c6 blanques peó · b4 negres alfil · b3 blanques dama · f3 negres peó · g3 blanques peó · a2 blanques peó · b2 blanques peó · d2 blanques peó · e2 blanques peó · f2 blanques peó · h2 blanques peó · a1 blanques torre · c1 blanques alfil · e1 blanques rei · f1 blanques alfil · h1 blanques torre | a8 negres torre · c8 negres alfil · d8 negres dama · e8 negres rei · h8 negres torre · a7 negres peó · b7 negres peó · c7 negres peó · d7 negres peó · f7 negres peó · g7 negres peó · h7 negres peó · c6 blanques peó · b4 negres alfil · b3 blanques dama · f3 negres peó · g3 blanques peó · a2 blanques peó · b2 blanques peó · d2 blanques peó · e2 blanques peó · f2 blanques peó · h2 blanques peó · a1 blanques torre · c1 blanques alfil · e1 blanques rei · f1 blanques alfil · h1 blanques torre | a8 negres torre · c8 negres alfil · d8 negres dama · e8 negres rei · h8 negres torre · a7 negres peó · b7 negres peó · c7 negres peó · d7 negres peó · f7 negres peó · g7 negres peó · h7 negres peó · c6 blanques peó · b4 negres alfil · b3 blanques dama · f3 negres peó · g3 blanques peó · a2 blanques peó · b2 blanques peó · d2 blanques peó · e2 blanques peó · f2 blanques peó · h2 blanques peó · a1 blanques torre · c1 blanques alfil · e1 blanques rei · f1 blanques alfil · h1 blanques torre | a8 negres torre · c8 negres alfil · d8 negres dama · e8 negres rei · h8 negres torre · a7 negres peó · b7 negres peó · c7 negres peó · d7 negres peó · f7 negres peó · g7 negres peó · h7 negres peó · c6 blanques peó · b4 negres alfil · b3 blanques dama · f3 negres peó · g3 blanques peó · a2 blanques peó · b2 blanques peó · d2 blanques peó · e2 blanques peó · f2 blanques peó · h2 blanques peó · a1 blanques torre · c1 blanques alfil · e1 blanques rei · f1 blanques alfil · h1 blanques torre | a8 negres torre · c8 negres alfil · d8 negres dama · e8 negres rei · h8 negres torre · a7 negres peó · b7 negres peó · c7 negres peó · d7 negres peó · f7 negres peó · g7 negres peó · h7 negres peó · c6 blanques peó · b4 negres alfil · b3 blanques dama · f3 negres peó · g3 blanques peó · a2 blanques peó · b2 blanques peó · d2 blanques peó · e2 blanques peó · f2 blanques peó · h2 blanques peó · a1 blanques torre · c1 blanques alfil · e1 blanques rei · f1 blanques alfil · h1 blanques torre | 3 |
| 2 | a8 negres torre · c8 negres alfil · d8 negres dama · e8 negres rei · h8 negres torre · a7 negres peó · b7 negres peó · c7 negres peó · d7 negres peó · f7 negres peó · g7 negres peó · h7 negres peó · c6 blanques peó · b4 negres alfil · b3 blanques dama · f3 negres peó · g3 blanques peó · a2 blanques peó · b2 blanques peó · d2 blanques peó · e2 blanques peó · f2 blanques peó · h2 blanques peó · a1 blanques torre · c1 blanques alfil · e1 blanques rei · f1 blanques alfil · h1 blanques torre | a8 negres torre · c8 negres alfil · d8 negres dama · e8 negres rei · h8 negres torre · a7 negres peó · b7 negres peó · c7 negres peó · d7 negres peó · f7 negres peó · g7 negres peó · h7 negres peó · c6 blanques peó · b4 negres alfil · b3 blanques dama · f3 negres peó · g3 blanques peó · a2 blanques peó · b2 blanques peó · d2 blanques peó · e2 blanques peó · f2 blanques peó · h2 blanques peó · a1 blanques torre · c1 blanques alfil · e1 blanques rei · f1 blanques alfil · h1 blanques torre | a8 negres torre · c8 negres alfil · d8 negres dama · e8 negres rei · h8 negres torre · a7 negres peó · b7 negres peó · c7 negres peó · d7 negres peó · f7 negres peó · g7 negres peó · h7 negres peó · c6 blanques peó · b4 negres alfil · b3 blanques dama · f3 negres peó · g3 blanques peó · a2 blanques peó · b2 blanques peó · d2 blanques peó · e2 blanques peó · f2 blanques peó · h2 blanques peó · a1 blanques torre · c1 blanques alfil · e1 blanques rei · f1 blanques alfil · h1 blanques torre | a8 negres torre · c8 negres alfil · d8 negres dama · e8 negres rei · h8 negres torre · a7 negres peó · b7 negres peó · c7 negres peó · d7 negres peó · f7 negres peó · g7 negres peó · h7 negres peó · c6 blanques peó · b4 negres alfil · b3 blanques dama · f3 negres peó · g3 blanques peó · a2 blanques peó · b2 blanques peó · d2 blanques peó · e2 blanques peó · f2 blanques peó · h2 blanques peó · a1 blanques torre · c1 blanques alfil · e1 blanques rei · f1 blanques alfil · h1 blanques torre | a8 negres torre · c8 negres alfil · d8 negres dama · e8 negres rei · h8 negres torre · a7 negres peó · b7 negres peó · c7 negres peó · d7 negres peó · f7 negres peó · g7 negres peó · h7 negres peó · c6 blanques peó · b4 negres alfil · b3 blanques dama · f3 negres peó · g3 blanques peó · a2 blanques peó · b2 blanques peó · d2 blanques peó · e2 blanques peó · f2 blanques peó · h2 blanques peó · a1 blanques torre · c1 blanques alfil · e1 blanques rei · f1 blanques alfil · h1 blanques torre | a8 negres torre · c8 negres alfil · d8 negres dama · e8 negres rei · h8 negres torre · a7 negres peó · b7 negres peó · c7 negres peó · d7 negres peó · f7 negres peó · g7 negres peó · h7 negres peó · c6 blanques peó · b4 negres alfil · b3 blanques dama · f3 negres peó · g3 blanques peó · a2 blanques peó · b2 blanques peó · d2 blanques peó · e2 blanques peó · f2 blanques peó · h2 blanques peó · a1 blanques torre · c1 blanques alfil · e1 blanques rei · f1 blanques alfil · h1 blanques torre | a8 negres torre · c8 negres alfil · d8 negres dama · e8 negres rei · h8 negres torre · a7 negres peó · b7 negres peó · c7 negres peó · d7 negres peó · f7 negres peó · g7 negres peó · h7 negres peó · c6 blanques peó · b4 negres alfil · b3 blanques dama · f3 negres peó · g3 blanques peó · a2 blanques peó · b2 blanques peó · d2 blanques peó · e2 blanques peó · f2 blanques peó · h2 blanques peó · a1 blanques torre · c1 blanques alfil · e1 blanques rei · f1 blanques alfil · h1 blanques torre | a8 negres torre · c8 negres alfil · d8 negres dama · e8 negres rei · h8 negres torre · a7 negres peó · b7 negres peó · c7 negres peó · d7 negres peó · f7 negres peó · g7 negres peó · h7 negres peó · c6 blanques peó · b4 negres alfil · b3 blanques dama · f3 negres peó · g3 blanques peó · a2 blanques peó · b2 blanques peó · d2 blanques peó · e2 blanques peó · f2 blanques peó · h2 blanques peó · a1 blanques torre · c1 blanques alfil · e1 blanques rei · f1 blanques alfil · h1 blanques torre | 2 |
| 1 | a8 negres torre · c8 negres alfil · d8 negres dama · e8 negres rei · h8 negres torre · a7 negres peó · b7 negres peó · c7 negres peó · d7 negres peó · f7 negres peó · g7 negres peó · h7 negres peó · c6 blanques peó · b4 negres alfil · b3 blanques dama · f3 negres peó · g3 blanques peó · a2 blanques peó · b2 blanques peó · d2 blanques peó · e2 blanques peó · f2 blanques peó · h2 blanques peó · a1 blanques torre · c1 blanques alfil · e1 blanques rei · f1 blanques alfil · h1 blanques torre | a8 negres torre · c8 negres alfil · d8 negres dama · e8 negres rei · h8 negres torre · a7 negres peó · b7 negres peó · c7 negres peó · d7 negres peó · f7 negres peó · g7 negres peó · h7 negres peó · c6 blanques peó · b4 negres alfil · b3 blanques dama · f3 negres peó · g3 blanques peó · a2 blanques peó · b2 blanques peó · d2 blanques peó · e2 blanques peó · f2 blanques peó · h2 blanques peó · a1 blanques torre · c1 blanques alfil · e1 blanques rei · f1 blanques alfil · h1 blanques torre | a8 negres torre · c8 negres alfil · d8 negres dama · e8 negres rei · h8 negres torre · a7 negres peó · b7 negres peó · c7 negres peó · d7 negres peó · f7 negres peó · g7 negres peó · h7 negres peó · c6 blanques peó · b4 negres alfil · b3 blanques dama · f3 negres peó · g3 blanques peó · a2 blanques peó · b2 blanques peó · d2 blanques peó · e2 blanques peó · f2 blanques peó · h2 blanques peó · a1 blanques torre · c1 blanques alfil · e1 blanques rei · f1 blanques alfil · h1 blanques torre | a8 negres torre · c8 negres alfil · d8 negres dama · e8 negres rei · h8 negres torre · a7 negres peó · b7 negres peó · c7 negres peó · d7 negres peó · f7 negres peó · g7 negres peó · h7 negres peó · c6 blanques peó · b4 negres alfil · b3 blanques dama · f3 negres peó · g3 blanques peó · a2 blanques peó · b2 blanques peó · d2 blanques peó · e2 blanques peó · f2 blanques peó · h2 blanques peó · a1 blanques torre · c1 blanques alfil · e1 blanques rei · f1 blanques alfil · h1 blanques torre | a8 negres torre · c8 negres alfil · d8 negres dama · e8 negres rei · h8 negres torre · a7 negres peó · b7 negres peó · c7 negres peó · d7 negres peó · f7 negres peó · g7 negres peó · h7 negres peó · c6 blanques peó · b4 negres alfil · b3 blanques dama · f3 negres peó · g3 blanques peó · a2 blanques peó · b2 blanques peó · d2 blanques peó · e2 blanques peó · f2 blanques peó · h2 blanques peó · a1 blanques torre · c1 blanques alfil · e1 blanques rei · f1 blanques alfil · h1 blanques torre | a8 negres torre · c8 negres alfil · d8 negres dama · e8 negres rei · h8 negres torre · a7 negres peó · b7 negres peó · c7 negres peó · d7 negres peó · f7 negres peó · g7 negres peó · h7 negres peó · c6 blanques peó · b4 negres alfil · b3 blanques dama · f3 negres peó · g3 blanques peó · a2 blanques peó · b2 blanques peó · d2 blanques peó · e2 blanques peó · f2 blanques peó · h2 blanques peó · a1 blanques torre · c1 blanques alfil · e1 blanques rei · f1 blanques alfil · h1 blanques torre | a8 negres torre · c8 negres alfil · d8 negres dama · e8 negres rei · h8 negres torre · a7 negres peó · b7 negres peó · c7 negres peó · d7 negres peó · f7 negres peó · g7 negres peó · h7 negres peó · c6 blanques peó · b4 negres alfil · b3 blanques dama · f3 negres peó · g3 blanques peó · a2 blanques peó · b2 blanques peó · d2 blanques peó · e2 blanques peó · f2 blanques peó · h2 blanques peó · a1 blanques torre · c1 blanques alfil · e1 blanques rei · f1 blanques alfil · h1 blanques torre | a8 negres torre · c8 negres alfil · d8 negres dama · e8 negres rei · h8 negres torre · a7 negres peó · b7 negres peó · c7 negres peó · d7 negres peó · f7 negres peó · g7 negres peó · h7 negres peó · c6 blanques peó · b4 negres alfil · b3 blanques dama · f3 negres peó · g3 blanques peó · a2 blanques peó · b2 blanques peó · d2 blanques peó · e2 blanques peó · f2 blanques peó · h2 blanques peó · a1 blanques torre · c1 blanques alfil · e1 blanques rei · f1 blanques alfil · h1 blanques torre | 1 |
|   | a | b | c | d | e | f | g | h |   |

|   | a | b | c | d | e | f | g | h |   |
| 8 | a7 blanques dama · f7 negres cavall · g7 negres rei · g6 negres peó · e5 negres dama · f5 negres peó · h5 negres peó · f4 blanques torre · h4 blanques peó · b3 negres torre · g3 blanques peó · g2 blanques alfil · h2 blanques rei | a7 blanques dama · f7 negres cavall · g7 negres rei · g6 negres peó · e5 negres dama · f5 negres peó · h5 negres peó · f4 blanques torre · h4 blanques peó · b3 negres torre · g3 blanques peó · g2 blanques alfil · h2 blanques rei | a7 blanques dama · f7 negres cavall · g7 negres rei · g6 negres peó · e5 negres dama · f5 negres peó · h5 negres peó · f4 blanques torre · h4 blanques peó · b3 negres torre · g3 blanques peó · g2 blanques alfil · h2 blanques rei | a7 blanques dama · f7 negres cavall · g7 negres rei · g6 negres peó · e5 negres dama · f5 negres peó · h5 negres peó · f4 blanques torre · h4 blanques peó · b3 negres torre · g3 blanques peó · g2 blanques alfil · h2 blanques rei | a7 blanques dama · f7 negres cavall · g7 negres rei · g6 negres peó · e5 negres dama · f5 negres peó · h5 negres peó · f4 blanques torre · h4 blanques peó · b3 negres torre · g3 blanques peó · g2 blanques alfil · h2 blanques rei | a7 blanques dama · f7 negres cavall · g7 negres rei · g6 negres peó · e5 negres dama · f5 negres peó · h5 negres peó · f4 blanques torre · h4 blanques peó · b3 negres torre · g3 blanques peó · g2 blanques alfil · h2 blanques rei | a7 blanques dama · f7 negres cavall · g7 negres rei · g6 negres peó · e5 negres dama · f5 negres peó · h5 negres peó · f4 blanques torre · h4 blanques peó · b3 negres torre · g3 blanques peó · g2 blanques alfil · h2 blanques rei | a7 blanques dama · f7 negres cavall · g7 negres rei · g6 negres peó · e5 negres dama · f5 negres peó · h5 negres peó · f4 blanques torre · h4 blanques peó · b3 negres torre · g3 blanques peó · g2 blanques alfil · h2 blanques rei | 8 |
| 7 | a7 blanques dama · f7 negres cavall · g7 negres rei · g6 negres peó · e5 negres dama · f5 negres peó · h5 negres peó · f4 blanques torre · h4 blanques peó · b3 negres torre · g3 blanques peó · g2 blanques alfil · h2 blanques rei | a7 blanques dama · f7 negres cavall · g7 negres rei · g6 negres peó · e5 negres dama · f5 negres peó · h5 negres peó · f4 blanques torre · h4 blanques peó · b3 negres torre · g3 blanques peó · g2 blanques alfil · h2 blanques rei | a7 blanques dama · f7 negres cavall · g7 negres rei · g6 negres peó · e5 negres dama · f5 negres peó · h5 negres peó · f4 blanques torre · h4 blanques peó · b3 negres torre · g3 blanques peó · g2 blanques alfil · h2 blanques rei | a7 blanques dama · f7 negres cavall · g7 negres rei · g6 negres peó · e5 negres dama · f5 negres peó · h5 negres peó · f4 blanques torre · h4 blanques peó · b3 negres torre · g3 blanques peó · g2 blanques alfil · h2 blanques rei | a7 blanques dama · f7 negres cavall · g7 negres rei · g6 negres peó · e5 negres dama · f5 negres peó · h5 negres peó · f4 blanques torre · h4 blanques peó · b3 negres torre · g3 blanques peó · g2 blanques alfil · h2 blanques rei | a7 blanques dama · f7 negres cavall · g7 negres rei · g6 negres peó · e5 negres dama · f5 negres peó · h5 negres peó · f4 blanques torre · h4 blanques peó · b3 negres torre · g3 blanques peó · g2 blanques alfil · h2 blanques rei | a7 blanques dama · f7 negres cavall · g7 negres rei · g6 negres peó · e5 negres dama · f5 negres peó · h5 negres peó · f4 blanques torre · h4 blanques peó · b3 negres torre · g3 blanques peó · g2 blanques alfil · h2 blanques rei | a7 blanques dama · f7 negres cavall · g7 negres rei · g6 negres peó · e5 negres dama · f5 negres peó · h5 negres peó · f4 blanques torre · h4 blanques peó · b3 negres torre · g3 blanques peó · g2 blanques alfil · h2 blanques rei | 7 |
| 6 | a7 blanques dama · f7 negres cavall · g7 negres rei · g6 negres peó · e5 negres dama · f5 negres peó · h5 negres peó · f4 blanques torre · h4 blanques peó · b3 negres torre · g3 blanques peó · g2 blanques alfil · h2 blanques rei | a7 blanques dama · f7 negres cavall · g7 negres rei · g6 negres peó · e5 negres dama · f5 negres peó · h5 negres peó · f4 blanques torre · h4 blanques peó · b3 negres torre · g3 blanques peó · g2 blanques alfil · h2 blanques rei | a7 blanques dama · f7 negres cavall · g7 negres rei · g6 negres peó · e5 negres dama · f5 negres peó · h5 negres peó · f4 blanques torre · h4 blanques peó · b3 negres torre · g3 blanques peó · g2 blanques alfil · h2 blanques rei | a7 blanques dama · f7 negres cavall · g7 negres rei · g6 negres peó · e5 negres dama · f5 negres peó · h5 negres peó · f4 blanques torre · h4 blanques peó · b3 negres torre · g3 blanques peó · g2 blanques alfil · h2 blanques rei | a7 blanques dama · f7 negres cavall · g7 negres rei · g6 negres peó · e5 negres dama · f5 negres peó · h5 negres peó · f4 blanques torre · h4 blanques peó · b3 negres torre · g3 blanques peó · g2 blanques alfil · h2 blanques rei | a7 blanques dama · f7 negres cavall · g7 negres rei · g6 negres peó · e5 negres dama · f5 negres peó · h5 negres peó · f4 blanques torre · h4 blanques peó · b3 negres torre · g3 blanques peó · g2 blanques alfil · h2 blanques rei | a7 blanques dama · f7 negres cavall · g7 negres rei · g6 negres peó · e5 negres dama · f5 negres peó · h5 negres peó · f4 blanques torre · h4 blanques peó · b3 negres torre · g3 blanques peó · g2 blanques alfil · h2 blanques rei | a7 blanques dama · f7 negres cavall · g7 negres rei · g6 negres peó · e5 negres dama · f5 negres peó · h5 negres peó · f4 blanques torre · h4 blanques peó · b3 negres torre · g3 blanques peó · g2 blanques alfil · h2 blanques rei | 6 |
| 5 | a7 blanques dama · f7 negres cavall · g7 negres rei · g6 negres peó · e5 negres dama · f5 negres peó · h5 negres peó · f4 blanques torre · h4 blanques peó · b3 negres torre · g3 blanques peó · g2 blanques alfil · h2 blanques rei | a7 blanques dama · f7 negres cavall · g7 negres rei · g6 negres peó · e5 negres dama · f5 negres peó · h5 negres peó · f4 blanques torre · h4 blanques peó · b3 negres torre · g3 blanques peó · g2 blanques alfil · h2 blanques rei | a7 blanques dama · f7 negres cavall · g7 negres rei · g6 negres peó · e5 negres dama · f5 negres peó · h5 negres peó · f4 blanques torre · h4 blanques peó · b3 negres torre · g3 blanques peó · g2 blanques alfil · h2 blanques rei | a7 blanques dama · f7 negres cavall · g7 negres rei · g6 negres peó · e5 negres dama · f5 negres peó · h5 negres peó · f4 blanques torre · h4 blanques peó · b3 negres torre · g3 blanques peó · g2 blanques alfil · h2 blanques rei | a7 blanques dama · f7 negres cavall · g7 negres rei · g6 negres peó · e5 negres dama · f5 negres peó · h5 negres peó · f4 blanques torre · h4 blanques peó · b3 negres torre · g3 blanques peó · g2 blanques alfil · h2 blanques rei | a7 blanques dama · f7 negres cavall · g7 negres rei · g6 negres peó · e5 negres dama · f5 negres peó · h5 negres peó · f4 blanques torre · h4 blanques peó · b3 negres torre · g3 blanques peó · g2 blanques alfil · h2 blanques rei | a7 blanques dama · f7 negres cavall · g7 negres rei · g6 negres peó · e5 negres dama · f5 negres peó · h5 negres peó · f4 blanques torre · h4 blanques peó · b3 negres torre · g3 blanques peó · g2 blanques alfil · h2 blanques rei | a7 blanques dama · f7 negres cavall · g7 negres rei · g6 negres peó · e5 negres dama · f5 negres peó · h5 negres peó · f4 blanques torre · h4 blanques peó · b3 negres torre · g3 blanques peó · g2 blanques alfil · h2 blanques rei | 5 |
| 4 | a7 blanques dama · f7 negres cavall · g7 negres rei · g6 negres peó · e5 negres dama · f5 negres peó · h5 negres peó · f4 blanques torre · h4 blanques peó · b3 negres torre · g3 blanques peó · g2 blanques alfil · h2 blanques rei | a7 blanques dama · f7 negres cavall · g7 negres rei · g6 negres peó · e5 negres dama · f5 negres peó · h5 negres peó · f4 blanques torre · h4 blanques peó · b3 negres torre · g3 blanques peó · g2 blanques alfil · h2 blanques rei | a7 blanques dama · f7 negres cavall · g7 negres rei · g6 negres peó · e5 negres dama · f5 negres peó · h5 negres peó · f4 blanques torre · h4 blanques peó · b3 negres torre · g3 blanques peó · g2 blanques alfil · h2 blanques rei | a7 blanques dama · f7 negres cavall · g7 negres rei · g6 negres peó · e5 negres dama · f5 negres peó · h5 negres peó · f4 blanques torre · h4 blanques peó · b3 negres torre · g3 blanques peó · g2 blanques alfil · h2 blanques rei | a7 blanques dama · f7 negres cavall · g7 negres rei · g6 negres peó · e5 negres dama · f5 negres peó · h5 negres peó · f4 blanques torre · h4 blanques peó · b3 negres torre · g3 blanques peó · g2 blanques alfil · h2 blanques rei | a7 blanques dama · f7 negres cavall · g7 negres rei · g6 negres peó · e5 negres dama · f5 negres peó · h5 negres peó · f4 blanques torre · h4 blanques peó · b3 negres torre · g3 blanques peó · g2 blanques alfil · h2 blanques rei | a7 blanques dama · f7 negres cavall · g7 negres rei · g6 negres peó · e5 negres dama · f5 negres peó · h5 negres peó · f4 blanques torre · h4 blanques peó · b3 negres torre · g3 blanques peó · g2 blanques alfil · h2 blanques rei | a7 blanques dama · f7 negres cavall · g7 negres rei · g6 negres peó · e5 negres dama · f5 negres peó · h5 negres peó · f4 blanques torre · h4 blanques peó · b3 negres torre · g3 blanques peó · g2 blanques alfil · h2 blanques rei | 4 |
| 3 | a7 blanques dama · f7 negres cavall · g7 negres rei · g6 negres peó · e5 negres dama · f5 negres peó · h5 negres peó · f4 blanques torre · h4 blanques peó · b3 negres torre · g3 blanques peó · g2 blanques alfil · h2 blanques rei | a7 blanques dama · f7 negres cavall · g7 negres rei · g6 negres peó · e5 negres dama · f5 negres peó · h5 negres peó · f4 blanques torre · h4 blanques peó · b3 negres torre · g3 blanques peó · g2 blanques alfil · h2 blanques rei | a7 blanques dama · f7 negres cavall · g7 negres rei · g6 negres peó · e5 negres dama · f5 negres peó · h5 negres peó · f4 blanques torre · h4 blanques peó · b3 negres torre · g3 blanques peó · g2 blanques alfil · h2 blanques rei | a7 blanques dama · f7 negres cavall · g7 negres rei · g6 negres peó · e5 negres dama · f5 negres peó · h5 negres peó · f4 blanques torre · h4 blanques peó · b3 negres torre · g3 blanques peó · g2 blanques alfil · h2 blanques rei | a7 blanques dama · f7 negres cavall · g7 negres rei · g6 negres peó · e5 negres dama · f5 negres peó · h5 negres peó · f4 blanques torre · h4 blanques peó · b3 negres torre · g3 blanques peó · g2 blanques alfil · h2 blanques rei | a7 blanques dama · f7 negres cavall · g7 negres rei · g6 negres peó · e5 negres dama · f5 negres peó · h5 negres peó · f4 blanques torre · h4 blanques peó · b3 negres torre · g3 blanques peó · g2 blanques alfil · h2 blanques rei | a7 blanques dama · f7 negres cavall · g7 negres rei · g6 negres peó · e5 negres dama · f5 negres peó · h5 negres peó · f4 blanques torre · h4 blanques peó · b3 negres torre · g3 blanques peó · g2 blanques alfil · h2 blanques rei | a7 blanques dama · f7 negres cavall · g7 negres rei · g6 negres peó · e5 negres dama · f5 negres peó · h5 negres peó · f4 blanques torre · h4 blanques peó · b3 negres torre · g3 blanques peó · g2 blanques alfil · h2 blanques rei | 3 |
| 2 | a7 blanques dama · f7 negres cavall · g7 negres rei · g6 negres peó · e5 negres dama · f5 negres peó · h5 negres peó · f4 blanques torre · h4 blanques peó · b3 negres torre · g3 blanques peó · g2 blanques alfil · h2 blanques rei | a7 blanques dama · f7 negres cavall · g7 negres rei · g6 negres peó · e5 negres dama · f5 negres peó · h5 negres peó · f4 blanques torre · h4 blanques peó · b3 negres torre · g3 blanques peó · g2 blanques alfil · h2 blanques rei | a7 blanques dama · f7 negres cavall · g7 negres rei · g6 negres peó · e5 negres dama · f5 negres peó · h5 negres peó · f4 blanques torre · h4 blanques peó · b3 negres torre · g3 blanques peó · g2 blanques alfil · h2 blanques rei | a7 blanques dama · f7 negres cavall · g7 negres rei · g6 negres peó · e5 negres dama · f5 negres peó · h5 negres peó · f4 blanques torre · h4 blanques peó · b3 negres torre · g3 blanques peó · g2 blanques alfil · h2 blanques rei | a7 blanques dama · f7 negres cavall · g7 negres rei · g6 negres peó · e5 negres dama · f5 negres peó · h5 negres peó · f4 blanques torre · h4 blanques peó · b3 negres torre · g3 blanques peó · g2 blanques alfil · h2 blanques rei | a7 blanques dama · f7 negres cavall · g7 negres rei · g6 negres peó · e5 negres dama · f5 negres peó · h5 negres peó · f4 blanques torre · h4 blanques peó · b3 negres torre · g3 blanques peó · g2 blanques alfil · h2 blanques rei | a7 blanques dama · f7 negres cavall · g7 negres rei · g6 negres peó · e5 negres dama · f5 negres peó · h5 negres peó · f4 blanques torre · h4 blanques peó · b3 negres torre · g3 blanques peó · g2 blanques alfil · h2 blanques rei | a7 blanques dama · f7 negres cavall · g7 negres rei · g6 negres peó · e5 negres dama · f5 negres peó · h5 negres peó · f4 blanques torre · h4 blanques peó · b3 negres torre · g3 blanques peó · g2 blanques alfil · h2 blanques rei | 2 |
| 1 | a7 blanques dama · f7 negres cavall · g7 negres rei · g6 negres peó · e5 negres dama · f5 negres peó · h5 negres peó · f4 blanques torre · h4 blanques peó · b3 negres torre · g3 blanques peó · g2 blanques alfil · h2 blanques rei | a7 blanques dama · f7 negres cavall · g7 negres rei · g6 negres peó · e5 negres dama · f5 negres peó · h5 negres peó · f4 blanques torre · h4 blanques peó · b3 negres torre · g3 blanques peó · g2 blanques alfil · h2 blanques rei | a7 blanques dama · f7 negres cavall · g7 negres rei · g6 negres peó · e5 negres dama · f5 negres peó · h5 negres peó · f4 blanques torre · h4 blanques peó · b3 negres torre · g3 blanques peó · g2 blanques alfil · h2 blanques rei | a7 blanques dama · f7 negres cavall · g7 negres rei · g6 negres peó · e5 negres dama · f5 negres peó · h5 negres peó · f4 blanques torre · h4 blanques peó · b3 negres torre · g3 blanques peó · g2 blanques alfil · h2 blanques rei | a7 blanques dama · f7 negres cavall · g7 negres rei · g6 negres peó · e5 negres dama · f5 negres peó · h5 negres peó · f4 blanques torre · h4 blanques peó · b3 negres torre · g3 blanques peó · g2 blanques alfil · h2 blanques rei | a7 blanques dama · f7 negres cavall · g7 negres rei · g6 negres peó · e5 negres dama · f5 negres peó · h5 negres peó · f4 blanques torre · h4 blanques peó · b3 negres torre · g3 blanques peó · g2 blanques alfil · h2 blanques rei | a7 blanques dama · f7 negres cavall · g7 negres rei · g6 negres peó · e5 negres dama · f5 negres peó · h5 negres peó · f4 blanques torre · h4 blanques peó · b3 negres torre · g3 blanques peó · g2 blanques alfil · h2 blanques rei | a7 blanques dama · f7 negres cavall · g7 negres rei · g6 negres peó · e5 negres dama · f5 negres peó · h5 negres peó · f4 blanques torre · h4 blanques peó · b3 negres torre · g3 blanques peó · g2 blanques alfil · h2 blanques rei | 1 |
|   | a | b | c | d | e | f | g | h |   |

La posició de l'esquerra sorgeix a partir d'una obertura anglesa a la famosa miniatura Petrossian-Ree, Wijk aan Zee 1971 després de 1.c4 e5 2.Cc3 Cf6 3.Cf3 Cc6 4.g3 Ab4 5.Cd5 Cxd5 6.cxd5 e4?? 7.dxc6 exf3 8.Db3! L'autor Iakov Neishtadt indica que la partida és un exemple de "raigs-X". Les negres es van rendir perquè els raigs-X de la dama blanca sobre el seu peó de b7, a través de l'alfil negre de b4, guanyen una peça després de, per exemple, 8...a5 (o 8...De7) 9.a3 Ac5 10.cxb7.
Tots els exemples anteriors impliquen un atac latent al llarg d'una columna o fila. Però també s'empra el concepte de raigs-X quan es produeixen en una diagonal. La posició de la dreta va sorgir a la partida Dorfman-Tseshkovsky, 46è Campionat de l'URSS Tbilisi 1978. Cafferty i Taimànov escriuen que, "Les negres poden aprofitar els raigs-X de la seva dama sobre el rei rival per trencar les defenses de les blanques". Les negres van explotar els raigs-X al llarg de la diagonal b8-h2 i van guanyar ràpidament després de 48...g5! 49.hxg5 h4! amb atac decisiu. La partida va acabar 50.g6 Rxg6 51.Da6+ Rg5 52.gxh4+ Rxf4 53.Dc4+ Re3+ 54.Rh3 Rf2+ 55.Dxb3 Cxg5+! i les blanques van abandonar, davant de 56.hxg5 Dh8#.
|   | a | b | c | d | e | f | g | h |   |
| 8 | a8 negres dama · d8 negres torre · g8 negres rei · f7 negres peó · g7 negres peó · h7 negres peó · a5 negres peó · d5 negres torre · h4 blanques dama · h3 blanques peó · d2 blanques torre · f2 blanques peó · g2 blanques peó · d1 blanques torre · g1 blanques rei | a8 negres dama · d8 negres torre · g8 negres rei · f7 negres peó · g7 negres peó · h7 negres peó · a5 negres peó · d5 negres torre · h4 blanques dama · h3 blanques peó · d2 blanques torre · f2 blanques peó · g2 blanques peó · d1 blanques torre · g1 blanques rei | a8 negres dama · d8 negres torre · g8 negres rei · f7 negres peó · g7 negres peó · h7 negres peó · a5 negres peó · d5 negres torre · h4 blanques dama · h3 blanques peó · d2 blanques torre · f2 blanques peó · g2 blanques peó · d1 blanques torre · g1 blanques rei | a8 negres dama · d8 negres torre · g8 negres rei · f7 negres peó · g7 negres peó · h7 negres peó · a5 negres peó · d5 negres torre · h4 blanques dama · h3 blanques peó · d2 blanques torre · f2 blanques peó · g2 blanques peó · d1 blanques torre · g1 blanques rei | a8 negres dama · d8 negres torre · g8 negres rei · f7 negres peó · g7 negres peó · h7 negres peó · a5 negres peó · d5 negres torre · h4 blanques dama · h3 blanques peó · d2 blanques torre · f2 blanques peó · g2 blanques peó · d1 blanques torre · g1 blanques rei | a8 negres dama · d8 negres torre · g8 negres rei · f7 negres peó · g7 negres peó · h7 negres peó · a5 negres peó · d5 negres torre · h4 blanques dama · h3 blanques peó · d2 blanques torre · f2 blanques peó · g2 blanques peó · d1 blanques torre · g1 blanques rei | a8 negres dama · d8 negres torre · g8 negres rei · f7 negres peó · g7 negres peó · h7 negres peó · a5 negres peó · d5 negres torre · h4 blanques dama · h3 blanques peó · d2 blanques torre · f2 blanques peó · g2 blanques peó · d1 blanques torre · g1 blanques rei | a8 negres dama · d8 negres torre · g8 negres rei · f7 negres peó · g7 negres peó · h7 negres peó · a5 negres peó · d5 negres torre · h4 blanques dama · h3 blanques peó · d2 blanques torre · f2 blanques peó · g2 blanques peó · d1 blanques torre · g1 blanques rei | 8 |
| 7 | a8 negres dama · d8 negres torre · g8 negres rei · f7 negres peó · g7 negres peó · h7 negres peó · a5 negres peó · d5 negres torre · h4 blanques dama · h3 blanques peó · d2 blanques torre · f2 blanques peó · g2 blanques peó · d1 blanques torre · g1 blanques rei | a8 negres dama · d8 negres torre · g8 negres rei · f7 negres peó · g7 negres peó · h7 negres peó · a5 negres peó · d5 negres torre · h4 blanques dama · h3 blanques peó · d2 blanques torre · f2 blanques peó · g2 blanques peó · d1 blanques torre · g1 blanques rei | a8 negres dama · d8 negres torre · g8 negres rei · f7 negres peó · g7 negres peó · h7 negres peó · a5 negres peó · d5 negres torre · h4 blanques dama · h3 blanques peó · d2 blanques torre · f2 blanques peó · g2 blanques peó · d1 blanques torre · g1 blanques rei | a8 negres dama · d8 negres torre · g8 negres rei · f7 negres peó · g7 negres peó · h7 negres peó · a5 negres peó · d5 negres torre · h4 blanques dama · h3 blanques peó · d2 blanques torre · f2 blanques peó · g2 blanques peó · d1 blanques torre · g1 blanques rei | a8 negres dama · d8 negres torre · g8 negres rei · f7 negres peó · g7 negres peó · h7 negres peó · a5 negres peó · d5 negres torre · h4 blanques dama · h3 blanques peó · d2 blanques torre · f2 blanques peó · g2 blanques peó · d1 blanques torre · g1 blanques rei | a8 negres dama · d8 negres torre · g8 negres rei · f7 negres peó · g7 negres peó · h7 negres peó · a5 negres peó · d5 negres torre · h4 blanques dama · h3 blanques peó · d2 blanques torre · f2 blanques peó · g2 blanques peó · d1 blanques torre · g1 blanques rei | a8 negres dama · d8 negres torre · g8 negres rei · f7 negres peó · g7 negres peó · h7 negres peó · a5 negres peó · d5 negres torre · h4 blanques dama · h3 blanques peó · d2 blanques torre · f2 blanques peó · g2 blanques peó · d1 blanques torre · g1 blanques rei | a8 negres dama · d8 negres torre · g8 negres rei · f7 negres peó · g7 negres peó · h7 negres peó · a5 negres peó · d5 negres torre · h4 blanques dama · h3 blanques peó · d2 blanques torre · f2 blanques peó · g2 blanques peó · d1 blanques torre · g1 blanques rei | 7 |
| 6 | a8 negres dama · d8 negres torre · g8 negres rei · f7 negres peó · g7 negres peó · h7 negres peó · a5 negres peó · d5 negres torre · h4 blanques dama · h3 blanques peó · d2 blanques torre · f2 blanques peó · g2 blanques peó · d1 blanques torre · g1 blanques rei | a8 negres dama · d8 negres torre · g8 negres rei · f7 negres peó · g7 negres peó · h7 negres peó · a5 negres peó · d5 negres torre · h4 blanques dama · h3 blanques peó · d2 blanques torre · f2 blanques peó · g2 blanques peó · d1 blanques torre · g1 blanques rei | a8 negres dama · d8 negres torre · g8 negres rei · f7 negres peó · g7 negres peó · h7 negres peó · a5 negres peó · d5 negres torre · h4 blanques dama · h3 blanques peó · d2 blanques torre · f2 blanques peó · g2 blanques peó · d1 blanques torre · g1 blanques rei | a8 negres dama · d8 negres torre · g8 negres rei · f7 negres peó · g7 negres peó · h7 negres peó · a5 negres peó · d5 negres torre · h4 blanques dama · h3 blanques peó · d2 blanques torre · f2 blanques peó · g2 blanques peó · d1 blanques torre · g1 blanques rei | a8 negres dama · d8 negres torre · g8 negres rei · f7 negres peó · g7 negres peó · h7 negres peó · a5 negres peó · d5 negres torre · h4 blanques dama · h3 blanques peó · d2 blanques torre · f2 blanques peó · g2 blanques peó · d1 blanques torre · g1 blanques rei | a8 negres dama · d8 negres torre · g8 negres rei · f7 negres peó · g7 negres peó · h7 negres peó · a5 negres peó · d5 negres torre · h4 blanques dama · h3 blanques peó · d2 blanques torre · f2 blanques peó · g2 blanques peó · d1 blanques torre · g1 blanques rei | a8 negres dama · d8 negres torre · g8 negres rei · f7 negres peó · g7 negres peó · h7 negres peó · a5 negres peó · d5 negres torre · h4 blanques dama · h3 blanques peó · d2 blanques torre · f2 blanques peó · g2 blanques peó · d1 blanques torre · g1 blanques rei | a8 negres dama · d8 negres torre · g8 negres rei · f7 negres peó · g7 negres peó · h7 negres peó · a5 negres peó · d5 negres torre · h4 blanques dama · h3 blanques peó · d2 blanques torre · f2 blanques peó · g2 blanques peó · d1 blanques torre · g1 blanques rei | 6 |
| 5 | a8 negres dama · d8 negres torre · g8 negres rei · f7 negres peó · g7 negres peó · h7 negres peó · a5 negres peó · d5 negres torre · h4 blanques dama · h3 blanques peó · d2 blanques torre · f2 blanques peó · g2 blanques peó · d1 blanques torre · g1 blanques rei | a8 negres dama · d8 negres torre · g8 negres rei · f7 negres peó · g7 negres peó · h7 negres peó · a5 negres peó · d5 negres torre · h4 blanques dama · h3 blanques peó · d2 blanques torre · f2 blanques peó · g2 blanques peó · d1 blanques torre · g1 blanques rei | a8 negres dama · d8 negres torre · g8 negres rei · f7 negres peó · g7 negres peó · h7 negres peó · a5 negres peó · d5 negres torre · h4 blanques dama · h3 blanques peó · d2 blanques torre · f2 blanques peó · g2 blanques peó · d1 blanques torre · g1 blanques rei | a8 negres dama · d8 negres torre · g8 negres rei · f7 negres peó · g7 negres peó · h7 negres peó · a5 negres peó · d5 negres torre · h4 blanques dama · h3 blanques peó · d2 blanques torre · f2 blanques peó · g2 blanques peó · d1 blanques torre · g1 blanques rei | a8 negres dama · d8 negres torre · g8 negres rei · f7 negres peó · g7 negres peó · h7 negres peó · a5 negres peó · d5 negres torre · h4 blanques dama · h3 blanques peó · d2 blanques torre · f2 blanques peó · g2 blanques peó · d1 blanques torre · g1 blanques rei | a8 negres dama · d8 negres torre · g8 negres rei · f7 negres peó · g7 negres peó · h7 negres peó · a5 negres peó · d5 negres torre · h4 blanques dama · h3 blanques peó · d2 blanques torre · f2 blanques peó · g2 blanques peó · d1 blanques torre · g1 blanques rei | a8 negres dama · d8 negres torre · g8 negres rei · f7 negres peó · g7 negres peó · h7 negres peó · a5 negres peó · d5 negres torre · h4 blanques dama · h3 blanques peó · d2 blanques torre · f2 blanques peó · g2 blanques peó · d1 blanques torre · g1 blanques rei | a8 negres dama · d8 negres torre · g8 negres rei · f7 negres peó · g7 negres peó · h7 negres peó · a5 negres peó · d5 negres torre · h4 blanques dama · h3 blanques peó · d2 blanques torre · f2 blanques peó · g2 blanques peó · d1 blanques torre · g1 blanques rei | 5 |
| 4 | a8 negres dama · d8 negres torre · g8 negres rei · f7 negres peó · g7 negres peó · h7 negres peó · a5 negres peó · d5 negres torre · h4 blanques dama · h3 blanques peó · d2 blanques torre · f2 blanques peó · g2 blanques peó · d1 blanques torre · g1 blanques rei | a8 negres dama · d8 negres torre · g8 negres rei · f7 negres peó · g7 negres peó · h7 negres peó · a5 negres peó · d5 negres torre · h4 blanques dama · h3 blanques peó · d2 blanques torre · f2 blanques peó · g2 blanques peó · d1 blanques torre · g1 blanques rei | a8 negres dama · d8 negres torre · g8 negres rei · f7 negres peó · g7 negres peó · h7 negres peó · a5 negres peó · d5 negres torre · h4 blanques dama · h3 blanques peó · d2 blanques torre · f2 blanques peó · g2 blanques peó · d1 blanques torre · g1 blanques rei | a8 negres dama · d8 negres torre · g8 negres rei · f7 negres peó · g7 negres peó · h7 negres peó · a5 negres peó · d5 negres torre · h4 blanques dama · h3 blanques peó · d2 blanques torre · f2 blanques peó · g2 blanques peó · d1 blanques torre · g1 blanques rei | a8 negres dama · d8 negres torre · g8 negres rei · f7 negres peó · g7 negres peó · h7 negres peó · a5 negres peó · d5 negres torre · h4 blanques dama · h3 blanques peó · d2 blanques torre · f2 blanques peó · g2 blanques peó · d1 blanques torre · g1 blanques rei | a8 negres dama · d8 negres torre · g8 negres rei · f7 negres peó · g7 negres peó · h7 negres peó · a5 negres peó · d5 negres torre · h4 blanques dama · h3 blanques peó · d2 blanques torre · f2 blanques peó · g2 blanques peó · d1 blanques torre · g1 blanques rei | a8 negres dama · d8 negres torre · g8 negres rei · f7 negres peó · g7 negres peó · h7 negres peó · a5 negres peó · d5 negres torre · h4 blanques dama · h3 blanques peó · d2 blanques torre · f2 blanques peó · g2 blanques peó · d1 blanques torre · g1 blanques rei | a8 negres dama · d8 negres torre · g8 negres rei · f7 negres peó · g7 negres peó · h7 negres peó · a5 negres peó · d5 negres torre · h4 blanques dama · h3 blanques peó · d2 blanques torre · f2 blanques peó · g2 blanques peó · d1 blanques torre · g1 blanques rei | 4 |
| 3 | a8 negres dama · d8 negres torre · g8 negres rei · f7 negres peó · g7 negres peó · h7 negres peó · a5 negres peó · d5 negres torre · h4 blanques dama · h3 blanques peó · d2 blanques torre · f2 blanques peó · g2 blanques peó · d1 blanques torre · g1 blanques rei | a8 negres dama · d8 negres torre · g8 negres rei · f7 negres peó · g7 negres peó · h7 negres peó · a5 negres peó · d5 negres torre · h4 blanques dama · h3 blanques peó · d2 blanques torre · f2 blanques peó · g2 blanques peó · d1 blanques torre · g1 blanques rei | a8 negres dama · d8 negres torre · g8 negres rei · f7 negres peó · g7 negres peó · h7 negres peó · a5 negres peó · d5 negres torre · h4 blanques dama · h3 blanques peó · d2 blanques torre · f2 blanques peó · g2 blanques peó · d1 blanques torre · g1 blanques rei | a8 negres dama · d8 negres torre · g8 negres rei · f7 negres peó · g7 negres peó · h7 negres peó · a5 negres peó · d5 negres torre · h4 blanques dama · h3 blanques peó · d2 blanques torre · f2 blanques peó · g2 blanques peó · d1 blanques torre · g1 blanques rei | a8 negres dama · d8 negres torre · g8 negres rei · f7 negres peó · g7 negres peó · h7 negres peó · a5 negres peó · d5 negres torre · h4 blanques dama · h3 blanques peó · d2 blanques torre · f2 blanques peó · g2 blanques peó · d1 blanques torre · g1 blanques rei | a8 negres dama · d8 negres torre · g8 negres rei · f7 negres peó · g7 negres peó · h7 negres peó · a5 negres peó · d5 negres torre · h4 blanques dama · h3 blanques peó · d2 blanques torre · f2 blanques peó · g2 blanques peó · d1 blanques torre · g1 blanques rei | a8 negres dama · d8 negres torre · g8 negres rei · f7 negres peó · g7 negres peó · h7 negres peó · a5 negres peó · d5 negres torre · h4 blanques dama · h3 blanques peó · d2 blanques torre · f2 blanques peó · g2 blanques peó · d1 blanques torre · g1 blanques rei | a8 negres dama · d8 negres torre · g8 negres rei · f7 negres peó · g7 negres peó · h7 negres peó · a5 negres peó · d5 negres torre · h4 blanques dama · h3 blanques peó · d2 blanques torre · f2 blanques peó · g2 blanques peó · d1 blanques torre · g1 blanques rei | 3 |
| 2 | a8 negres dama · d8 negres torre · g8 negres rei · f7 negres peó · g7 negres peó · h7 negres peó · a5 negres peó · d5 negres torre · h4 blanques dama · h3 blanques peó · d2 blanques torre · f2 blanques peó · g2 blanques peó · d1 blanques torre · g1 blanques rei | a8 negres dama · d8 negres torre · g8 negres rei · f7 negres peó · g7 negres peó · h7 negres peó · a5 negres peó · d5 negres torre · h4 blanques dama · h3 blanques peó · d2 blanques torre · f2 blanques peó · g2 blanques peó · d1 blanques torre · g1 blanques rei | a8 negres dama · d8 negres torre · g8 negres rei · f7 negres peó · g7 negres peó · h7 negres peó · a5 negres peó · d5 negres torre · h4 blanques dama · h3 blanques peó · d2 blanques torre · f2 blanques peó · g2 blanques peó · d1 blanques torre · g1 blanques rei | a8 negres dama · d8 negres torre · g8 negres rei · f7 negres peó · g7 negres peó · h7 negres peó · a5 negres peó · d5 negres torre · h4 blanques dama · h3 blanques peó · d2 blanques torre · f2 blanques peó · g2 blanques peó · d1 blanques torre · g1 blanques rei | a8 negres dama · d8 negres torre · g8 negres rei · f7 negres peó · g7 negres peó · h7 negres peó · a5 negres peó · d5 negres torre · h4 blanques dama · h3 blanques peó · d2 blanques torre · f2 blanques peó · g2 blanques peó · d1 blanques torre · g1 blanques rei | a8 negres dama · d8 negres torre · g8 negres rei · f7 negres peó · g7 negres peó · h7 negres peó · a5 negres peó · d5 negres torre · h4 blanques dama · h3 blanques peó · d2 blanques torre · f2 blanques peó · g2 blanques peó · d1 blanques torre · g1 blanques rei | a8 negres dama · d8 negres torre · g8 negres rei · f7 negres peó · g7 negres peó · h7 negres peó · a5 negres peó · d5 negres torre · h4 blanques dama · h3 blanques peó · d2 blanques torre · f2 blanques peó · g2 blanques peó · d1 blanques torre · g1 blanques rei | a8 negres dama · d8 negres torre · g8 negres rei · f7 negres peó · g7 negres peó · h7 negres peó · a5 negres peó · d5 negres torre · h4 blanques dama · h3 blanques peó · d2 blanques torre · f2 blanques peó · g2 blanques peó · d1 blanques torre · g1 blanques rei | 2 |
| 1 | a8 negres dama · d8 negres torre · g8 negres rei · f7 negres peó · g7 negres peó · h7 negres peó · a5 negres peó · d5 negres torre · h4 blanques dama · h3 blanques peó · d2 blanques torre · f2 blanques peó · g2 blanques peó · d1 blanques torre · g1 blanques rei | a8 negres dama · d8 negres torre · g8 negres rei · f7 negres peó · g7 negres peó · h7 negres peó · a5 negres peó · d5 negres torre · h4 blanques dama · h3 blanques peó · d2 blanques torre · f2 blanques peó · g2 blanques peó · d1 blanques torre · g1 blanques rei | a8 negres dama · d8 negres torre · g8 negres rei · f7 negres peó · g7 negres peó · h7 negres peó · a5 negres peó · d5 negres torre · h4 blanques dama · h3 blanques peó · d2 blanques torre · f2 blanques peó · g2 blanques peó · d1 blanques torre · g1 blanques rei | a8 negres dama · d8 negres torre · g8 negres rei · f7 negres peó · g7 negres peó · h7 negres peó · a5 negres peó · d5 negres torre · h4 blanques dama · h3 blanques peó · d2 blanques torre · f2 blanques peó · g2 blanques peó · d1 blanques torre · g1 blanques rei | a8 negres dama · d8 negres torre · g8 negres rei · f7 negres peó · g7 negres peó · h7 negres peó · a5 negres peó · d5 negres torre · h4 blanques dama · h3 blanques peó · d2 blanques torre · f2 blanques peó · g2 blanques peó · d1 blanques torre · g1 blanques rei | a8 negres dama · d8 negres torre · g8 negres rei · f7 negres peó · g7 negres peó · h7 negres peó · a5 negres peó · d5 negres torre · h4 blanques dama · h3 blanques peó · d2 blanques torre · f2 blanques peó · g2 blanques peó · d1 blanques torre · g1 blanques rei | a8 negres dama · d8 negres torre · g8 negres rei · f7 negres peó · g7 negres peó · h7 negres peó · a5 negres peó · d5 negres torre · h4 blanques dama · h3 blanques peó · d2 blanques torre · f2 blanques peó · g2 blanques peó · d1 blanques torre · g1 blanques rei | a8 negres dama · d8 negres torre · g8 negres rei · f7 negres peó · g7 negres peó · h7 negres peó · a5 negres peó · d5 negres torre · h4 blanques dama · h3 blanques peó · d2 blanques torre · f2 blanques peó · g2 blanques peó · d1 blanques torre · g1 blanques rei | 1 |
|   | a | b | c | d | e | f | g | h |   |

|   | a | b | c | d | e | f | g | h |   |
| 8 | g8 negres rei · b7 negres peó · f7 negres peó · g7 negres peó · h7 negres peó · e6 negres peó · f6 negres cavall · c5 blanques cavall · d5 negres alfil · g4 blanques peó · c3 blanques peó · e3 blanques peó · f3 blanques alfil · g3 blanques rei · h3 blanques peó · f2 blanques peó | g8 negres rei · b7 negres peó · f7 negres peó · g7 negres peó · h7 negres peó · e6 negres peó · f6 negres cavall · c5 blanques cavall · d5 negres alfil · g4 blanques peó · c3 blanques peó · e3 blanques peó · f3 blanques alfil · g3 blanques rei · h3 blanques peó · f2 blanques peó | g8 negres rei · b7 negres peó · f7 negres peó · g7 negres peó · h7 negres peó · e6 negres peó · f6 negres cavall · c5 blanques cavall · d5 negres alfil · g4 blanques peó · c3 blanques peó · e3 blanques peó · f3 blanques alfil · g3 blanques rei · h3 blanques peó · f2 blanques peó | g8 negres rei · b7 negres peó · f7 negres peó · g7 negres peó · h7 negres peó · e6 negres peó · f6 negres cavall · c5 blanques cavall · d5 negres alfil · g4 blanques peó · c3 blanques peó · e3 blanques peó · f3 blanques alfil · g3 blanques rei · h3 blanques peó · f2 blanques peó | g8 negres rei · b7 negres peó · f7 negres peó · g7 negres peó · h7 negres peó · e6 negres peó · f6 negres cavall · c5 blanques cavall · d5 negres alfil · g4 blanques peó · c3 blanques peó · e3 blanques peó · f3 blanques alfil · g3 blanques rei · h3 blanques peó · f2 blanques peó | g8 negres rei · b7 negres peó · f7 negres peó · g7 negres peó · h7 negres peó · e6 negres peó · f6 negres cavall · c5 blanques cavall · d5 negres alfil · g4 blanques peó · c3 blanques peó · e3 blanques peó · f3 blanques alfil · g3 blanques rei · h3 blanques peó · f2 blanques peó | g8 negres rei · b7 negres peó · f7 negres peó · g7 negres peó · h7 negres peó · e6 negres peó · f6 negres cavall · c5 blanques cavall · d5 negres alfil · g4 blanques peó · c3 blanques peó · e3 blanques peó · f3 blanques alfil · g3 blanques rei · h3 blanques peó · f2 blanques peó | g8 negres rei · b7 negres peó · f7 negres peó · g7 negres peó · h7 negres peó · e6 negres peó · f6 negres cavall · c5 blanques cavall · d5 negres alfil · g4 blanques peó · c3 blanques peó · e3 blanques peó · f3 blanques alfil · g3 blanques rei · h3 blanques peó · f2 blanques peó | 8 |
| 7 | g8 negres rei · b7 negres peó · f7 negres peó · g7 negres peó · h7 negres peó · e6 negres peó · f6 negres cavall · c5 blanques cavall · d5 negres alfil · g4 blanques peó · c3 blanques peó · e3 blanques peó · f3 blanques alfil · g3 blanques rei · h3 blanques peó · f2 blanques peó | g8 negres rei · b7 negres peó · f7 negres peó · g7 negres peó · h7 negres peó · e6 negres peó · f6 negres cavall · c5 blanques cavall · d5 negres alfil · g4 blanques peó · c3 blanques peó · e3 blanques peó · f3 blanques alfil · g3 blanques rei · h3 blanques peó · f2 blanques peó | g8 negres rei · b7 negres peó · f7 negres peó · g7 negres peó · h7 negres peó · e6 negres peó · f6 negres cavall · c5 blanques cavall · d5 negres alfil · g4 blanques peó · c3 blanques peó · e3 blanques peó · f3 blanques alfil · g3 blanques rei · h3 blanques peó · f2 blanques peó | g8 negres rei · b7 negres peó · f7 negres peó · g7 negres peó · h7 negres peó · e6 negres peó · f6 negres cavall · c5 blanques cavall · d5 negres alfil · g4 blanques peó · c3 blanques peó · e3 blanques peó · f3 blanques alfil · g3 blanques rei · h3 blanques peó · f2 blanques peó | g8 negres rei · b7 negres peó · f7 negres peó · g7 negres peó · h7 negres peó · e6 negres peó · f6 negres cavall · c5 blanques cavall · d5 negres alfil · g4 blanques peó · c3 blanques peó · e3 blanques peó · f3 blanques alfil · g3 blanques rei · h3 blanques peó · f2 blanques peó | g8 negres rei · b7 negres peó · f7 negres peó · g7 negres peó · h7 negres peó · e6 negres peó · f6 negres cavall · c5 blanques cavall · d5 negres alfil · g4 blanques peó · c3 blanques peó · e3 blanques peó · f3 blanques alfil · g3 blanques rei · h3 blanques peó · f2 blanques peó | g8 negres rei · b7 negres peó · f7 negres peó · g7 negres peó · h7 negres peó · e6 negres peó · f6 negres cavall · c5 blanques cavall · d5 negres alfil · g4 blanques peó · c3 blanques peó · e3 blanques peó · f3 blanques alfil · g3 blanques rei · h3 blanques peó · f2 blanques peó | g8 negres rei · b7 negres peó · f7 negres peó · g7 negres peó · h7 negres peó · e6 negres peó · f6 negres cavall · c5 blanques cavall · d5 negres alfil · g4 blanques peó · c3 blanques peó · e3 blanques peó · f3 blanques alfil · g3 blanques rei · h3 blanques peó · f2 blanques peó | 7 |
| 6 | g8 negres rei · b7 negres peó · f7 negres peó · g7 negres peó · h7 negres peó · e6 negres peó · f6 negres cavall · c5 blanques cavall · d5 negres alfil · g4 blanques peó · c3 blanques peó · e3 blanques peó · f3 blanques alfil · g3 blanques rei · h3 blanques peó · f2 blanques peó | g8 negres rei · b7 negres peó · f7 negres peó · g7 negres peó · h7 negres peó · e6 negres peó · f6 negres cavall · c5 blanques cavall · d5 negres alfil · g4 blanques peó · c3 blanques peó · e3 blanques peó · f3 blanques alfil · g3 blanques rei · h3 blanques peó · f2 blanques peó | g8 negres rei · b7 negres peó · f7 negres peó · g7 negres peó · h7 negres peó · e6 negres peó · f6 negres cavall · c5 blanques cavall · d5 negres alfil · g4 blanques peó · c3 blanques peó · e3 blanques peó · f3 blanques alfil · g3 blanques rei · h3 blanques peó · f2 blanques peó | g8 negres rei · b7 negres peó · f7 negres peó · g7 negres peó · h7 negres peó · e6 negres peó · f6 negres cavall · c5 blanques cavall · d5 negres alfil · g4 blanques peó · c3 blanques peó · e3 blanques peó · f3 blanques alfil · g3 blanques rei · h3 blanques peó · f2 blanques peó | g8 negres rei · b7 negres peó · f7 negres peó · g7 negres peó · h7 negres peó · e6 negres peó · f6 negres cavall · c5 blanques cavall · d5 negres alfil · g4 blanques peó · c3 blanques peó · e3 blanques peó · f3 blanques alfil · g3 blanques rei · h3 blanques peó · f2 blanques peó | g8 negres rei · b7 negres peó · f7 negres peó · g7 negres peó · h7 negres peó · e6 negres peó · f6 negres cavall · c5 blanques cavall · d5 negres alfil · g4 blanques peó · c3 blanques peó · e3 blanques peó · f3 blanques alfil · g3 blanques rei · h3 blanques peó · f2 blanques peó | g8 negres rei · b7 negres peó · f7 negres peó · g7 negres peó · h7 negres peó · e6 negres peó · f6 negres cavall · c5 blanques cavall · d5 negres alfil · g4 blanques peó · c3 blanques peó · e3 blanques peó · f3 blanques alfil · g3 blanques rei · h3 blanques peó · f2 blanques peó | g8 negres rei · b7 negres peó · f7 negres peó · g7 negres peó · h7 negres peó · e6 negres peó · f6 negres cavall · c5 blanques cavall · d5 negres alfil · g4 blanques peó · c3 blanques peó · e3 blanques peó · f3 blanques alfil · g3 blanques rei · h3 blanques peó · f2 blanques peó | 6 |
| 5 | g8 negres rei · b7 negres peó · f7 negres peó · g7 negres peó · h7 negres peó · e6 negres peó · f6 negres cavall · c5 blanques cavall · d5 negres alfil · g4 blanques peó · c3 blanques peó · e3 blanques peó · f3 blanques alfil · g3 blanques rei · h3 blanques peó · f2 blanques peó | g8 negres rei · b7 negres peó · f7 negres peó · g7 negres peó · h7 negres peó · e6 negres peó · f6 negres cavall · c5 blanques cavall · d5 negres alfil · g4 blanques peó · c3 blanques peó · e3 blanques peó · f3 blanques alfil · g3 blanques rei · h3 blanques peó · f2 blanques peó | g8 negres rei · b7 negres peó · f7 negres peó · g7 negres peó · h7 negres peó · e6 negres peó · f6 negres cavall · c5 blanques cavall · d5 negres alfil · g4 blanques peó · c3 blanques peó · e3 blanques peó · f3 blanques alfil · g3 blanques rei · h3 blanques peó · f2 blanques peó | g8 negres rei · b7 negres peó · f7 negres peó · g7 negres peó · h7 negres peó · e6 negres peó · f6 negres cavall · c5 blanques cavall · d5 negres alfil · g4 blanques peó · c3 blanques peó · e3 blanques peó · f3 blanques alfil · g3 blanques rei · h3 blanques peó · f2 blanques peó | g8 negres rei · b7 negres peó · f7 negres peó · g7 negres peó · h7 negres peó · e6 negres peó · f6 negres cavall · c5 blanques cavall · d5 negres alfil · g4 blanques peó · c3 blanques peó · e3 blanques peó · f3 blanques alfil · g3 blanques rei · h3 blanques peó · f2 blanques peó | g8 negres rei · b7 negres peó · f7 negres peó · g7 negres peó · h7 negres peó · e6 negres peó · f6 negres cavall · c5 blanques cavall · d5 negres alfil · g4 blanques peó · c3 blanques peó · e3 blanques peó · f3 blanques alfil · g3 blanques rei · h3 blanques peó · f2 blanques peó | g8 negres rei · b7 negres peó · f7 negres peó · g7 negres peó · h7 negres peó · e6 negres peó · f6 negres cavall · c5 blanques cavall · d5 negres alfil · g4 blanques peó · c3 blanques peó · e3 blanques peó · f3 blanques alfil · g3 blanques rei · h3 blanques peó · f2 blanques peó | g8 negres rei · b7 negres peó · f7 negres peó · g7 negres peó · h7 negres peó · e6 negres peó · f6 negres cavall · c5 blanques cavall · d5 negres alfil · g4 blanques peó · c3 blanques peó · e3 blanques peó · f3 blanques alfil · g3 blanques rei · h3 blanques peó · f2 blanques peó | 5 |
| 4 | g8 negres rei · b7 negres peó · f7 negres peó · g7 negres peó · h7 negres peó · e6 negres peó · f6 negres cavall · c5 blanques cavall · d5 negres alfil · g4 blanques peó · c3 blanques peó · e3 blanques peó · f3 blanques alfil · g3 blanques rei · h3 blanques peó · f2 blanques peó | g8 negres rei · b7 negres peó · f7 negres peó · g7 negres peó · h7 negres peó · e6 negres peó · f6 negres cavall · c5 blanques cavall · d5 negres alfil · g4 blanques peó · c3 blanques peó · e3 blanques peó · f3 blanques alfil · g3 blanques rei · h3 blanques peó · f2 blanques peó | g8 negres rei · b7 negres peó · f7 negres peó · g7 negres peó · h7 negres peó · e6 negres peó · f6 negres cavall · c5 blanques cavall · d5 negres alfil · g4 blanques peó · c3 blanques peó · e3 blanques peó · f3 blanques alfil · g3 blanques rei · h3 blanques peó · f2 blanques peó | g8 negres rei · b7 negres peó · f7 negres peó · g7 negres peó · h7 negres peó · e6 negres peó · f6 negres cavall · c5 blanques cavall · d5 negres alfil · g4 blanques peó · c3 blanques peó · e3 blanques peó · f3 blanques alfil · g3 blanques rei · h3 blanques peó · f2 blanques peó | g8 negres rei · b7 negres peó · f7 negres peó · g7 negres peó · h7 negres peó · e6 negres peó · f6 negres cavall · c5 blanques cavall · d5 negres alfil · g4 blanques peó · c3 blanques peó · e3 blanques peó · f3 blanques alfil · g3 blanques rei · h3 blanques peó · f2 blanques peó | g8 negres rei · b7 negres peó · f7 negres peó · g7 negres peó · h7 negres peó · e6 negres peó · f6 negres cavall · c5 blanques cavall · d5 negres alfil · g4 blanques peó · c3 blanques peó · e3 blanques peó · f3 blanques alfil · g3 blanques rei · h3 blanques peó · f2 blanques peó | g8 negres rei · b7 negres peó · f7 negres peó · g7 negres peó · h7 negres peó · e6 negres peó · f6 negres cavall · c5 blanques cavall · d5 negres alfil · g4 blanques peó · c3 blanques peó · e3 blanques peó · f3 blanques alfil · g3 blanques rei · h3 blanques peó · f2 blanques peó | g8 negres rei · b7 negres peó · f7 negres peó · g7 negres peó · h7 negres peó · e6 negres peó · f6 negres cavall · c5 blanques cavall · d5 negres alfil · g4 blanques peó · c3 blanques peó · e3 blanques peó · f3 blanques alfil · g3 blanques rei · h3 blanques peó · f2 blanques peó | 4 |
| 3 | g8 negres rei · b7 negres peó · f7 negres peó · g7 negres peó · h7 negres peó · e6 negres peó · f6 negres cavall · c5 blanques cavall · d5 negres alfil · g4 blanques peó · c3 blanques peó · e3 blanques peó · f3 blanques alfil · g3 blanques rei · h3 blanques peó · f2 blanques peó | g8 negres rei · b7 negres peó · f7 negres peó · g7 negres peó · h7 negres peó · e6 negres peó · f6 negres cavall · c5 blanques cavall · d5 negres alfil · g4 blanques peó · c3 blanques peó · e3 blanques peó · f3 blanques alfil · g3 blanques rei · h3 blanques peó · f2 blanques peó | g8 negres rei · b7 negres peó · f7 negres peó · g7 negres peó · h7 negres peó · e6 negres peó · f6 negres cavall · c5 blanques cavall · d5 negres alfil · g4 blanques peó · c3 blanques peó · e3 blanques peó · f3 blanques alfil · g3 blanques rei · h3 blanques peó · f2 blanques peó | g8 negres rei · b7 negres peó · f7 negres peó · g7 negres peó · h7 negres peó · e6 negres peó · f6 negres cavall · c5 blanques cavall · d5 negres alfil · g4 blanques peó · c3 blanques peó · e3 blanques peó · f3 blanques alfil · g3 blanques rei · h3 blanques peó · f2 blanques peó | g8 negres rei · b7 negres peó · f7 negres peó · g7 negres peó · h7 negres peó · e6 negres peó · f6 negres cavall · c5 blanques cavall · d5 negres alfil · g4 blanques peó · c3 blanques peó · e3 blanques peó · f3 blanques alfil · g3 blanques rei · h3 blanques peó · f2 blanques peó | g8 negres rei · b7 negres peó · f7 negres peó · g7 negres peó · h7 negres peó · e6 negres peó · f6 negres cavall · c5 blanques cavall · d5 negres alfil · g4 blanques peó · c3 blanques peó · e3 blanques peó · f3 blanques alfil · g3 blanques rei · h3 blanques peó · f2 blanques peó | g8 negres rei · b7 negres peó · f7 negres peó · g7 negres peó · h7 negres peó · e6 negres peó · f6 negres cavall · c5 blanques cavall · d5 negres alfil · g4 blanques peó · c3 blanques peó · e3 blanques peó · f3 blanques alfil · g3 blanques rei · h3 blanques peó · f2 blanques peó | g8 negres rei · b7 negres peó · f7 negres peó · g7 negres peó · h7 negres peó · e6 negres peó · f6 negres cavall · c5 blanques cavall · d5 negres alfil · g4 blanques peó · c3 blanques peó · e3 blanques peó · f3 blanques alfil · g3 blanques rei · h3 blanques peó · f2 blanques peó | 3 |
| 2 | g8 negres rei · b7 negres peó · f7 negres peó · g7 negres peó · h7 negres peó · e6 negres peó · f6 negres cavall · c5 blanques cavall · d5 negres alfil · g4 blanques peó · c3 blanques peó · e3 blanques peó · f3 blanques alfil · g3 blanques rei · h3 blanques peó · f2 blanques peó | g8 negres rei · b7 negres peó · f7 negres peó · g7 negres peó · h7 negres peó · e6 negres peó · f6 negres cavall · c5 blanques cavall · d5 negres alfil · g4 blanques peó · c3 blanques peó · e3 blanques peó · f3 blanques alfil · g3 blanques rei · h3 blanques peó · f2 blanques peó | g8 negres rei · b7 negres peó · f7 negres peó · g7 negres peó · h7 negres peó · e6 negres peó · f6 negres cavall · c5 blanques cavall · d5 negres alfil · g4 blanques peó · c3 blanques peó · e3 blanques peó · f3 blanques alfil · g3 blanques rei · h3 blanques peó · f2 blanques peó | g8 negres rei · b7 negres peó · f7 negres peó · g7 negres peó · h7 negres peó · e6 negres peó · f6 negres cavall · c5 blanques cavall · d5 negres alfil · g4 blanques peó · c3 blanques peó · e3 blanques peó · f3 blanques alfil · g3 blanques rei · h3 blanques peó · f2 blanques peó | g8 negres rei · b7 negres peó · f7 negres peó · g7 negres peó · h7 negres peó · e6 negres peó · f6 negres cavall · c5 blanques cavall · d5 negres alfil · g4 blanques peó · c3 blanques peó · e3 blanques peó · f3 blanques alfil · g3 blanques rei · h3 blanques peó · f2 blanques peó | g8 negres rei · b7 negres peó · f7 negres peó · g7 negres peó · h7 negres peó · e6 negres peó · f6 negres cavall · c5 blanques cavall · d5 negres alfil · g4 blanques peó · c3 blanques peó · e3 blanques peó · f3 blanques alfil · g3 blanques rei · h3 blanques peó · f2 blanques peó | g8 negres rei · b7 negres peó · f7 negres peó · g7 negres peó · h7 negres peó · e6 negres peó · f6 negres cavall · c5 blanques cavall · d5 negres alfil · g4 blanques peó · c3 blanques peó · e3 blanques peó · f3 blanques alfil · g3 blanques rei · h3 blanques peó · f2 blanques peó | g8 negres rei · b7 negres peó · f7 negres peó · g7 negres peó · h7 negres peó · e6 negres peó · f6 negres cavall · c5 blanques cavall · d5 negres alfil · g4 blanques peó · c3 blanques peó · e3 blanques peó · f3 blanques alfil · g3 blanques rei · h3 blanques peó · f2 blanques peó | 2 |
| 1 | g8 negres rei · b7 negres peó · f7 negres peó · g7 negres peó · h7 negres peó · e6 negres peó · f6 negres cavall · c5 blanques cavall · d5 negres alfil · g4 blanques peó · c3 blanques peó · e3 blanques peó · f3 blanques alfil · g3 blanques rei · h3 blanques peó · f2 blanques peó | g8 negres rei · b7 negres peó · f7 negres peó · g7 negres peó · h7 negres peó · e6 negres peó · f6 negres cavall · c5 blanques cavall · d5 negres alfil · g4 blanques peó · c3 blanques peó · e3 blanques peó · f3 blanques alfil · g3 blanques rei · h3 blanques peó · f2 blanques peó | g8 negres rei · b7 negres peó · f7 negres peó · g7 negres peó · h7 negres peó · e6 negres peó · f6 negres cavall · c5 blanques cavall · d5 negres alfil · g4 blanques peó · c3 blanques peó · e3 blanques peó · f3 blanques alfil · g3 blanques rei · h3 blanques peó · f2 blanques peó | g8 negres rei · b7 negres peó · f7 negres peó · g7 negres peó · h7 negres peó · e6 negres peó · f6 negres cavall · c5 blanques cavall · d5 negres alfil · g4 blanques peó · c3 blanques peó · e3 blanques peó · f3 blanques alfil · g3 blanques rei · h3 blanques peó · f2 blanques peó | g8 negres rei · b7 negres peó · f7 negres peó · g7 negres peó · h7 negres peó · e6 negres peó · f6 negres cavall · c5 blanques cavall · d5 negres alfil · g4 blanques peó · c3 blanques peó · e3 blanques peó · f3 blanques alfil · g3 blanques rei · h3 blanques peó · f2 blanques peó | g8 negres rei · b7 negres peó · f7 negres peó · g7 negres peó · h7 negres peó · e6 negres peó · f6 negres cavall · c5 blanques cavall · d5 negres alfil · g4 blanques peó · c3 blanques peó · e3 blanques peó · f3 blanques alfil · g3 blanques rei · h3 blanques peó · f2 blanques peó | g8 negres rei · b7 negres peó · f7 negres peó · g7 negres peó · h7 negres peó · e6 negres peó · f6 negres cavall · c5 blanques cavall · d5 negres alfil · g4 blanques peó · c3 blanques peó · e3 blanques peó · f3 blanques alfil · g3 blanques rei · h3 blanques peó · f2 blanques peó | g8 negres rei · b7 negres peó · f7 negres peó · g7 negres peó · h7 negres peó · e6 negres peó · f6 negres cavall · c5 blanques cavall · d5 negres alfil · g4 blanques peó · c3 blanques peó · e3 blanques peó · f3 blanques alfil · g3 blanques rei · h3 blanques peó · f2 blanques peó | 1 |
|   | a | b | c | d | e | f | g | h |   |

Un tercer ús del terme el dona l'escriptor i mestre d'escacs Bruce Pandolfini, qui indica que també són "raigs-X" "una enfilada defensiva al llarg d'una fila, columna o diagonal" que "protegeix una peça pròpia a través d'una de rival interposada". Jeremy Silman usa el terme de la mateixa manera, il·lustrant els "raigs-X" amb els dos diagrames de la dreta i l'esquerra. Al diagrama de l'esquerra, les blanques guanyen amb els raigs-X 1.Dxd8+! seguit de 1...Txd8 2.Txd8+ (fixeu-vos com la torre blanca defense la seva dama a través de la torre negra de d5) Dxd8 3.Txd8# o bé 1...Dxd8 2.Txd5 Df8 3.Td8 i guanyen. Al diagrama de la dreta, les blanques guanyen un peó amb 1.Cxb7!, mentre l'alfil blanc de f3 defensa el cavall blanc de b7 a través de l'alfil negre de d5. Silman indica que els raigs-X "prenen avantatge del fet que hi ha peces que aparentment estan ben defensades, però que en realitat no ho estan".
|   | a | b | c | d | e | f | g | h |   |
| 8 | a8 negres torre · b7 negres rei · c7 negres cavall · e7 blanques dama · h7 negres peó · b6 negres peó · c6 negres peó · e6 negres peó · e5 blanques peó · g5 negres peó · c4 blanques peó · d4 blanques peó · g4 negres dama · c3 blanques cavall · f3 negres peó · d2 blanques alfil · f2 blanques peó · g2 blanques peó · h2 blanques peó · f1 blanques torre · g1 blanques rei | a8 negres torre · b7 negres rei · c7 negres cavall · e7 blanques dama · h7 negres peó · b6 negres peó · c6 negres peó · e6 negres peó · e5 blanques peó · g5 negres peó · c4 blanques peó · d4 blanques peó · g4 negres dama · c3 blanques cavall · f3 negres peó · d2 blanques alfil · f2 blanques peó · g2 blanques peó · h2 blanques peó · f1 blanques torre · g1 blanques rei | a8 negres torre · b7 negres rei · c7 negres cavall · e7 blanques dama · h7 negres peó · b6 negres peó · c6 negres peó · e6 negres peó · e5 blanques peó · g5 negres peó · c4 blanques peó · d4 blanques peó · g4 negres dama · c3 blanques cavall · f3 negres peó · d2 blanques alfil · f2 blanques peó · g2 blanques peó · h2 blanques peó · f1 blanques torre · g1 blanques rei | a8 negres torre · b7 negres rei · c7 negres cavall · e7 blanques dama · h7 negres peó · b6 negres peó · c6 negres peó · e6 negres peó · e5 blanques peó · g5 negres peó · c4 blanques peó · d4 blanques peó · g4 negres dama · c3 blanques cavall · f3 negres peó · d2 blanques alfil · f2 blanques peó · g2 blanques peó · h2 blanques peó · f1 blanques torre · g1 blanques rei | a8 negres torre · b7 negres rei · c7 negres cavall · e7 blanques dama · h7 negres peó · b6 negres peó · c6 negres peó · e6 negres peó · e5 blanques peó · g5 negres peó · c4 blanques peó · d4 blanques peó · g4 negres dama · c3 blanques cavall · f3 negres peó · d2 blanques alfil · f2 blanques peó · g2 blanques peó · h2 blanques peó · f1 blanques torre · g1 blanques rei | a8 negres torre · b7 negres rei · c7 negres cavall · e7 blanques dama · h7 negres peó · b6 negres peó · c6 negres peó · e6 negres peó · e5 blanques peó · g5 negres peó · c4 blanques peó · d4 blanques peó · g4 negres dama · c3 blanques cavall · f3 negres peó · d2 blanques alfil · f2 blanques peó · g2 blanques peó · h2 blanques peó · f1 blanques torre · g1 blanques rei | a8 negres torre · b7 negres rei · c7 negres cavall · e7 blanques dama · h7 negres peó · b6 negres peó · c6 negres peó · e6 negres peó · e5 blanques peó · g5 negres peó · c4 blanques peó · d4 blanques peó · g4 negres dama · c3 blanques cavall · f3 negres peó · d2 blanques alfil · f2 blanques peó · g2 blanques peó · h2 blanques peó · f1 blanques torre · g1 blanques rei | a8 negres torre · b7 negres rei · c7 negres cavall · e7 blanques dama · h7 negres peó · b6 negres peó · c6 negres peó · e6 negres peó · e5 blanques peó · g5 negres peó · c4 blanques peó · d4 blanques peó · g4 negres dama · c3 blanques cavall · f3 negres peó · d2 blanques alfil · f2 blanques peó · g2 blanques peó · h2 blanques peó · f1 blanques torre · g1 blanques rei | 8 |
| 7 | a8 negres torre · b7 negres rei · c7 negres cavall · e7 blanques dama · h7 negres peó · b6 negres peó · c6 negres peó · e6 negres peó · e5 blanques peó · g5 negres peó · c4 blanques peó · d4 blanques peó · g4 negres dama · c3 blanques cavall · f3 negres peó · d2 blanques alfil · f2 blanques peó · g2 blanques peó · h2 blanques peó · f1 blanques torre · g1 blanques rei | a8 negres torre · b7 negres rei · c7 negres cavall · e7 blanques dama · h7 negres peó · b6 negres peó · c6 negres peó · e6 negres peó · e5 blanques peó · g5 negres peó · c4 blanques peó · d4 blanques peó · g4 negres dama · c3 blanques cavall · f3 negres peó · d2 blanques alfil · f2 blanques peó · g2 blanques peó · h2 blanques peó · f1 blanques torre · g1 blanques rei | a8 negres torre · b7 negres rei · c7 negres cavall · e7 blanques dama · h7 negres peó · b6 negres peó · c6 negres peó · e6 negres peó · e5 blanques peó · g5 negres peó · c4 blanques peó · d4 blanques peó · g4 negres dama · c3 blanques cavall · f3 negres peó · d2 blanques alfil · f2 blanques peó · g2 blanques peó · h2 blanques peó · f1 blanques torre · g1 blanques rei | a8 negres torre · b7 negres rei · c7 negres cavall · e7 blanques dama · h7 negres peó · b6 negres peó · c6 negres peó · e6 negres peó · e5 blanques peó · g5 negres peó · c4 blanques peó · d4 blanques peó · g4 negres dama · c3 blanques cavall · f3 negres peó · d2 blanques alfil · f2 blanques peó · g2 blanques peó · h2 blanques peó · f1 blanques torre · g1 blanques rei | a8 negres torre · b7 negres rei · c7 negres cavall · e7 blanques dama · h7 negres peó · b6 negres peó · c6 negres peó · e6 negres peó · e5 blanques peó · g5 negres peó · c4 blanques peó · d4 blanques peó · g4 negres dama · c3 blanques cavall · f3 negres peó · d2 blanques alfil · f2 blanques peó · g2 blanques peó · h2 blanques peó · f1 blanques torre · g1 blanques rei | a8 negres torre · b7 negres rei · c7 negres cavall · e7 blanques dama · h7 negres peó · b6 negres peó · c6 negres peó · e6 negres peó · e5 blanques peó · g5 negres peó · c4 blanques peó · d4 blanques peó · g4 negres dama · c3 blanques cavall · f3 negres peó · d2 blanques alfil · f2 blanques peó · g2 blanques peó · h2 blanques peó · f1 blanques torre · g1 blanques rei | a8 negres torre · b7 negres rei · c7 negres cavall · e7 blanques dama · h7 negres peó · b6 negres peó · c6 negres peó · e6 negres peó · e5 blanques peó · g5 negres peó · c4 blanques peó · d4 blanques peó · g4 negres dama · c3 blanques cavall · f3 negres peó · d2 blanques alfil · f2 blanques peó · g2 blanques peó · h2 blanques peó · f1 blanques torre · g1 blanques rei | a8 negres torre · b7 negres rei · c7 negres cavall · e7 blanques dama · h7 negres peó · b6 negres peó · c6 negres peó · e6 negres peó · e5 blanques peó · g5 negres peó · c4 blanques peó · d4 blanques peó · g4 negres dama · c3 blanques cavall · f3 negres peó · d2 blanques alfil · f2 blanques peó · g2 blanques peó · h2 blanques peó · f1 blanques torre · g1 blanques rei | 7 |
| 6 | a8 negres torre · b7 negres rei · c7 negres cavall · e7 blanques dama · h7 negres peó · b6 negres peó · c6 negres peó · e6 negres peó · e5 blanques peó · g5 negres peó · c4 blanques peó · d4 blanques peó · g4 negres dama · c3 blanques cavall · f3 negres peó · d2 blanques alfil · f2 blanques peó · g2 blanques peó · h2 blanques peó · f1 blanques torre · g1 blanques rei | a8 negres torre · b7 negres rei · c7 negres cavall · e7 blanques dama · h7 negres peó · b6 negres peó · c6 negres peó · e6 negres peó · e5 blanques peó · g5 negres peó · c4 blanques peó · d4 blanques peó · g4 negres dama · c3 blanques cavall · f3 negres peó · d2 blanques alfil · f2 blanques peó · g2 blanques peó · h2 blanques peó · f1 blanques torre · g1 blanques rei | a8 negres torre · b7 negres rei · c7 negres cavall · e7 blanques dama · h7 negres peó · b6 negres peó · c6 negres peó · e6 negres peó · e5 blanques peó · g5 negres peó · c4 blanques peó · d4 blanques peó · g4 negres dama · c3 blanques cavall · f3 negres peó · d2 blanques alfil · f2 blanques peó · g2 blanques peó · h2 blanques peó · f1 blanques torre · g1 blanques rei | a8 negres torre · b7 negres rei · c7 negres cavall · e7 blanques dama · h7 negres peó · b6 negres peó · c6 negres peó · e6 negres peó · e5 blanques peó · g5 negres peó · c4 blanques peó · d4 blanques peó · g4 negres dama · c3 blanques cavall · f3 negres peó · d2 blanques alfil · f2 blanques peó · g2 blanques peó · h2 blanques peó · f1 blanques torre · g1 blanques rei | a8 negres torre · b7 negres rei · c7 negres cavall · e7 blanques dama · h7 negres peó · b6 negres peó · c6 negres peó · e6 negres peó · e5 blanques peó · g5 negres peó · c4 blanques peó · d4 blanques peó · g4 negres dama · c3 blanques cavall · f3 negres peó · d2 blanques alfil · f2 blanques peó · g2 blanques peó · h2 blanques peó · f1 blanques torre · g1 blanques rei | a8 negres torre · b7 negres rei · c7 negres cavall · e7 blanques dama · h7 negres peó · b6 negres peó · c6 negres peó · e6 negres peó · e5 blanques peó · g5 negres peó · c4 blanques peó · d4 blanques peó · g4 negres dama · c3 blanques cavall · f3 negres peó · d2 blanques alfil · f2 blanques peó · g2 blanques peó · h2 blanques peó · f1 blanques torre · g1 blanques rei | a8 negres torre · b7 negres rei · c7 negres cavall · e7 blanques dama · h7 negres peó · b6 negres peó · c6 negres peó · e6 negres peó · e5 blanques peó · g5 negres peó · c4 blanques peó · d4 blanques peó · g4 negres dama · c3 blanques cavall · f3 negres peó · d2 blanques alfil · f2 blanques peó · g2 blanques peó · h2 blanques peó · f1 blanques torre · g1 blanques rei | a8 negres torre · b7 negres rei · c7 negres cavall · e7 blanques dama · h7 negres peó · b6 negres peó · c6 negres peó · e6 negres peó · e5 blanques peó · g5 negres peó · c4 blanques peó · d4 blanques peó · g4 negres dama · c3 blanques cavall · f3 negres peó · d2 blanques alfil · f2 blanques peó · g2 blanques peó · h2 blanques peó · f1 blanques torre · g1 blanques rei | 6 |
| 5 | a8 negres torre · b7 negres rei · c7 negres cavall · e7 blanques dama · h7 negres peó · b6 negres peó · c6 negres peó · e6 negres peó · e5 blanques peó · g5 negres peó · c4 blanques peó · d4 blanques peó · g4 negres dama · c3 blanques cavall · f3 negres peó · d2 blanques alfil · f2 blanques peó · g2 blanques peó · h2 blanques peó · f1 blanques torre · g1 blanques rei | a8 negres torre · b7 negres rei · c7 negres cavall · e7 blanques dama · h7 negres peó · b6 negres peó · c6 negres peó · e6 negres peó · e5 blanques peó · g5 negres peó · c4 blanques peó · d4 blanques peó · g4 negres dama · c3 blanques cavall · f3 negres peó · d2 blanques alfil · f2 blanques peó · g2 blanques peó · h2 blanques peó · f1 blanques torre · g1 blanques rei | a8 negres torre · b7 negres rei · c7 negres cavall · e7 blanques dama · h7 negres peó · b6 negres peó · c6 negres peó · e6 negres peó · e5 blanques peó · g5 negres peó · c4 blanques peó · d4 blanques peó · g4 negres dama · c3 blanques cavall · f3 negres peó · d2 blanques alfil · f2 blanques peó · g2 blanques peó · h2 blanques peó · f1 blanques torre · g1 blanques rei | a8 negres torre · b7 negres rei · c7 negres cavall · e7 blanques dama · h7 negres peó · b6 negres peó · c6 negres peó · e6 negres peó · e5 blanques peó · g5 negres peó · c4 blanques peó · d4 blanques peó · g4 negres dama · c3 blanques cavall · f3 negres peó · d2 blanques alfil · f2 blanques peó · g2 blanques peó · h2 blanques peó · f1 blanques torre · g1 blanques rei | a8 negres torre · b7 negres rei · c7 negres cavall · e7 blanques dama · h7 negres peó · b6 negres peó · c6 negres peó · e6 negres peó · e5 blanques peó · g5 negres peó · c4 blanques peó · d4 blanques peó · g4 negres dama · c3 blanques cavall · f3 negres peó · d2 blanques alfil · f2 blanques peó · g2 blanques peó · h2 blanques peó · f1 blanques torre · g1 blanques rei | a8 negres torre · b7 negres rei · c7 negres cavall · e7 blanques dama · h7 negres peó · b6 negres peó · c6 negres peó · e6 negres peó · e5 blanques peó · g5 negres peó · c4 blanques peó · d4 blanques peó · g4 negres dama · c3 blanques cavall · f3 negres peó · d2 blanques alfil · f2 blanques peó · g2 blanques peó · h2 blanques peó · f1 blanques torre · g1 blanques rei | a8 negres torre · b7 negres rei · c7 negres cavall · e7 blanques dama · h7 negres peó · b6 negres peó · c6 negres peó · e6 negres peó · e5 blanques peó · g5 negres peó · c4 blanques peó · d4 blanques peó · g4 negres dama · c3 blanques cavall · f3 negres peó · d2 blanques alfil · f2 blanques peó · g2 blanques peó · h2 blanques peó · f1 blanques torre · g1 blanques rei | a8 negres torre · b7 negres rei · c7 negres cavall · e7 blanques dama · h7 negres peó · b6 negres peó · c6 negres peó · e6 negres peó · e5 blanques peó · g5 negres peó · c4 blanques peó · d4 blanques peó · g4 negres dama · c3 blanques cavall · f3 negres peó · d2 blanques alfil · f2 blanques peó · g2 blanques peó · h2 blanques peó · f1 blanques torre · g1 blanques rei | 5 |
| 4 | a8 negres torre · b7 negres rei · c7 negres cavall · e7 blanques dama · h7 negres peó · b6 negres peó · c6 negres peó · e6 negres peó · e5 blanques peó · g5 negres peó · c4 blanques peó · d4 blanques peó · g4 negres dama · c3 blanques cavall · f3 negres peó · d2 blanques alfil · f2 blanques peó · g2 blanques peó · h2 blanques peó · f1 blanques torre · g1 blanques rei | a8 negres torre · b7 negres rei · c7 negres cavall · e7 blanques dama · h7 negres peó · b6 negres peó · c6 negres peó · e6 negres peó · e5 blanques peó · g5 negres peó · c4 blanques peó · d4 blanques peó · g4 negres dama · c3 blanques cavall · f3 negres peó · d2 blanques alfil · f2 blanques peó · g2 blanques peó · h2 blanques peó · f1 blanques torre · g1 blanques rei | a8 negres torre · b7 negres rei · c7 negres cavall · e7 blanques dama · h7 negres peó · b6 negres peó · c6 negres peó · e6 negres peó · e5 blanques peó · g5 negres peó · c4 blanques peó · d4 blanques peó · g4 negres dama · c3 blanques cavall · f3 negres peó · d2 blanques alfil · f2 blanques peó · g2 blanques peó · h2 blanques peó · f1 blanques torre · g1 blanques rei | a8 negres torre · b7 negres rei · c7 negres cavall · e7 blanques dama · h7 negres peó · b6 negres peó · c6 negres peó · e6 negres peó · e5 blanques peó · g5 negres peó · c4 blanques peó · d4 blanques peó · g4 negres dama · c3 blanques cavall · f3 negres peó · d2 blanques alfil · f2 blanques peó · g2 blanques peó · h2 blanques peó · f1 blanques torre · g1 blanques rei | a8 negres torre · b7 negres rei · c7 negres cavall · e7 blanques dama · h7 negres peó · b6 negres peó · c6 negres peó · e6 negres peó · e5 blanques peó · g5 negres peó · c4 blanques peó · d4 blanques peó · g4 negres dama · c3 blanques cavall · f3 negres peó · d2 blanques alfil · f2 blanques peó · g2 blanques peó · h2 blanques peó · f1 blanques torre · g1 blanques rei | a8 negres torre · b7 negres rei · c7 negres cavall · e7 blanques dama · h7 negres peó · b6 negres peó · c6 negres peó · e6 negres peó · e5 blanques peó · g5 negres peó · c4 blanques peó · d4 blanques peó · g4 negres dama · c3 blanques cavall · f3 negres peó · d2 blanques alfil · f2 blanques peó · g2 blanques peó · h2 blanques peó · f1 blanques torre · g1 blanques rei | a8 negres torre · b7 negres rei · c7 negres cavall · e7 blanques dama · h7 negres peó · b6 negres peó · c6 negres peó · e6 negres peó · e5 blanques peó · g5 negres peó · c4 blanques peó · d4 blanques peó · g4 negres dama · c3 blanques cavall · f3 negres peó · d2 blanques alfil · f2 blanques peó · g2 blanques peó · h2 blanques peó · f1 blanques torre · g1 blanques rei | a8 negres torre · b7 negres rei · c7 negres cavall · e7 blanques dama · h7 negres peó · b6 negres peó · c6 negres peó · e6 negres peó · e5 blanques peó · g5 negres peó · c4 blanques peó · d4 blanques peó · g4 negres dama · c3 blanques cavall · f3 negres peó · d2 blanques alfil · f2 blanques peó · g2 blanques peó · h2 blanques peó · f1 blanques torre · g1 blanques rei | 4 |
| 3 | a8 negres torre · b7 negres rei · c7 negres cavall · e7 blanques dama · h7 negres peó · b6 negres peó · c6 negres peó · e6 negres peó · e5 blanques peó · g5 negres peó · c4 blanques peó · d4 blanques peó · g4 negres dama · c3 blanques cavall · f3 negres peó · d2 blanques alfil · f2 blanques peó · g2 blanques peó · h2 blanques peó · f1 blanques torre · g1 blanques rei | a8 negres torre · b7 negres rei · c7 negres cavall · e7 blanques dama · h7 negres peó · b6 negres peó · c6 negres peó · e6 negres peó · e5 blanques peó · g5 negres peó · c4 blanques peó · d4 blanques peó · g4 negres dama · c3 blanques cavall · f3 negres peó · d2 blanques alfil · f2 blanques peó · g2 blanques peó · h2 blanques peó · f1 blanques torre · g1 blanques rei | a8 negres torre · b7 negres rei · c7 negres cavall · e7 blanques dama · h7 negres peó · b6 negres peó · c6 negres peó · e6 negres peó · e5 blanques peó · g5 negres peó · c4 blanques peó · d4 blanques peó · g4 negres dama · c3 blanques cavall · f3 negres peó · d2 blanques alfil · f2 blanques peó · g2 blanques peó · h2 blanques peó · f1 blanques torre · g1 blanques rei | a8 negres torre · b7 negres rei · c7 negres cavall · e7 blanques dama · h7 negres peó · b6 negres peó · c6 negres peó · e6 negres peó · e5 blanques peó · g5 negres peó · c4 blanques peó · d4 blanques peó · g4 negres dama · c3 blanques cavall · f3 negres peó · d2 blanques alfil · f2 blanques peó · g2 blanques peó · h2 blanques peó · f1 blanques torre · g1 blanques rei | a8 negres torre · b7 negres rei · c7 negres cavall · e7 blanques dama · h7 negres peó · b6 negres peó · c6 negres peó · e6 negres peó · e5 blanques peó · g5 negres peó · c4 blanques peó · d4 blanques peó · g4 negres dama · c3 blanques cavall · f3 negres peó · d2 blanques alfil · f2 blanques peó · g2 blanques peó · h2 blanques peó · f1 blanques torre · g1 blanques rei | a8 negres torre · b7 negres rei · c7 negres cavall · e7 blanques dama · h7 negres peó · b6 negres peó · c6 negres peó · e6 negres peó · e5 blanques peó · g5 negres peó · c4 blanques peó · d4 blanques peó · g4 negres dama · c3 blanques cavall · f3 negres peó · d2 blanques alfil · f2 blanques peó · g2 blanques peó · h2 blanques peó · f1 blanques torre · g1 blanques rei | a8 negres torre · b7 negres rei · c7 negres cavall · e7 blanques dama · h7 negres peó · b6 negres peó · c6 negres peó · e6 negres peó · e5 blanques peó · g5 negres peó · c4 blanques peó · d4 blanques peó · g4 negres dama · c3 blanques cavall · f3 negres peó · d2 blanques alfil · f2 blanques peó · g2 blanques peó · h2 blanques peó · f1 blanques torre · g1 blanques rei | a8 negres torre · b7 negres rei · c7 negres cavall · e7 blanques dama · h7 negres peó · b6 negres peó · c6 negres peó · e6 negres peó · e5 blanques peó · g5 negres peó · c4 blanques peó · d4 blanques peó · g4 negres dama · c3 blanques cavall · f3 negres peó · d2 blanques alfil · f2 blanques peó · g2 blanques peó · h2 blanques peó · f1 blanques torre · g1 blanques rei | 3 |
| 2 | a8 negres torre · b7 negres rei · c7 negres cavall · e7 blanques dama · h7 negres peó · b6 negres peó · c6 negres peó · e6 negres peó · e5 blanques peó · g5 negres peó · c4 blanques peó · d4 blanques peó · g4 negres dama · c3 blanques cavall · f3 negres peó · d2 blanques alfil · f2 blanques peó · g2 blanques peó · h2 blanques peó · f1 blanques torre · g1 blanques rei | a8 negres torre · b7 negres rei · c7 negres cavall · e7 blanques dama · h7 negres peó · b6 negres peó · c6 negres peó · e6 negres peó · e5 blanques peó · g5 negres peó · c4 blanques peó · d4 blanques peó · g4 negres dama · c3 blanques cavall · f3 negres peó · d2 blanques alfil · f2 blanques peó · g2 blanques peó · h2 blanques peó · f1 blanques torre · g1 blanques rei | a8 negres torre · b7 negres rei · c7 negres cavall · e7 blanques dama · h7 negres peó · b6 negres peó · c6 negres peó · e6 negres peó · e5 blanques peó · g5 negres peó · c4 blanques peó · d4 blanques peó · g4 negres dama · c3 blanques cavall · f3 negres peó · d2 blanques alfil · f2 blanques peó · g2 blanques peó · h2 blanques peó · f1 blanques torre · g1 blanques rei | a8 negres torre · b7 negres rei · c7 negres cavall · e7 blanques dama · h7 negres peó · b6 negres peó · c6 negres peó · e6 negres peó · e5 blanques peó · g5 negres peó · c4 blanques peó · d4 blanques peó · g4 negres dama · c3 blanques cavall · f3 negres peó · d2 blanques alfil · f2 blanques peó · g2 blanques peó · h2 blanques peó · f1 blanques torre · g1 blanques rei | a8 negres torre · b7 negres rei · c7 negres cavall · e7 blanques dama · h7 negres peó · b6 negres peó · c6 negres peó · e6 negres peó · e5 blanques peó · g5 negres peó · c4 blanques peó · d4 blanques peó · g4 negres dama · c3 blanques cavall · f3 negres peó · d2 blanques alfil · f2 blanques peó · g2 blanques peó · h2 blanques peó · f1 blanques torre · g1 blanques rei | a8 negres torre · b7 negres rei · c7 negres cavall · e7 blanques dama · h7 negres peó · b6 negres peó · c6 negres peó · e6 negres peó · e5 blanques peó · g5 negres peó · c4 blanques peó · d4 blanques peó · g4 negres dama · c3 blanques cavall · f3 negres peó · d2 blanques alfil · f2 blanques peó · g2 blanques peó · h2 blanques peó · f1 blanques torre · g1 blanques rei | a8 negres torre · b7 negres rei · c7 negres cavall · e7 blanques dama · h7 negres peó · b6 negres peó · c6 negres peó · e6 negres peó · e5 blanques peó · g5 negres peó · c4 blanques peó · d4 blanques peó · g4 negres dama · c3 blanques cavall · f3 negres peó · d2 blanques alfil · f2 blanques peó · g2 blanques peó · h2 blanques peó · f1 blanques torre · g1 blanques rei | a8 negres torre · b7 negres rei · c7 negres cavall · e7 blanques dama · h7 negres peó · b6 negres peó · c6 negres peó · e6 negres peó · e5 blanques peó · g5 negres peó · c4 blanques peó · d4 blanques peó · g4 negres dama · c3 blanques cavall · f3 negres peó · d2 blanques alfil · f2 blanques peó · g2 blanques peó · h2 blanques peó · f1 blanques torre · g1 blanques rei | 2 |
| 1 | a8 negres torre · b7 negres rei · c7 negres cavall · e7 blanques dama · h7 negres peó · b6 negres peó · c6 negres peó · e6 negres peó · e5 blanques peó · g5 negres peó · c4 blanques peó · d4 blanques peó · g4 negres dama · c3 blanques cavall · f3 negres peó · d2 blanques alfil · f2 blanques peó · g2 blanques peó · h2 blanques peó · f1 blanques torre · g1 blanques rei | a8 negres torre · b7 negres rei · c7 negres cavall · e7 blanques dama · h7 negres peó · b6 negres peó · c6 negres peó · e6 negres peó · e5 blanques peó · g5 negres peó · c4 blanques peó · d4 blanques peó · g4 negres dama · c3 blanques cavall · f3 negres peó · d2 blanques alfil · f2 blanques peó · g2 blanques peó · h2 blanques peó · f1 blanques torre · g1 blanques rei | a8 negres torre · b7 negres rei · c7 negres cavall · e7 blanques dama · h7 negres peó · b6 negres peó · c6 negres peó · e6 negres peó · e5 blanques peó · g5 negres peó · c4 blanques peó · d4 blanques peó · g4 negres dama · c3 blanques cavall · f3 negres peó · d2 blanques alfil · f2 blanques peó · g2 blanques peó · h2 blanques peó · f1 blanques torre · g1 blanques rei | a8 negres torre · b7 negres rei · c7 negres cavall · e7 blanques dama · h7 negres peó · b6 negres peó · c6 negres peó · e6 negres peó · e5 blanques peó · g5 negres peó · c4 blanques peó · d4 blanques peó · g4 negres dama · c3 blanques cavall · f3 negres peó · d2 blanques alfil · f2 blanques peó · g2 blanques peó · h2 blanques peó · f1 blanques torre · g1 blanques rei | a8 negres torre · b7 negres rei · c7 negres cavall · e7 blanques dama · h7 negres peó · b6 negres peó · c6 negres peó · e6 negres peó · e5 blanques peó · g5 negres peó · c4 blanques peó · d4 blanques peó · g4 negres dama · c3 blanques cavall · f3 negres peó · d2 blanques alfil · f2 blanques peó · g2 blanques peó · h2 blanques peó · f1 blanques torre · g1 blanques rei | a8 negres torre · b7 negres rei · c7 negres cavall · e7 blanques dama · h7 negres peó · b6 negres peó · c6 negres peó · e6 negres peó · e5 blanques peó · g5 negres peó · c4 blanques peó · d4 blanques peó · g4 negres dama · c3 blanques cavall · f3 negres peó · d2 blanques alfil · f2 blanques peó · g2 blanques peó · h2 blanques peó · f1 blanques torre · g1 blanques rei | a8 negres torre · b7 negres rei · c7 negres cavall · e7 blanques dama · h7 negres peó · b6 negres peó · c6 negres peó · e6 negres peó · e5 blanques peó · g5 negres peó · c4 blanques peó · d4 blanques peó · g4 negres dama · c3 blanques cavall · f3 negres peó · d2 blanques alfil · f2 blanques peó · g2 blanques peó · h2 blanques peó · f1 blanques torre · g1 blanques rei | a8 negres torre · b7 negres rei · c7 negres cavall · e7 blanques dama · h7 negres peó · b6 negres peó · c6 negres peó · e6 negres peó · e5 blanques peó · g5 negres peó · c4 blanques peó · d4 blanques peó · g4 negres dama · c3 blanques cavall · f3 negres peó · d2 blanques alfil · f2 blanques peó · g2 blanques peó · h2 blanques peó · f1 blanques torre · g1 blanques rei | 1 |
|   | a | b | c | d | e | f | g | h |   |

|   | a | b | c | d | e | f | g | h |   |
| 8 | a8 negres torre · b8 negres cavall · d8 negres dama · e8 negres torre · g8 negres rei · b7 negres peó · e7 negres cavall · f7 negres peó · c6 negres peó · g6 negres peó · b4 negres peó · c4 blanques peó · d4 negres alfil · h3 blanques dama · a2 blanques peó · b2 blanques alfil · d2 blanques peó · f2 blanques peó · g2 blanques peó · c1 blanques rei · d1 blanques torre · f1 blanques alfil · h1 blanques torre | a8 negres torre · b8 negres cavall · d8 negres dama · e8 negres torre · g8 negres rei · b7 negres peó · e7 negres cavall · f7 negres peó · c6 negres peó · g6 negres peó · b4 negres peó · c4 blanques peó · d4 negres alfil · h3 blanques dama · a2 blanques peó · b2 blanques alfil · d2 blanques peó · f2 blanques peó · g2 blanques peó · c1 blanques rei · d1 blanques torre · f1 blanques alfil · h1 blanques torre | a8 negres torre · b8 negres cavall · d8 negres dama · e8 negres torre · g8 negres rei · b7 negres peó · e7 negres cavall · f7 negres peó · c6 negres peó · g6 negres peó · b4 negres peó · c4 blanques peó · d4 negres alfil · h3 blanques dama · a2 blanques peó · b2 blanques alfil · d2 blanques peó · f2 blanques peó · g2 blanques peó · c1 blanques rei · d1 blanques torre · f1 blanques alfil · h1 blanques torre | a8 negres torre · b8 negres cavall · d8 negres dama · e8 negres torre · g8 negres rei · b7 negres peó · e7 negres cavall · f7 negres peó · c6 negres peó · g6 negres peó · b4 negres peó · c4 blanques peó · d4 negres alfil · h3 blanques dama · a2 blanques peó · b2 blanques alfil · d2 blanques peó · f2 blanques peó · g2 blanques peó · c1 blanques rei · d1 blanques torre · f1 blanques alfil · h1 blanques torre | a8 negres torre · b8 negres cavall · d8 negres dama · e8 negres torre · g8 negres rei · b7 negres peó · e7 negres cavall · f7 negres peó · c6 negres peó · g6 negres peó · b4 negres peó · c4 blanques peó · d4 negres alfil · h3 blanques dama · a2 blanques peó · b2 blanques alfil · d2 blanques peó · f2 blanques peó · g2 blanques peó · c1 blanques rei · d1 blanques torre · f1 blanques alfil · h1 blanques torre | a8 negres torre · b8 negres cavall · d8 negres dama · e8 negres torre · g8 negres rei · b7 negres peó · e7 negres cavall · f7 negres peó · c6 negres peó · g6 negres peó · b4 negres peó · c4 blanques peó · d4 negres alfil · h3 blanques dama · a2 blanques peó · b2 blanques alfil · d2 blanques peó · f2 blanques peó · g2 blanques peó · c1 blanques rei · d1 blanques torre · f1 blanques alfil · h1 blanques torre | a8 negres torre · b8 negres cavall · d8 negres dama · e8 negres torre · g8 negres rei · b7 negres peó · e7 negres cavall · f7 negres peó · c6 negres peó · g6 negres peó · b4 negres peó · c4 blanques peó · d4 negres alfil · h3 blanques dama · a2 blanques peó · b2 blanques alfil · d2 blanques peó · f2 blanques peó · g2 blanques peó · c1 blanques rei · d1 blanques torre · f1 blanques alfil · h1 blanques torre | a8 negres torre · b8 negres cavall · d8 negres dama · e8 negres torre · g8 negres rei · b7 negres peó · e7 negres cavall · f7 negres peó · c6 negres peó · g6 negres peó · b4 negres peó · c4 blanques peó · d4 negres alfil · h3 blanques dama · a2 blanques peó · b2 blanques alfil · d2 blanques peó · f2 blanques peó · g2 blanques peó · c1 blanques rei · d1 blanques torre · f1 blanques alfil · h1 blanques torre | 8 |
| 7 | a8 negres torre · b8 negres cavall · d8 negres dama · e8 negres torre · g8 negres rei · b7 negres peó · e7 negres cavall · f7 negres peó · c6 negres peó · g6 negres peó · b4 negres peó · c4 blanques peó · d4 negres alfil · h3 blanques dama · a2 blanques peó · b2 blanques alfil · d2 blanques peó · f2 blanques peó · g2 blanques peó · c1 blanques rei · d1 blanques torre · f1 blanques alfil · h1 blanques torre | a8 negres torre · b8 negres cavall · d8 negres dama · e8 negres torre · g8 negres rei · b7 negres peó · e7 negres cavall · f7 negres peó · c6 negres peó · g6 negres peó · b4 negres peó · c4 blanques peó · d4 negres alfil · h3 blanques dama · a2 blanques peó · b2 blanques alfil · d2 blanques peó · f2 blanques peó · g2 blanques peó · c1 blanques rei · d1 blanques torre · f1 blanques alfil · h1 blanques torre | a8 negres torre · b8 negres cavall · d8 negres dama · e8 negres torre · g8 negres rei · b7 negres peó · e7 negres cavall · f7 negres peó · c6 negres peó · g6 negres peó · b4 negres peó · c4 blanques peó · d4 negres alfil · h3 blanques dama · a2 blanques peó · b2 blanques alfil · d2 blanques peó · f2 blanques peó · g2 blanques peó · c1 blanques rei · d1 blanques torre · f1 blanques alfil · h1 blanques torre | a8 negres torre · b8 negres cavall · d8 negres dama · e8 negres torre · g8 negres rei · b7 negres peó · e7 negres cavall · f7 negres peó · c6 negres peó · g6 negres peó · b4 negres peó · c4 blanques peó · d4 negres alfil · h3 blanques dama · a2 blanques peó · b2 blanques alfil · d2 blanques peó · f2 blanques peó · g2 blanques peó · c1 blanques rei · d1 blanques torre · f1 blanques alfil · h1 blanques torre | a8 negres torre · b8 negres cavall · d8 negres dama · e8 negres torre · g8 negres rei · b7 negres peó · e7 negres cavall · f7 negres peó · c6 negres peó · g6 negres peó · b4 negres peó · c4 blanques peó · d4 negres alfil · h3 blanques dama · a2 blanques peó · b2 blanques alfil · d2 blanques peó · f2 blanques peó · g2 blanques peó · c1 blanques rei · d1 blanques torre · f1 blanques alfil · h1 blanques torre | a8 negres torre · b8 negres cavall · d8 negres dama · e8 negres torre · g8 negres rei · b7 negres peó · e7 negres cavall · f7 negres peó · c6 negres peó · g6 negres peó · b4 negres peó · c4 blanques peó · d4 negres alfil · h3 blanques dama · a2 blanques peó · b2 blanques alfil · d2 blanques peó · f2 blanques peó · g2 blanques peó · c1 blanques rei · d1 blanques torre · f1 blanques alfil · h1 blanques torre | a8 negres torre · b8 negres cavall · d8 negres dama · e8 negres torre · g8 negres rei · b7 negres peó · e7 negres cavall · f7 negres peó · c6 negres peó · g6 negres peó · b4 negres peó · c4 blanques peó · d4 negres alfil · h3 blanques dama · a2 blanques peó · b2 blanques alfil · d2 blanques peó · f2 blanques peó · g2 blanques peó · c1 blanques rei · d1 blanques torre · f1 blanques alfil · h1 blanques torre | a8 negres torre · b8 negres cavall · d8 negres dama · e8 negres torre · g8 negres rei · b7 negres peó · e7 negres cavall · f7 negres peó · c6 negres peó · g6 negres peó · b4 negres peó · c4 blanques peó · d4 negres alfil · h3 blanques dama · a2 blanques peó · b2 blanques alfil · d2 blanques peó · f2 blanques peó · g2 blanques peó · c1 blanques rei · d1 blanques torre · f1 blanques alfil · h1 blanques torre | 7 |
| 6 | a8 negres torre · b8 negres cavall · d8 negres dama · e8 negres torre · g8 negres rei · b7 negres peó · e7 negres cavall · f7 negres peó · c6 negres peó · g6 negres peó · b4 negres peó · c4 blanques peó · d4 negres alfil · h3 blanques dama · a2 blanques peó · b2 blanques alfil · d2 blanques peó · f2 blanques peó · g2 blanques peó · c1 blanques rei · d1 blanques torre · f1 blanques alfil · h1 blanques torre | a8 negres torre · b8 negres cavall · d8 negres dama · e8 negres torre · g8 negres rei · b7 negres peó · e7 negres cavall · f7 negres peó · c6 negres peó · g6 negres peó · b4 negres peó · c4 blanques peó · d4 negres alfil · h3 blanques dama · a2 blanques peó · b2 blanques alfil · d2 blanques peó · f2 blanques peó · g2 blanques peó · c1 blanques rei · d1 blanques torre · f1 blanques alfil · h1 blanques torre | a8 negres torre · b8 negres cavall · d8 negres dama · e8 negres torre · g8 negres rei · b7 negres peó · e7 negres cavall · f7 negres peó · c6 negres peó · g6 negres peó · b4 negres peó · c4 blanques peó · d4 negres alfil · h3 blanques dama · a2 blanques peó · b2 blanques alfil · d2 blanques peó · f2 blanques peó · g2 blanques peó · c1 blanques rei · d1 blanques torre · f1 blanques alfil · h1 blanques torre | a8 negres torre · b8 negres cavall · d8 negres dama · e8 negres torre · g8 negres rei · b7 negres peó · e7 negres cavall · f7 negres peó · c6 negres peó · g6 negres peó · b4 negres peó · c4 blanques peó · d4 negres alfil · h3 blanques dama · a2 blanques peó · b2 blanques alfil · d2 blanques peó · f2 blanques peó · g2 blanques peó · c1 blanques rei · d1 blanques torre · f1 blanques alfil · h1 blanques torre | a8 negres torre · b8 negres cavall · d8 negres dama · e8 negres torre · g8 negres rei · b7 negres peó · e7 negres cavall · f7 negres peó · c6 negres peó · g6 negres peó · b4 negres peó · c4 blanques peó · d4 negres alfil · h3 blanques dama · a2 blanques peó · b2 blanques alfil · d2 blanques peó · f2 blanques peó · g2 blanques peó · c1 blanques rei · d1 blanques torre · f1 blanques alfil · h1 blanques torre | a8 negres torre · b8 negres cavall · d8 negres dama · e8 negres torre · g8 negres rei · b7 negres peó · e7 negres cavall · f7 negres peó · c6 negres peó · g6 negres peó · b4 negres peó · c4 blanques peó · d4 negres alfil · h3 blanques dama · a2 blanques peó · b2 blanques alfil · d2 blanques peó · f2 blanques peó · g2 blanques peó · c1 blanques rei · d1 blanques torre · f1 blanques alfil · h1 blanques torre | a8 negres torre · b8 negres cavall · d8 negres dama · e8 negres torre · g8 negres rei · b7 negres peó · e7 negres cavall · f7 negres peó · c6 negres peó · g6 negres peó · b4 negres peó · c4 blanques peó · d4 negres alfil · h3 blanques dama · a2 blanques peó · b2 blanques alfil · d2 blanques peó · f2 blanques peó · g2 blanques peó · c1 blanques rei · d1 blanques torre · f1 blanques alfil · h1 blanques torre | a8 negres torre · b8 negres cavall · d8 negres dama · e8 negres torre · g8 negres rei · b7 negres peó · e7 negres cavall · f7 negres peó · c6 negres peó · g6 negres peó · b4 negres peó · c4 blanques peó · d4 negres alfil · h3 blanques dama · a2 blanques peó · b2 blanques alfil · d2 blanques peó · f2 blanques peó · g2 blanques peó · c1 blanques rei · d1 blanques torre · f1 blanques alfil · h1 blanques torre | 6 |
| 5 | a8 negres torre · b8 negres cavall · d8 negres dama · e8 negres torre · g8 negres rei · b7 negres peó · e7 negres cavall · f7 negres peó · c6 negres peó · g6 negres peó · b4 negres peó · c4 blanques peó · d4 negres alfil · h3 blanques dama · a2 blanques peó · b2 blanques alfil · d2 blanques peó · f2 blanques peó · g2 blanques peó · c1 blanques rei · d1 blanques torre · f1 blanques alfil · h1 blanques torre | a8 negres torre · b8 negres cavall · d8 negres dama · e8 negres torre · g8 negres rei · b7 negres peó · e7 negres cavall · f7 negres peó · c6 negres peó · g6 negres peó · b4 negres peó · c4 blanques peó · d4 negres alfil · h3 blanques dama · a2 blanques peó · b2 blanques alfil · d2 blanques peó · f2 blanques peó · g2 blanques peó · c1 blanques rei · d1 blanques torre · f1 blanques alfil · h1 blanques torre | a8 negres torre · b8 negres cavall · d8 negres dama · e8 negres torre · g8 negres rei · b7 negres peó · e7 negres cavall · f7 negres peó · c6 negres peó · g6 negres peó · b4 negres peó · c4 blanques peó · d4 negres alfil · h3 blanques dama · a2 blanques peó · b2 blanques alfil · d2 blanques peó · f2 blanques peó · g2 blanques peó · c1 blanques rei · d1 blanques torre · f1 blanques alfil · h1 blanques torre | a8 negres torre · b8 negres cavall · d8 negres dama · e8 negres torre · g8 negres rei · b7 negres peó · e7 negres cavall · f7 negres peó · c6 negres peó · g6 negres peó · b4 negres peó · c4 blanques peó · d4 negres alfil · h3 blanques dama · a2 blanques peó · b2 blanques alfil · d2 blanques peó · f2 blanques peó · g2 blanques peó · c1 blanques rei · d1 blanques torre · f1 blanques alfil · h1 blanques torre | a8 negres torre · b8 negres cavall · d8 negres dama · e8 negres torre · g8 negres rei · b7 negres peó · e7 negres cavall · f7 negres peó · c6 negres peó · g6 negres peó · b4 negres peó · c4 blanques peó · d4 negres alfil · h3 blanques dama · a2 blanques peó · b2 blanques alfil · d2 blanques peó · f2 blanques peó · g2 blanques peó · c1 blanques rei · d1 blanques torre · f1 blanques alfil · h1 blanques torre | a8 negres torre · b8 negres cavall · d8 negres dama · e8 negres torre · g8 negres rei · b7 negres peó · e7 negres cavall · f7 negres peó · c6 negres peó · g6 negres peó · b4 negres peó · c4 blanques peó · d4 negres alfil · h3 blanques dama · a2 blanques peó · b2 blanques alfil · d2 blanques peó · f2 blanques peó · g2 blanques peó · c1 blanques rei · d1 blanques torre · f1 blanques alfil · h1 blanques torre | a8 negres torre · b8 negres cavall · d8 negres dama · e8 negres torre · g8 negres rei · b7 negres peó · e7 negres cavall · f7 negres peó · c6 negres peó · g6 negres peó · b4 negres peó · c4 blanques peó · d4 negres alfil · h3 blanques dama · a2 blanques peó · b2 blanques alfil · d2 blanques peó · f2 blanques peó · g2 blanques peó · c1 blanques rei · d1 blanques torre · f1 blanques alfil · h1 blanques torre | a8 negres torre · b8 negres cavall · d8 negres dama · e8 negres torre · g8 negres rei · b7 negres peó · e7 negres cavall · f7 negres peó · c6 negres peó · g6 negres peó · b4 negres peó · c4 blanques peó · d4 negres alfil · h3 blanques dama · a2 blanques peó · b2 blanques alfil · d2 blanques peó · f2 blanques peó · g2 blanques peó · c1 blanques rei · d1 blanques torre · f1 blanques alfil · h1 blanques torre | 5 |
| 4 | a8 negres torre · b8 negres cavall · d8 negres dama · e8 negres torre · g8 negres rei · b7 negres peó · e7 negres cavall · f7 negres peó · c6 negres peó · g6 negres peó · b4 negres peó · c4 blanques peó · d4 negres alfil · h3 blanques dama · a2 blanques peó · b2 blanques alfil · d2 blanques peó · f2 blanques peó · g2 blanques peó · c1 blanques rei · d1 blanques torre · f1 blanques alfil · h1 blanques torre | a8 negres torre · b8 negres cavall · d8 negres dama · e8 negres torre · g8 negres rei · b7 negres peó · e7 negres cavall · f7 negres peó · c6 negres peó · g6 negres peó · b4 negres peó · c4 blanques peó · d4 negres alfil · h3 blanques dama · a2 blanques peó · b2 blanques alfil · d2 blanques peó · f2 blanques peó · g2 blanques peó · c1 blanques rei · d1 blanques torre · f1 blanques alfil · h1 blanques torre | a8 negres torre · b8 negres cavall · d8 negres dama · e8 negres torre · g8 negres rei · b7 negres peó · e7 negres cavall · f7 negres peó · c6 negres peó · g6 negres peó · b4 negres peó · c4 blanques peó · d4 negres alfil · h3 blanques dama · a2 blanques peó · b2 blanques alfil · d2 blanques peó · f2 blanques peó · g2 blanques peó · c1 blanques rei · d1 blanques torre · f1 blanques alfil · h1 blanques torre | a8 negres torre · b8 negres cavall · d8 negres dama · e8 negres torre · g8 negres rei · b7 negres peó · e7 negres cavall · f7 negres peó · c6 negres peó · g6 negres peó · b4 negres peó · c4 blanques peó · d4 negres alfil · h3 blanques dama · a2 blanques peó · b2 blanques alfil · d2 blanques peó · f2 blanques peó · g2 blanques peó · c1 blanques rei · d1 blanques torre · f1 blanques alfil · h1 blanques torre | a8 negres torre · b8 negres cavall · d8 negres dama · e8 negres torre · g8 negres rei · b7 negres peó · e7 negres cavall · f7 negres peó · c6 negres peó · g6 negres peó · b4 negres peó · c4 blanques peó · d4 negres alfil · h3 blanques dama · a2 blanques peó · b2 blanques alfil · d2 blanques peó · f2 blanques peó · g2 blanques peó · c1 blanques rei · d1 blanques torre · f1 blanques alfil · h1 blanques torre | a8 negres torre · b8 negres cavall · d8 negres dama · e8 negres torre · g8 negres rei · b7 negres peó · e7 negres cavall · f7 negres peó · c6 negres peó · g6 negres peó · b4 negres peó · c4 blanques peó · d4 negres alfil · h3 blanques dama · a2 blanques peó · b2 blanques alfil · d2 blanques peó · f2 blanques peó · g2 blanques peó · c1 blanques rei · d1 blanques torre · f1 blanques alfil · h1 blanques torre | a8 negres torre · b8 negres cavall · d8 negres dama · e8 negres torre · g8 negres rei · b7 negres peó · e7 negres cavall · f7 negres peó · c6 negres peó · g6 negres peó · b4 negres peó · c4 blanques peó · d4 negres alfil · h3 blanques dama · a2 blanques peó · b2 blanques alfil · d2 blanques peó · f2 blanques peó · g2 blanques peó · c1 blanques rei · d1 blanques torre · f1 blanques alfil · h1 blanques torre | a8 negres torre · b8 negres cavall · d8 negres dama · e8 negres torre · g8 negres rei · b7 negres peó · e7 negres cavall · f7 negres peó · c6 negres peó · g6 negres peó · b4 negres peó · c4 blanques peó · d4 negres alfil · h3 blanques dama · a2 blanques peó · b2 blanques alfil · d2 blanques peó · f2 blanques peó · g2 blanques peó · c1 blanques rei · d1 blanques torre · f1 blanques alfil · h1 blanques torre | 4 |
| 3 | a8 negres torre · b8 negres cavall · d8 negres dama · e8 negres torre · g8 negres rei · b7 negres peó · e7 negres cavall · f7 negres peó · c6 negres peó · g6 negres peó · b4 negres peó · c4 blanques peó · d4 negres alfil · h3 blanques dama · a2 blanques peó · b2 blanques alfil · d2 blanques peó · f2 blanques peó · g2 blanques peó · c1 blanques rei · d1 blanques torre · f1 blanques alfil · h1 blanques torre | a8 negres torre · b8 negres cavall · d8 negres dama · e8 negres torre · g8 negres rei · b7 negres peó · e7 negres cavall · f7 negres peó · c6 negres peó · g6 negres peó · b4 negres peó · c4 blanques peó · d4 negres alfil · h3 blanques dama · a2 blanques peó · b2 blanques alfil · d2 blanques peó · f2 blanques peó · g2 blanques peó · c1 blanques rei · d1 blanques torre · f1 blanques alfil · h1 blanques torre | a8 negres torre · b8 negres cavall · d8 negres dama · e8 negres torre · g8 negres rei · b7 negres peó · e7 negres cavall · f7 negres peó · c6 negres peó · g6 negres peó · b4 negres peó · c4 blanques peó · d4 negres alfil · h3 blanques dama · a2 blanques peó · b2 blanques alfil · d2 blanques peó · f2 blanques peó · g2 blanques peó · c1 blanques rei · d1 blanques torre · f1 blanques alfil · h1 blanques torre | a8 negres torre · b8 negres cavall · d8 negres dama · e8 negres torre · g8 negres rei · b7 negres peó · e7 negres cavall · f7 negres peó · c6 negres peó · g6 negres peó · b4 negres peó · c4 blanques peó · d4 negres alfil · h3 blanques dama · a2 blanques peó · b2 blanques alfil · d2 blanques peó · f2 blanques peó · g2 blanques peó · c1 blanques rei · d1 blanques torre · f1 blanques alfil · h1 blanques torre | a8 negres torre · b8 negres cavall · d8 negres dama · e8 negres torre · g8 negres rei · b7 negres peó · e7 negres cavall · f7 negres peó · c6 negres peó · g6 negres peó · b4 negres peó · c4 blanques peó · d4 negres alfil · h3 blanques dama · a2 blanques peó · b2 blanques alfil · d2 blanques peó · f2 blanques peó · g2 blanques peó · c1 blanques rei · d1 blanques torre · f1 blanques alfil · h1 blanques torre | a8 negres torre · b8 negres cavall · d8 negres dama · e8 negres torre · g8 negres rei · b7 negres peó · e7 negres cavall · f7 negres peó · c6 negres peó · g6 negres peó · b4 negres peó · c4 blanques peó · d4 negres alfil · h3 blanques dama · a2 blanques peó · b2 blanques alfil · d2 blanques peó · f2 blanques peó · g2 blanques peó · c1 blanques rei · d1 blanques torre · f1 blanques alfil · h1 blanques torre | a8 negres torre · b8 negres cavall · d8 negres dama · e8 negres torre · g8 negres rei · b7 negres peó · e7 negres cavall · f7 negres peó · c6 negres peó · g6 negres peó · b4 negres peó · c4 blanques peó · d4 negres alfil · h3 blanques dama · a2 blanques peó · b2 blanques alfil · d2 blanques peó · f2 blanques peó · g2 blanques peó · c1 blanques rei · d1 blanques torre · f1 blanques alfil · h1 blanques torre | a8 negres torre · b8 negres cavall · d8 negres dama · e8 negres torre · g8 negres rei · b7 negres peó · e7 negres cavall · f7 negres peó · c6 negres peó · g6 negres peó · b4 negres peó · c4 blanques peó · d4 negres alfil · h3 blanques dama · a2 blanques peó · b2 blanques alfil · d2 blanques peó · f2 blanques peó · g2 blanques peó · c1 blanques rei · d1 blanques torre · f1 blanques alfil · h1 blanques torre | 3 |
| 2 | a8 negres torre · b8 negres cavall · d8 negres dama · e8 negres torre · g8 negres rei · b7 negres peó · e7 negres cavall · f7 negres peó · c6 negres peó · g6 negres peó · b4 negres peó · c4 blanques peó · d4 negres alfil · h3 blanques dama · a2 blanques peó · b2 blanques alfil · d2 blanques peó · f2 blanques peó · g2 blanques peó · c1 blanques rei · d1 blanques torre · f1 blanques alfil · h1 blanques torre | a8 negres torre · b8 negres cavall · d8 negres dama · e8 negres torre · g8 negres rei · b7 negres peó · e7 negres cavall · f7 negres peó · c6 negres peó · g6 negres peó · b4 negres peó · c4 blanques peó · d4 negres alfil · h3 blanques dama · a2 blanques peó · b2 blanques alfil · d2 blanques peó · f2 blanques peó · g2 blanques peó · c1 blanques rei · d1 blanques torre · f1 blanques alfil · h1 blanques torre | a8 negres torre · b8 negres cavall · d8 negres dama · e8 negres torre · g8 negres rei · b7 negres peó · e7 negres cavall · f7 negres peó · c6 negres peó · g6 negres peó · b4 negres peó · c4 blanques peó · d4 negres alfil · h3 blanques dama · a2 blanques peó · b2 blanques alfil · d2 blanques peó · f2 blanques peó · g2 blanques peó · c1 blanques rei · d1 blanques torre · f1 blanques alfil · h1 blanques torre | a8 negres torre · b8 negres cavall · d8 negres dama · e8 negres torre · g8 negres rei · b7 negres peó · e7 negres cavall · f7 negres peó · c6 negres peó · g6 negres peó · b4 negres peó · c4 blanques peó · d4 negres alfil · h3 blanques dama · a2 blanques peó · b2 blanques alfil · d2 blanques peó · f2 blanques peó · g2 blanques peó · c1 blanques rei · d1 blanques torre · f1 blanques alfil · h1 blanques torre | a8 negres torre · b8 negres cavall · d8 negres dama · e8 negres torre · g8 negres rei · b7 negres peó · e7 negres cavall · f7 negres peó · c6 negres peó · g6 negres peó · b4 negres peó · c4 blanques peó · d4 negres alfil · h3 blanques dama · a2 blanques peó · b2 blanques alfil · d2 blanques peó · f2 blanques peó · g2 blanques peó · c1 blanques rei · d1 blanques torre · f1 blanques alfil · h1 blanques torre | a8 negres torre · b8 negres cavall · d8 negres dama · e8 negres torre · g8 negres rei · b7 negres peó · e7 negres cavall · f7 negres peó · c6 negres peó · g6 negres peó · b4 negres peó · c4 blanques peó · d4 negres alfil · h3 blanques dama · a2 blanques peó · b2 blanques alfil · d2 blanques peó · f2 blanques peó · g2 blanques peó · c1 blanques rei · d1 blanques torre · f1 blanques alfil · h1 blanques torre | a8 negres torre · b8 negres cavall · d8 negres dama · e8 negres torre · g8 negres rei · b7 negres peó · e7 negres cavall · f7 negres peó · c6 negres peó · g6 negres peó · b4 negres peó · c4 blanques peó · d4 negres alfil · h3 blanques dama · a2 blanques peó · b2 blanques alfil · d2 blanques peó · f2 blanques peó · g2 blanques peó · c1 blanques rei · d1 blanques torre · f1 blanques alfil · h1 blanques torre | a8 negres torre · b8 negres cavall · d8 negres dama · e8 negres torre · g8 negres rei · b7 negres peó · e7 negres cavall · f7 negres peó · c6 negres peó · g6 negres peó · b4 negres peó · c4 blanques peó · d4 negres alfil · h3 blanques dama · a2 blanques peó · b2 blanques alfil · d2 blanques peó · f2 blanques peó · g2 blanques peó · c1 blanques rei · d1 blanques torre · f1 blanques alfil · h1 blanques torre | 2 |
| 1 | a8 negres torre · b8 negres cavall · d8 negres dama · e8 negres torre · g8 negres rei · b7 negres peó · e7 negres cavall · f7 negres peó · c6 negres peó · g6 negres peó · b4 negres peó · c4 blanques peó · d4 negres alfil · h3 blanques dama · a2 blanques peó · b2 blanques alfil · d2 blanques peó · f2 blanques peó · g2 blanques peó · c1 blanques rei · d1 blanques torre · f1 blanques alfil · h1 blanques torre | a8 negres torre · b8 negres cavall · d8 negres dama · e8 negres torre · g8 negres rei · b7 negres peó · e7 negres cavall · f7 negres peó · c6 negres peó · g6 negres peó · b4 negres peó · c4 blanques peó · d4 negres alfil · h3 blanques dama · a2 blanques peó · b2 blanques alfil · d2 blanques peó · f2 blanques peó · g2 blanques peó · c1 blanques rei · d1 blanques torre · f1 blanques alfil · h1 blanques torre | a8 negres torre · b8 negres cavall · d8 negres dama · e8 negres torre · g8 negres rei · b7 negres peó · e7 negres cavall · f7 negres peó · c6 negres peó · g6 negres peó · b4 negres peó · c4 blanques peó · d4 negres alfil · h3 blanques dama · a2 blanques peó · b2 blanques alfil · d2 blanques peó · f2 blanques peó · g2 blanques peó · c1 blanques rei · d1 blanques torre · f1 blanques alfil · h1 blanques torre | a8 negres torre · b8 negres cavall · d8 negres dama · e8 negres torre · g8 negres rei · b7 negres peó · e7 negres cavall · f7 negres peó · c6 negres peó · g6 negres peó · b4 negres peó · c4 blanques peó · d4 negres alfil · h3 blanques dama · a2 blanques peó · b2 blanques alfil · d2 blanques peó · f2 blanques peó · g2 blanques peó · c1 blanques rei · d1 blanques torre · f1 blanques alfil · h1 blanques torre | a8 negres torre · b8 negres cavall · d8 negres dama · e8 negres torre · g8 negres rei · b7 negres peó · e7 negres cavall · f7 negres peó · c6 negres peó · g6 negres peó · b4 negres peó · c4 blanques peó · d4 negres alfil · h3 blanques dama · a2 blanques peó · b2 blanques alfil · d2 blanques peó · f2 blanques peó · g2 blanques peó · c1 blanques rei · d1 blanques torre · f1 blanques alfil · h1 blanques torre | a8 negres torre · b8 negres cavall · d8 negres dama · e8 negres torre · g8 negres rei · b7 negres peó · e7 negres cavall · f7 negres peó · c6 negres peó · g6 negres peó · b4 negres peó · c4 blanques peó · d4 negres alfil · h3 blanques dama · a2 blanques peó · b2 blanques alfil · d2 blanques peó · f2 blanques peó · g2 blanques peó · c1 blanques rei · d1 blanques torre · f1 blanques alfil · h1 blanques torre | a8 negres torre · b8 negres cavall · d8 negres dama · e8 negres torre · g8 negres rei · b7 negres peó · e7 negres cavall · f7 negres peó · c6 negres peó · g6 negres peó · b4 negres peó · c4 blanques peó · d4 negres alfil · h3 blanques dama · a2 blanques peó · b2 blanques alfil · d2 blanques peó · f2 blanques peó · g2 blanques peó · c1 blanques rei · d1 blanques torre · f1 blanques alfil · h1 blanques torre | a8 negres torre · b8 negres cavall · d8 negres dama · e8 negres torre · g8 negres rei · b7 negres peó · e7 negres cavall · f7 negres peó · c6 negres peó · g6 negres peó · b4 negres peó · c4 blanques peó · d4 negres alfil · h3 blanques dama · a2 blanques peó · b2 blanques alfil · d2 blanques peó · f2 blanques peó · g2 blanques peó · c1 blanques rei · d1 blanques torre · f1 blanques alfil · h1 blanques torre | 1 |
|   | a | b | c | d | e | f | g | h |   |

En Raymond Keene també usa el concepte d'aquesta manera quan analitza la partida Fischer-Bisguier, Nova York 1957. Discutint una possible variant que podria haver-se produït en aquesta partida (vegeu la posició de l'esquerra), en Keene escriu que 28.Dxg5 (quan la dama blanca es defensa contra 28...Dxg2# a través de la dama negra de g4) "defensa el mat—un 'motiu de raigs-X', com en Fischer ho va descriure en una ocasió".
A Euwe-Loman, Rotterdam 1923 (diagrama de la dreta), les blanques forcen el mat amb 17.Dh8+! Axh8 18.Th8#. Neishtadt escriu sobre 17.Dh8+, "Els raigs-X! L'alfil de b2 ataca la casella 'a través' de l'alfil enemic."